# Histoire de l'Autriche

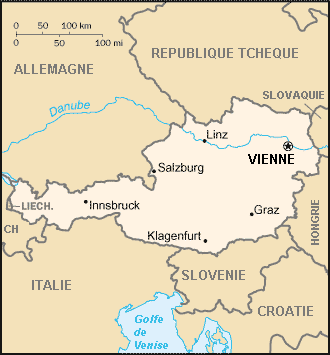
Carte minimale de l'Autriche (2004).

Armoiries de l'Autriche.

L’histoire de l'Autriche est l'histoire du pays d'Europe centrale appelé aujourd'hui Autriche. Mais la définition géopolitique du pays ayant connu de profonds changements au cours des périodes moderne et contemporaine, cette histoire concerne donc aussi les pays voisins : Allemagne, Hongrie, Suisse, Italie, etc.
Déjà peuplée par les Celtes (culture de Hallstatt), appartenant à l’Empire romain (provinces Norique ainsi qu’une partie de la Pannonie et de la Rhétie) puis en partie possédée par la Francie orientale, l’Autriche est pendant tout le Moyen Âge une des nombreuses principautés de langue allemande composant le Saint-Empire romain germanique. Grâce au Privilegium Minus et à la Maison de Babenberg, indépendante de la Bavière depuis 1156, l'Autriche adoptée par la maison de Habsbourg en 1278 (Rodolphe Ier de Habsbourg) a longtemps été la force dominante de l’Empire, plaçant à sa tête beaucoup de ses souverains, jusqu’à sa dissolution en 1806 par le « double-empereur » autrichien François II/I.
À la fin du Moyen Âge, la maison de Habsbourg (plus tard Habsbourg-Lorraine) transforme ses possessions en puissance européenne par rattachement des pays germanophones et non germanophones, centralise l’administration et le droit dans l’archiduché d'Autriche — notamment après la guerre de Succession d'Autriche par Marie-Thérèse d'Autriche (1717-1780) et son fils Joseph II — et forme enfin en 1804 l’empire d'Autriche. En 1815, après le congrès de Vienne, l’Autriche et les autres pays germanophones essayent à nouveau de former une confédération germanique, mais l’opposition austro-prussienne domine, donc la guerre austro-prussienne achève cette confédération en 1866 et résout la question allemande définitivement de la part de l’Autriche. En 1867, l’Autriche, sous le règne de François-Joseph Ier, se tourne vers le sud-est de l’Europe de sorte que l’empire d’Autriche se transforme et s’agrandit pour former la « monarchie danubienne » (allemand : Donaumonarchie), l’Autriche-Hongrie.
À la fin de la Première Guerre mondiale, la défaite des empires centraux aboutit, au nom du « droit des peuples à disposer d'eux-mêmes » et selon le 10e point de Wilson, à la dislocation de la « monarchie danubienne » en plusieurs nouveaux États indépendants, ce qui réduit l’Autriche à son territoire actuel : ses habitants souhaitent s’unir à l'Allemagne républicaine mais les vainqueurs leur refusent le « droit des peuples » et le pays se laisse alors tenter par l'austrofascisme, puis par le nazisme. En 1938, l'Autriche est annexée au Troisième Reich (Anschluss). La défaite hitlérienne à la fin de la Seconde Guerre mondiale laisse le pays exsangue. Vienne, la capitale historique, connaît alors pendant dix ans un sort similaire à celui de Berlin et connaît une division quadripartite. En 1955, le pays recouvre sa souveraineté et mène une politique de stricte neutralité.
En dépit d'un rapport parfois difficile avec son passé, l'Autriche est un pays de l'Union européenne, depuis 1995.
En 2024, l'Autriche, pays sans littoral, sur un territoire de 83 871 km2, est riche d'une population d'environ 9 millions d'Autrichiennes et Autrichiens, parlant très majoritairement la langue allemande. La démographie de l'Autriche est dynamique : 3 millions en 1790, 4 en 1857, 5 en 1890, 6 en 1906, 7 en 1961, 8 en 2001.

## Étymologie
Le nom Ostarrîchi (nom populaire, du latin Marcha orientalis, « Marche de l’est ») est documenté dans un acte impérial d’Otton III pour la première fois en novembre 996. Il est à l’origine à la fois de l’allemand moderne Österreich et du nom français Autriche. En latin, on emploie la forme courte Austria dès le XIIe siècle.

## Avant l'Autriche
La géographie des Alpes et l'histoire des Alpes déterminent leur habitabilité.
Les périodes interglaciaires permettent le développement d'une flore alpestre, d'une faune alpestre et un peuplement humain durable, nécessairement exogène.
Le peuplement de l'arc alpin par l'Homme est attesté à partir du Paléolithique moyen, vers 120 000 ans avant notre ère.
Le peuplement humain initial du massif alpin est le fait de l'homme de Néandertal, qui y établit des campements saisonniers en altitude, à la faveur de la dernière période interglaciaire Riss-Würm ou Éémien.
L'extinction de l'homme de Néandertal s'accomplit vers 40 000 ans AEC durant la dernière période glaciaire, glaciation de Würm pour l'Europe.
Avec le réchauffement du dernier interglaciaire ou holocène, le repeuplement humain dans les Alpes est le fait d'humains anatomiquement modernes, de type Homo sapiens, à la fin du Paléolithique supérieur, durant la période estivale pour pratiquer la pêche, la chasse et aussi rechercher le silex.

### Préhistoire

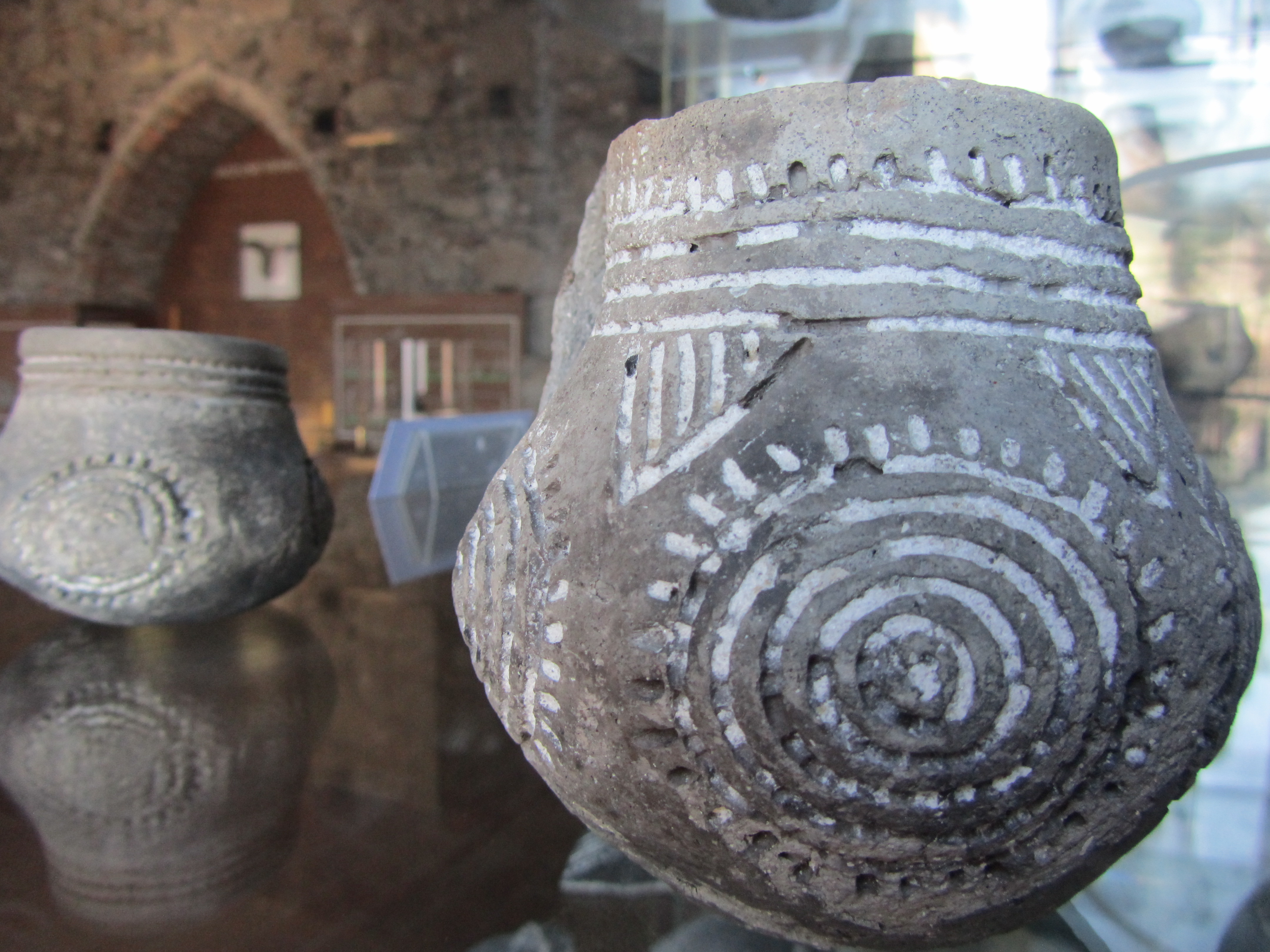
Poterie de la culture du lac de Mondsee.

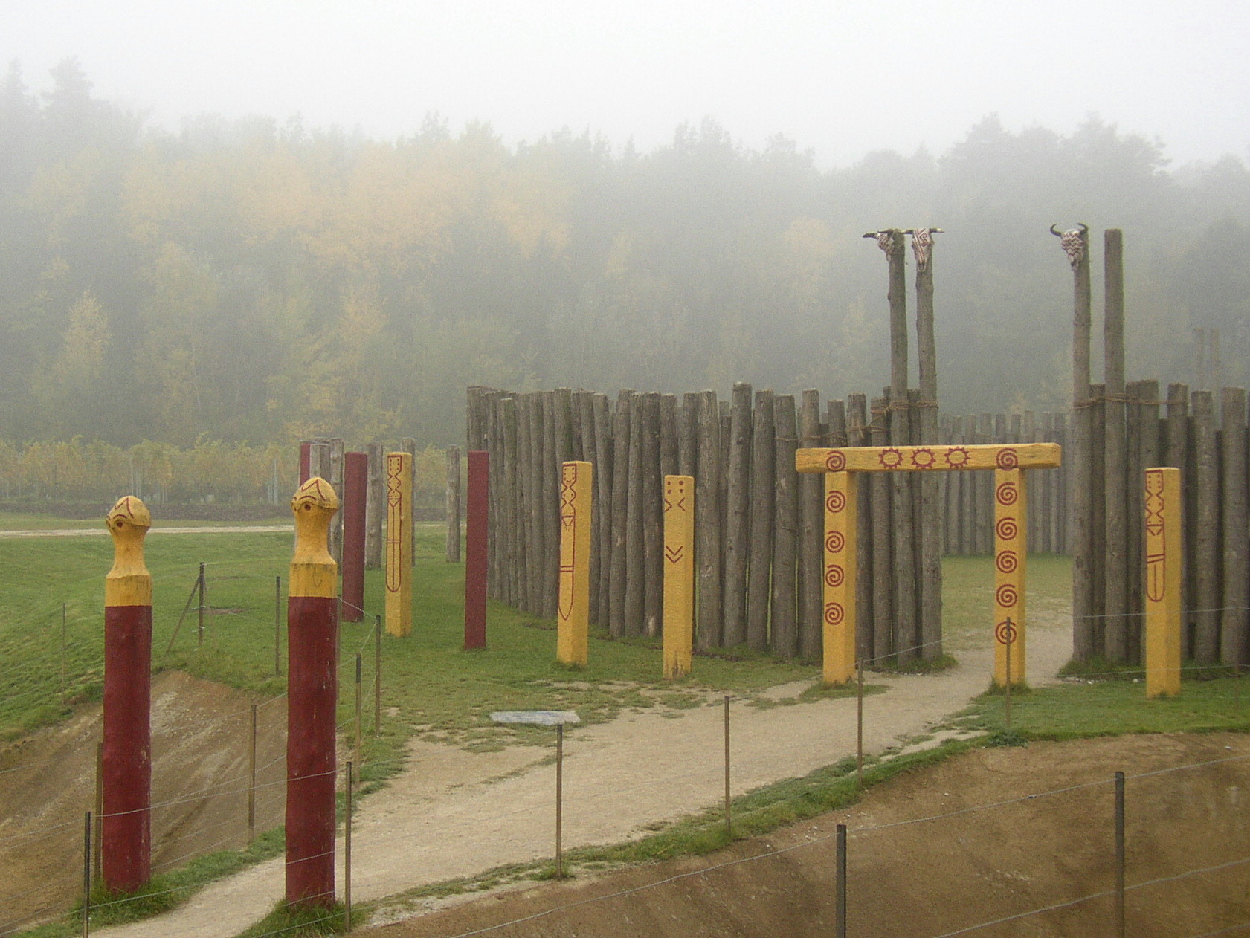
Reconstruction d´un fossé circulaire à Heldenberg (Basse-Autriche), culture de Lengyel.

Dès l’époque paléolithique et jusqu’à environ 13 000 ans AEC, le territoire de l’Autriche actuelle, la vallée fertile du Danube et les vallées des Alpes sont peuplés.
Au Néolithique, l'arc alpin est occupé par des agriculteurs-éleveurs à partir du VIe millénaire av. J.-C.
Le musée des palafittes d'Unteruhldingen (au lac de Constance) reconstitue les cités lacustres sur pilotis. Les sites palafittiques préhistoriques autour des Alpes, sont en Autriche Attersee am Attersee, Seewalchen am Attersee, Keutschach am See, Mondsee, définissant une culture du lac de Mondsee (3600-2900 AEC).
Leur contemporain Ötzi (3300-3255 AEC), découvert en 1991 dans les Alpes de l'Ötztal, entre Autriche et Italie, est le premier individu connu des populations néolithiques.
Cette population de fermiers néolithiques est en Autriche comme dans la plus grande partie de l'Europe presque totalement remplacée ou assimilée par l'arrivée de nouvelles populations, de la fin du Néolithique au début de l'âge du bronze. Une migration très importante de populations probablement locutrices de langues indo-européennes s'est produite depuis la steppe pontique (culture Yamna) vers le centre de l'Europe, puis les autres parties de l'Europe à partir de 3000 av. J.-C.,. Un poignard de type Manych trouvé dans une double tombe à Vienne-Essling dans l'est de l'Autriche est ainsi lié à la pénétration de communautés nomades le long du Danube en direction de l'ouest. Les poignards de ce type sont des artefacts métalliques typiques de la culture des catacombes, où ils sont le plus représentés dans la région des steppes nord-pontiques-caucasiennes.
Différents sites archéologiques en Autriche (et dans la région) attestent de diverses cultures :
- culture de la céramique cordée, culture rubanée, culture de la céramique décorée au poinçon ;
- culture campaniforme, culture lusacienne (et de Billendorf), cultures de Hallstatt et de La Tène ;
- culture d'Unétice, culture des tumulus, culture des champs d'urnes ;
- Europe néolithique.

### Protohistoire
À l’époque des Celtes (800 à 400 ans av. J.-C.) naît un premier royaume, la Norique, dont les agglomérations prospèrent notamment grâce à la production et au commerce du sel. Des trouvailles archéologiques à Hallstatt donnent son nom à cette époque : la culture de Hallstatt.

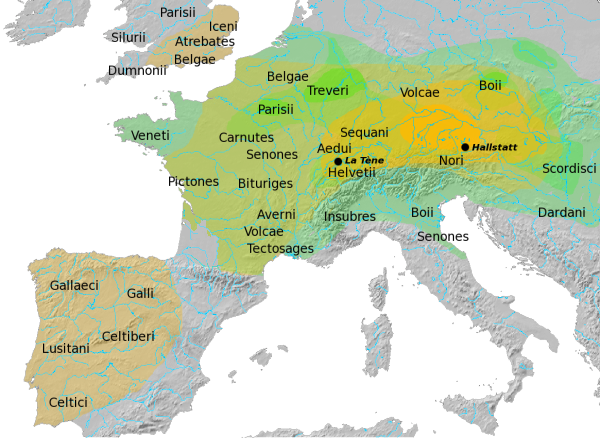
Expansion des cultures de Hallstatt et de La Tène.
Les Celtes et la culture de Hallstatt.
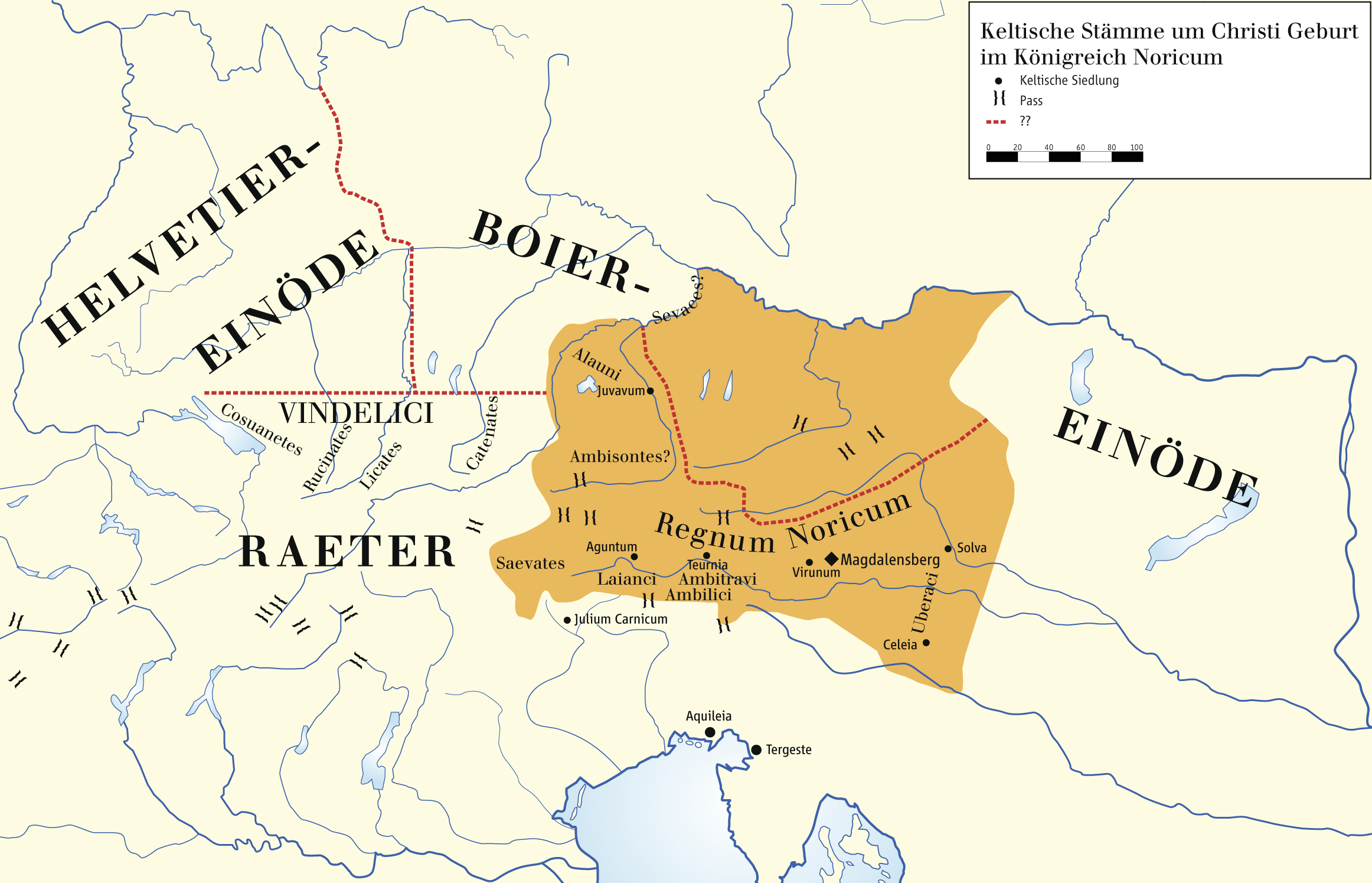
Celtes d'Europe centrale.
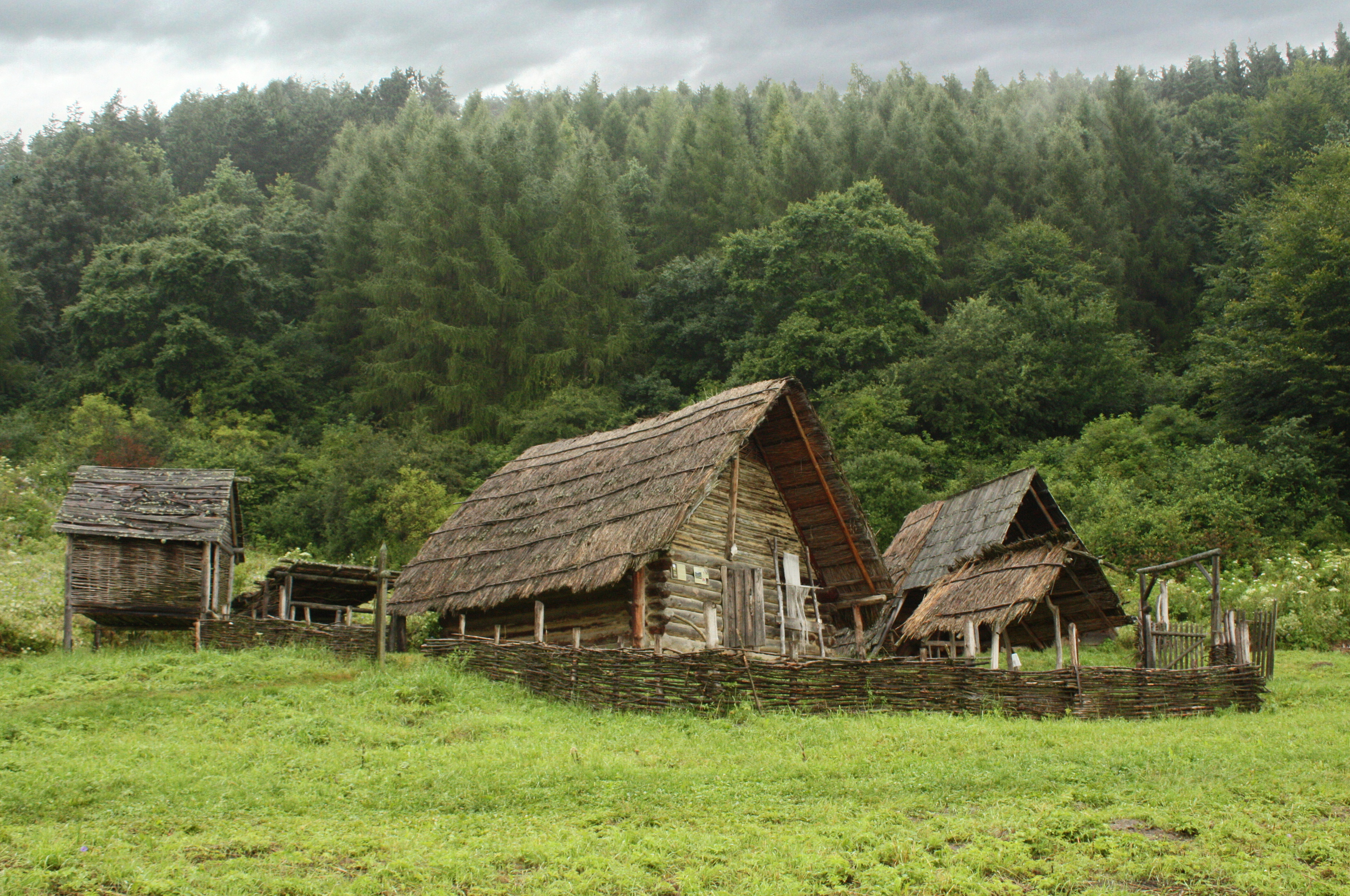
Musée archéologique en plein air d'Havránok (en) (Slovaquie) : habitat celte.
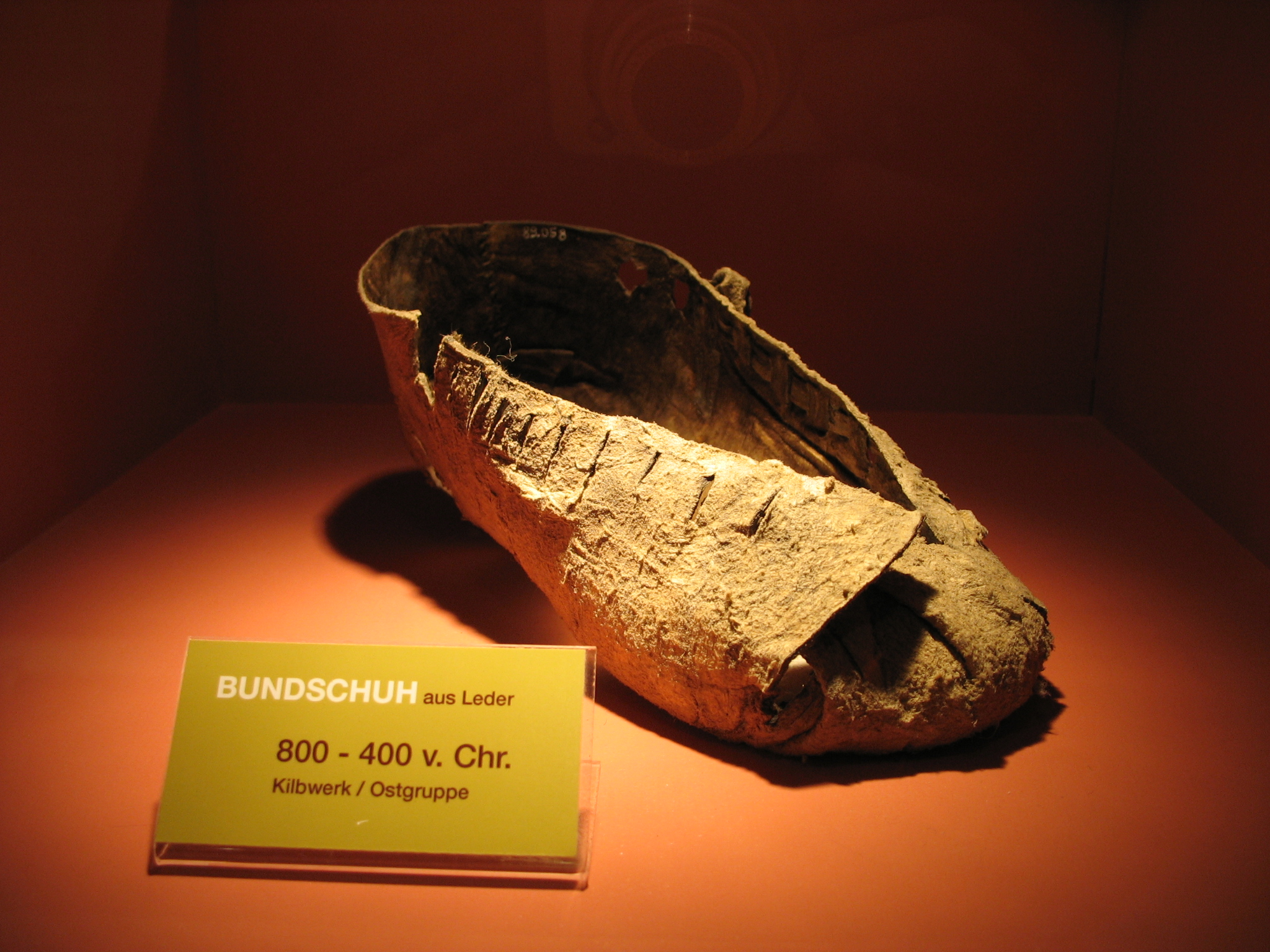
Chaussure en cuir Hallstatt.

- Peuples préceltiques, Histoire des Celtes
- Âge du bronze en Europe, Âge du fer germanique
- Préhistoire et protohistoire de l'Autriche (de)
- Liste de peuples celtes de Bohême et d'Europe centrale : Noriques (peuple) (de), Alaunes (de), Ambidraves (de), Ambisontes (de), Sévates (de), Sénons, Cotini
- Liste de peuples germaniques : Ruges, Marcomans, Suèves, Hérules, Hermions, Hermundures, Chattes, Chérusques, Semnons, Lombards, Varisques, Vendéliques, Bavarii, Alamans…
- Migrations germaniques, Magna Germania

De cette époque datent des traditions alpines préchrétiennes (Autriche, Suisse, Savoie, Italie du nord, Slovénie), dont les personnages de Krampus, Berchta (Perchten), homme sauvage, participent d'un patrimoine culturel, folklorisé, en danger, en voie de disparition du fait de l'extinction des modes de vie traditionnels conservés plus longtemps dans les Alpes.

### Antiquité

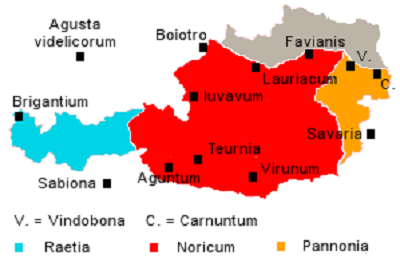
Provinces romaines dans le territoire actuel de l'Autriche.
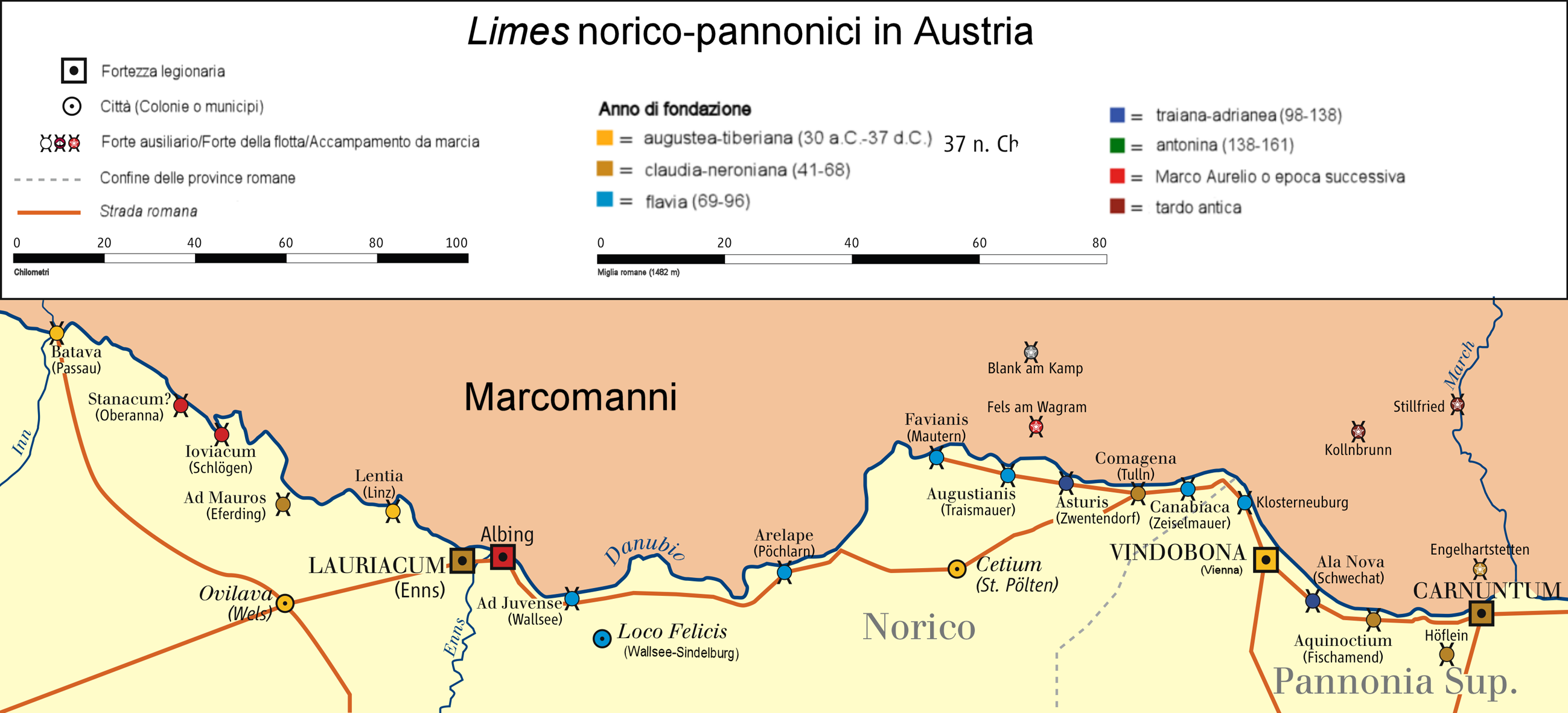
Limes danubien de Norique.
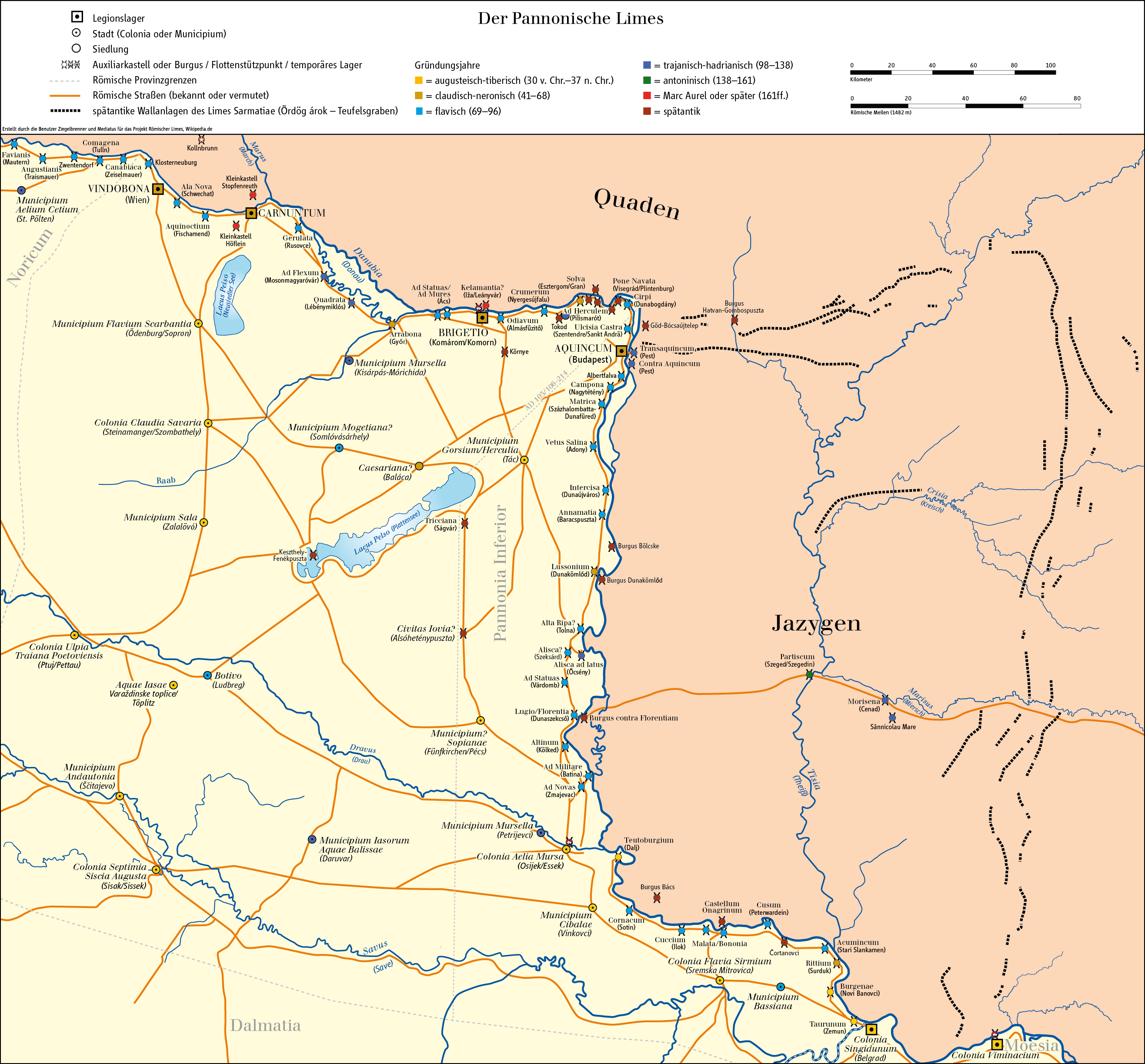
Limes de Pannonie.
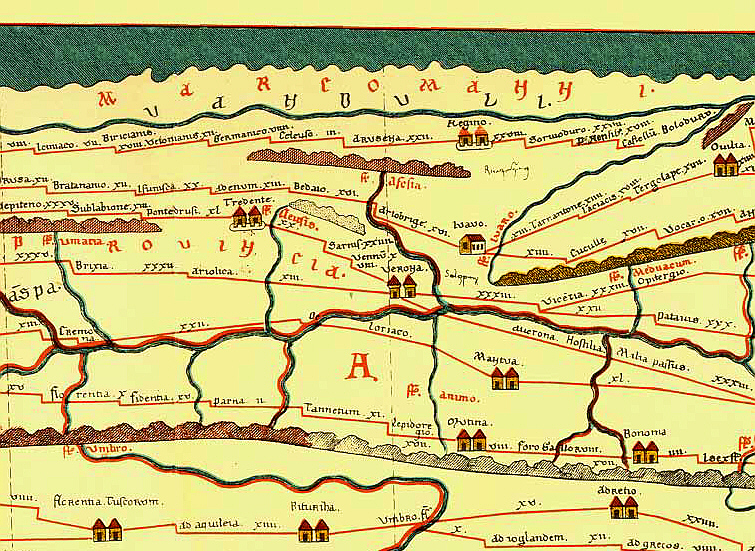
Situation régionale sur la Table de Peutinger.

Répartition des peuples germaniques au Ier siècle apr. J.-C.
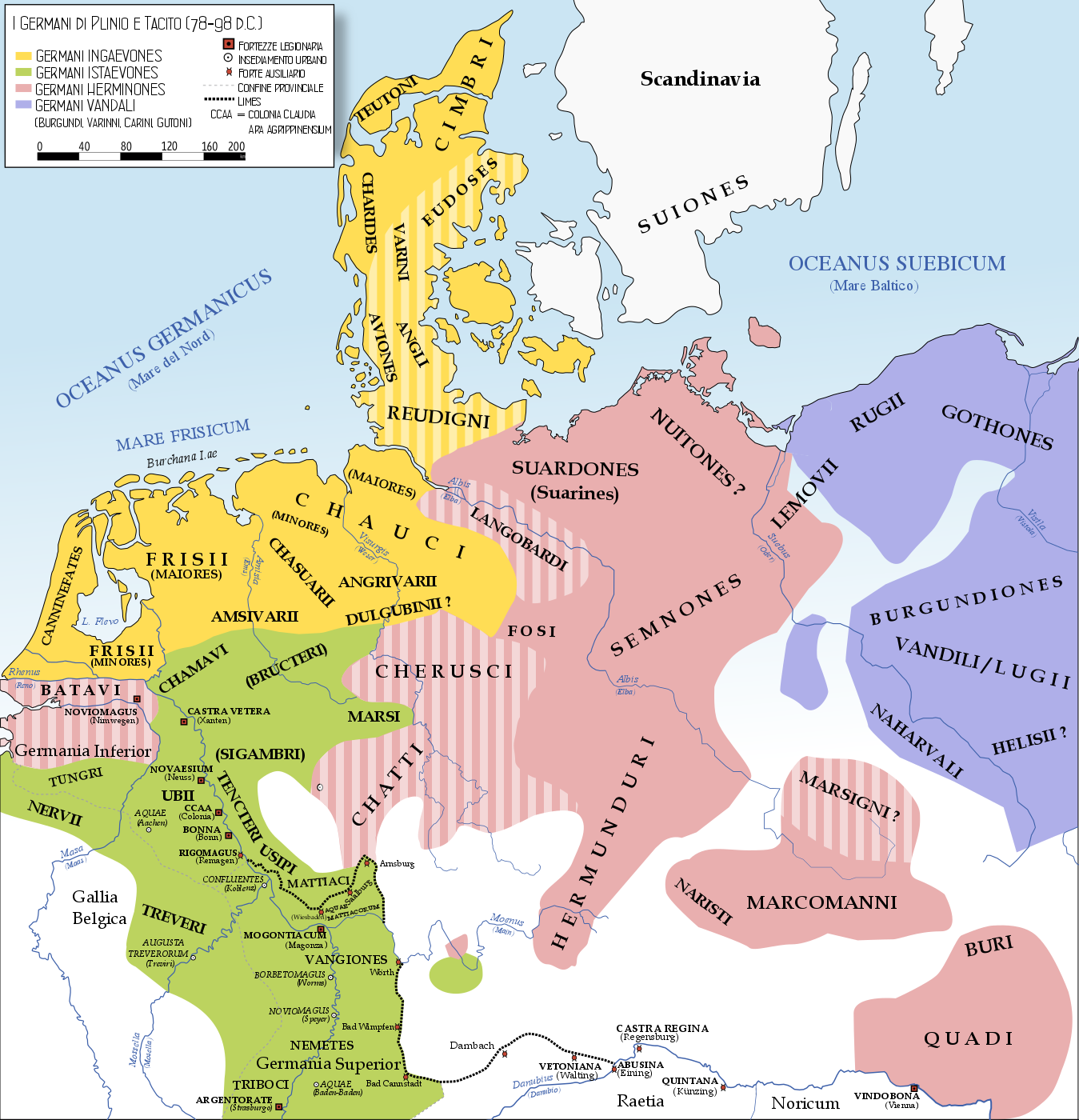
Répartition des peuples germaniques selon Pline et Tacite.
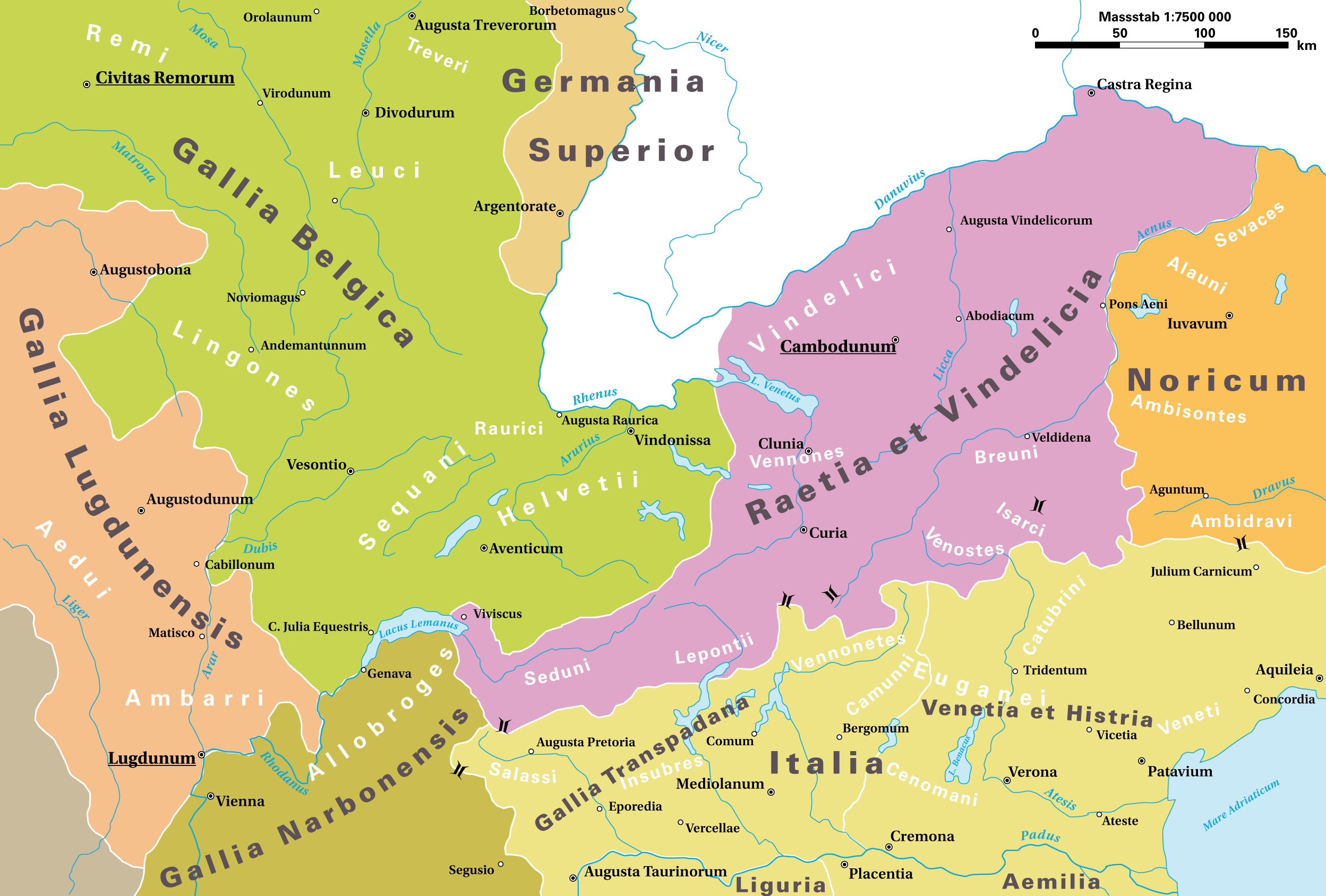
Les provinces romaines des Alpes à la mort d'Auguste.
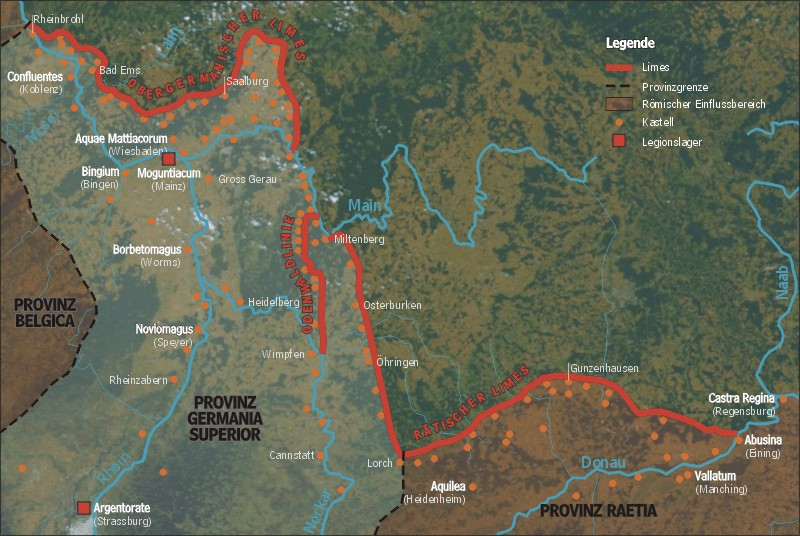
Limes de Germanie et Rhétie (autre présentation).

Vers l'an 33, avec la création de la province romaine de Norique (capitale Virunum, près de Maria Saal, Klagenfurt, Carinthie), la rive Sud (droite) du Danube devient la frontière de l'Empire romain sous Tibère. Au Nord (rive gauche) vivaient alors des Germains : les Marcomans et les Quades. En 69, « l'année des quatre empereurs », les troupes de Vitellius (armée du Rhin) et de Vespasien (armée du Danube) s'affrontent sur l'Inn. En 70, l'empereur Vespasien fonde la ville de Flavia Solva (actuellement Leibnitz). La ville obtient le statut de municipe. Un régiment de cavaliers est stationné à Vindobona (Vienne). L'empire renforce ainsi l'édification militaire du limes.
Vers 106, l'empereur romain Trajan divise la province de Pannonie en Pannonie supérieure à l'ouest, dont la capitale est Carnuntum, et Pannonie inférieure à l'est, dont la capitale est Aquincum (Budapest).
- Occupation romaine de la Germanie sous Auguste
- Liste des noms latins des villes
- Cités romaines en Autriche
- Limes de Pannonie (en), Limes de Rhétie (en)
- Constructions romaines en Autriche
- Guerres marcomanes (167-188)
- Notitia dignitatum (390-425)

### Antiquité tardive
Durant l'Antiquité tardive, le long et complexe processus appelé « invasions barbares » amène la plupart des peuples germaniques à se déplacer. Une première expansion IVe siècle les a portés d'abord vers l'Est, jusque dans l'actuelle Ukraine, mais l'intrusion subite et massive de la confédération de peuples venus d'Asie centrale sous la houlette des Huns met un terme à cette expansion et fait refluer les Germains vers le Sud et l'Ouest. Conquérants de l'Empire romain au Ve siècle, ils sont « conquis par leur conquête », adoptant progressivement la religion des vaincus, le christianisme, et leur langue écrite, le latin (sauf en Bretagne romaine où les peuples anglo-saxons conservent leurs langues germaniques). Leurs structures politiques sont profondément modifiées au contact du modèle romain, ainsi que leur droit. En Germanie même, l'expansion au VIe siècle des Slaves vers l'Ouest fait reculer la limite orientale des parlers germaniques jusqu'à une ligne reliant l'embouchure de l'Elbe au golfe de Trieste.

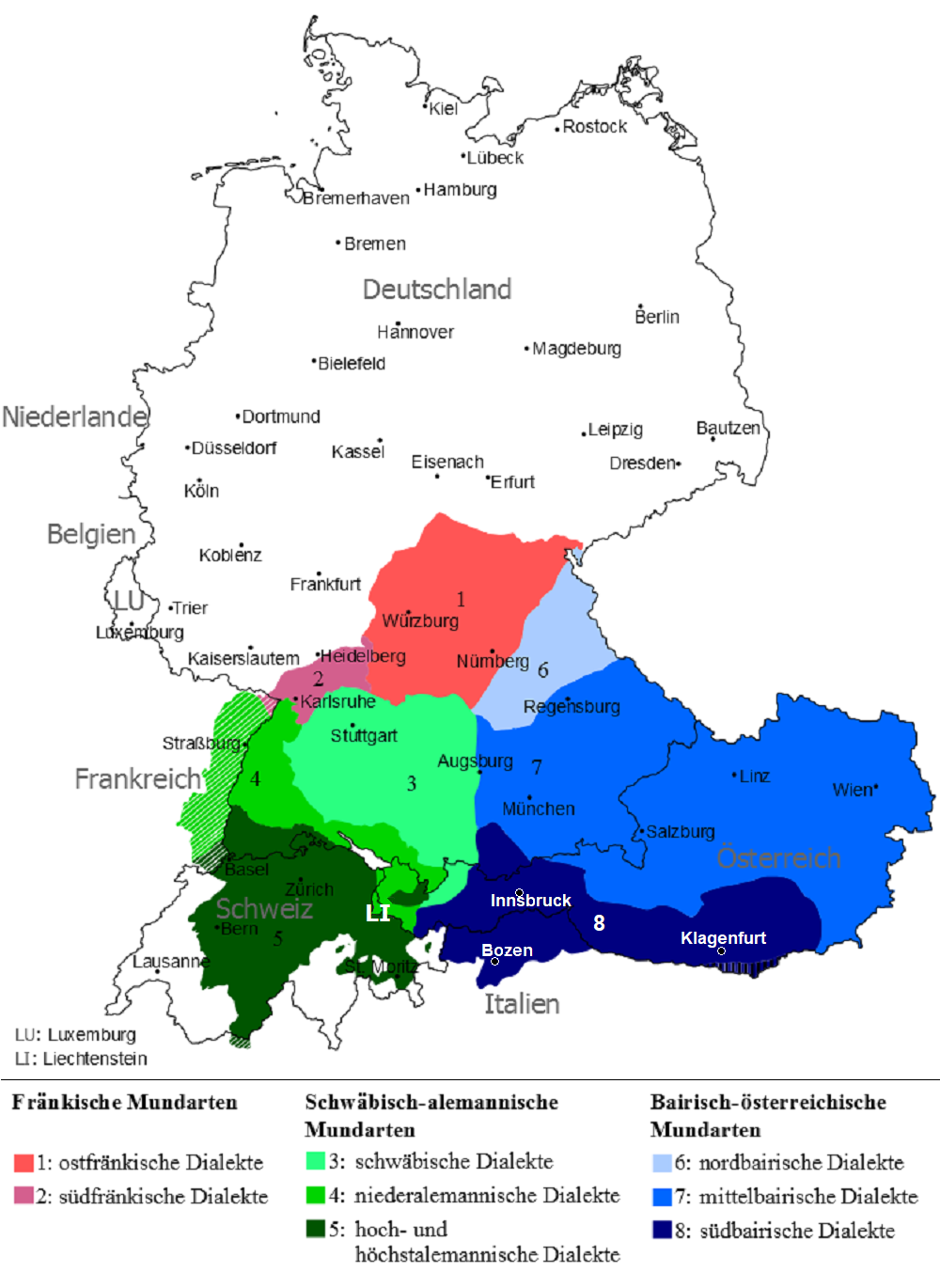
Haut allemand.
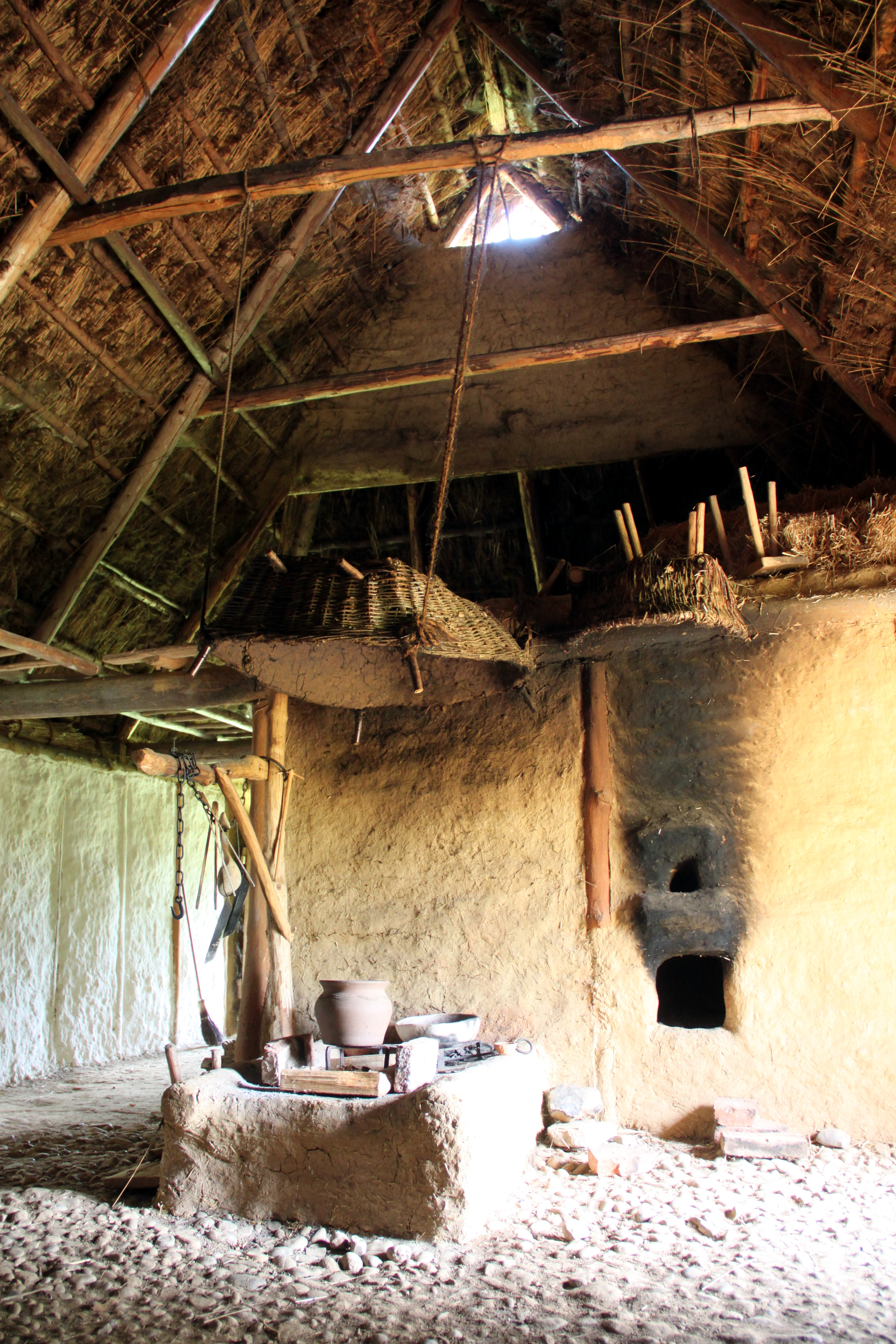
Intérieur de Bavarii (reconstitué).
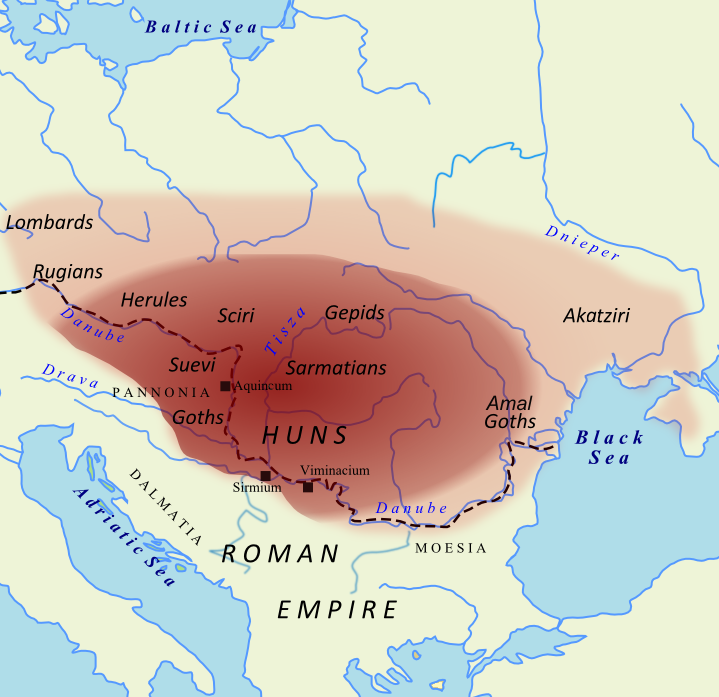
Les Huns en Europe vers 450.
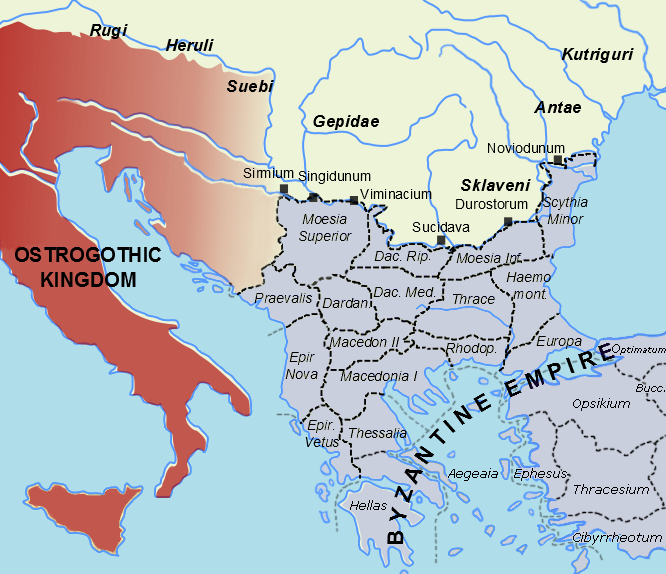
Sud-Est de l'Europe vers 520.
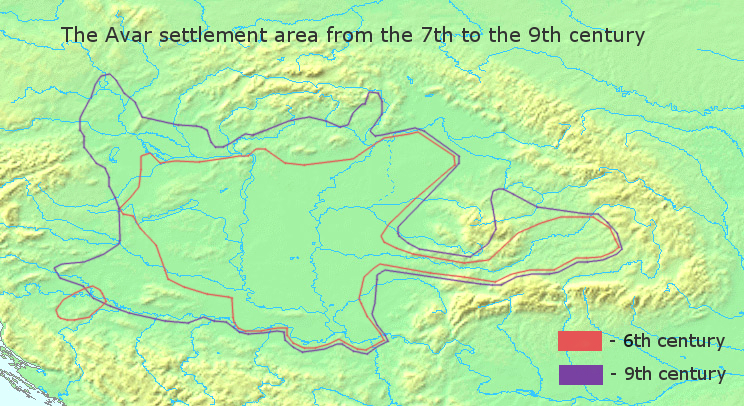
Implantation avar (550-850).
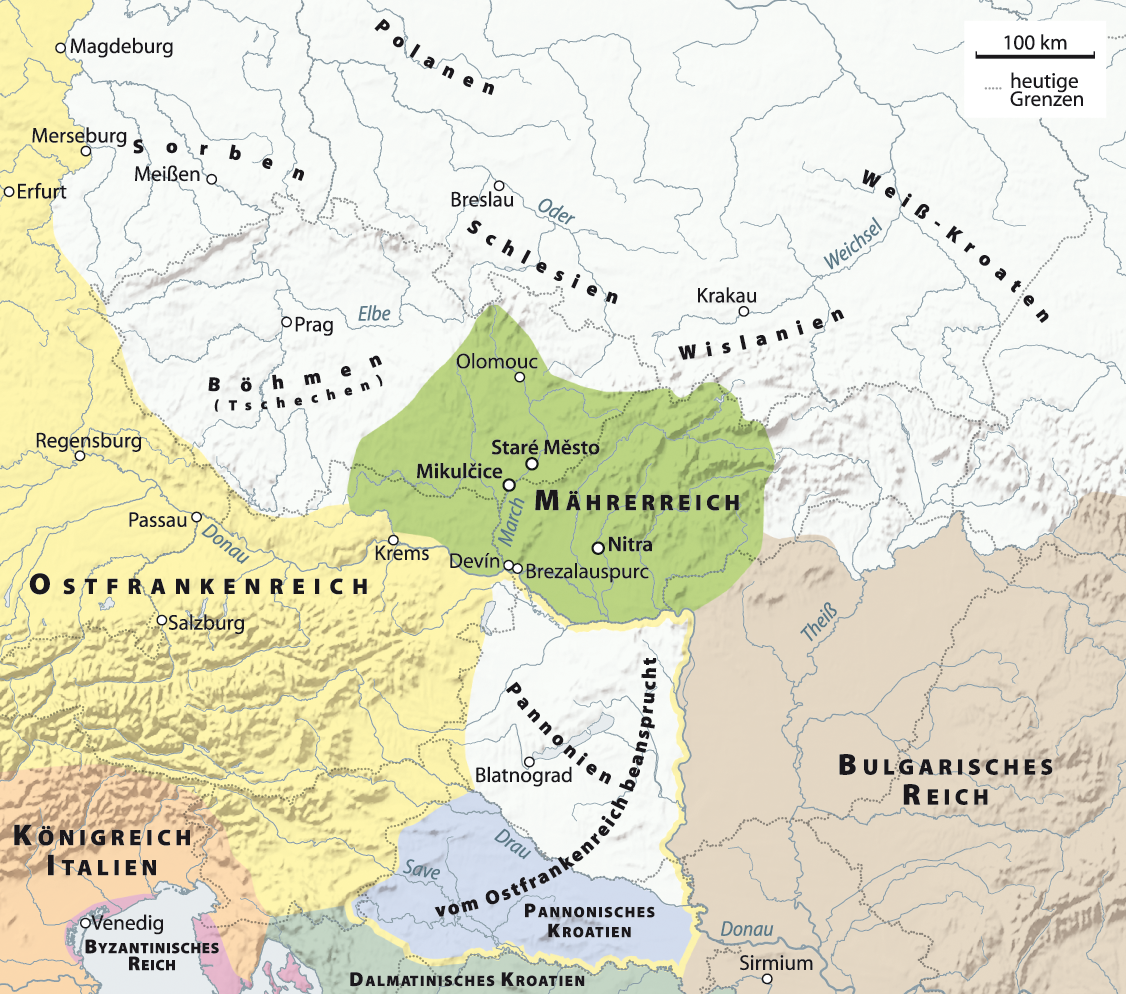
Grande-Moravie vers 840.

## Autriche du Haut Moyen Âge

Royaumes francs vers 843

### Naissance de l'Autriche
Au début du Moyen Âge, le territoire de l'Autriche est partagé en deux zones : l'Ouest du Steyr appartient à la Bavière, sous l'influence des Francs, dirigée par les Agilolfinges.
Straubing est le noyau de leur territoire qu'ils agrandissent avec la Haute-Autriche actuelle et jusqu'au Tyrol du Sud. Ces territoires sont peu peuplés.
À partir de 568, la rive gauche (Nord) du Danube et l'Est de la rive droite en aval du Steyr sont peuplés de Slaves : respectivement les Tchéco-Moraves et les Carentanes, qui remplacent les Germains Lombards partis vers l'Italie. Ces Slaves sont, par épisodes, vassaux des Avars installés dans l'actuelle Hongrie et l'actuel bassin de Vienne.
Tassilon III (741-794), chef des Agilolfides, s'allie avec les Lombards maintenant en Italie, ainsi qu'avec le pape. Cela n'est pas du goût de Charlemagne qui soumet les Lombards aux Carolingiens en 774 et intègre leur territoire au royaume des Francs en 800. En 787, le pape ne soutient plus non plus Tassilon III, qui se retrouve isolé. Après avoir défait les Avars en 791, Charlemagne abolit aussi le duché de Bavière, fait des Slaves ses vassaux et place le territoire « autrichien » directement sous sa tutelle.
Le IXe siècle voit le christianisme gagner progressivement les populations germaniques ou slaves de l'Autriche actuelle. En 841, le nom de Vienne apparaît pour la première fois. Salzbourg, fondée en 791, est la plus grande ville.
À la fin du IXe siècle, un nouveau peuple entre en jeu : les Magyars. Ils conquièrent une grande partie de la plaine de Pannonie, soumettant et assimilant les populations germaniques, slaves et avares antérieures : c'est la naissance du peuple hongrois. En 881 près de Vienne et en 907 près de Bratislava, les Hongrois vainquent les Bavarois qui doivent céder leurs territoires situés à l'est de l'Enns. Cependant, en 955, Otton Ier du Saint-Empire arrête les Hongrois au Lechfeld, près d'Augsbourg.
En 976, Léopold de Babenberg est nommé comte de la marche sur le Danube. En 1056, Ottokar Ier est installé au même titre à la tête de la Styrie. En 996, le territoire danubien apparaît pour la première fois sous le nom de Ostarrichi (approximativement « états de l'Est »).

### Les Babenberg (976-1246)

Expansion de l'Autriche sous les Babenberg.

La dynastie des Babenberg joue un rôle décisif dans le développement de l'Autriche.
Léopold III (1095-1136) fonde de nombreux cloîtres, dont celui de Klosterneuburg en 1114, qui devait enfermer les sépultures familiales. À côté de ce cloître a été construit un château, résidence des Babenberg, faisant de Klosterneuburg la première capitale de l'Autriche.
En 1105 intervient un conflit entre Henri IV et Henri V. Henri V promet sa sœur en mariage à Léopold en échange de son soutien. Léopold épouse Agnès, de la dynastie franconienne. Elle est la fille de l'empereur Henri IV, la sœur d'Henri V et la mère de Conrad III qu'elle a eu d'un premier mariage avec le duc de Souabe. Ce mariage fera de Léopold un candidat possible au trône du Saint-Empire romain germanique en 1125.
À la mort de Léopold, son fils Henri II décide de s'installer à Vienne et développe la ville.
Dans les années 1140, un conflit oppose les Babenberg aux Welf qui règnent sur la Bavière et la Saxe. Conrad III, empereur et neveu de Henri V retire la Bavière des possessions des Welf pour l'offrir aux Babenberg. Les Babenberg déçoivent les attentes de l'empereur. Au couronnement du nouvel empereur, Frédéric Barberousse, celui-ci veut se réconcilier avec les Welf, et leur rend la Bavière. Pour vaincre les réticences des Babenberg, il élève l'Autriche au rang de duché dans le Privilegium Minus (1156). C'est la fin de l'influence des Babenberg sur la Bavière, qui se concentrent maintenant sur l'Autriche.
En 1186, les Babenberg signent un traité d'héritage avec les Ottokar qui régnaient sur la Styrie voisine. Ce traité offre la Styrie à l'Autriche si un Ottokar venait à mourir sans héritier, mais à la condition que les droits particuliers de la Styrie soient préservés.
En 1192, Ottokar meurt sans descendance, et les Babenberg héritent de la Styrie.
En 1236 éclate un conflit entre les Babenberg et l'empereur Frédéric II. Celui-ci reproche au duc ses nombreux conflits avec ses voisins depuis la mort de Leopold VI en 1230. L'empereur veut chasser les Babenberg et prendre l'Autriche sous sa tutelle. Dès 1236 il commence à ôter aux Babenberg leurs droits ducaux. Il se rend à Vienne, où la population le soutient. Le duc se retire à Wiener Neustadt et laisse son territoire à l'empereur. Vienne devient ville d'Empire. Le duc essaye de reconquérir son territoire. En 1239, toute l'Autriche est à nouveau sous sa coupe, sauf Vienne, qu'il assiège. En 1240, la ville tombe et il est à nouveau duc d'Autriche et de Styrie. Il se réconcilie avec l'empereur qui lui rend ses droits.
En 1246, le duc meurt lors d'une bataille contre les Hongrois. Seules deux femmes peuvent accéder au trône, sa sœur et sa nièce. Or, la noblesse étant puissante, elle se considère la seule à pouvoir décider du futur duc. Les Styriens se tournent vers le roi de Hongrie, tandis que les Autrichiens souhaitent le roi de Bohême. En 1251, c'est finalement Ottokar II de Bohême qui devient duc d'Autriche. L'empereur avait auparavant essayé de récupérer le pouvoir 
sur l'Autriche mais sans succès.

### Ottokar II de Bohême (1251-1278)

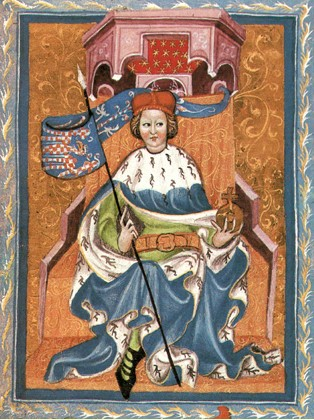
Ottokar II de Bohême

Ottokar étend vite son pouvoir sur la Styrie, dont la noblesse fut vite insatisfaite par le roi de Hongrie, qui essayait de limiter leurs droits. Ainsi, son royaume s'étend de la Bohême jusqu'à la mer Adriatique.
En 1269, il reçoit la Carinthie en héritage à la suite de la mort du dernier Spanheimer sans héritier. Le royaume d'Ottokar reste un assemblage assez fragile de territoires, inapte à durer.
Ottokar installe sa cour à Prague. Mais Vienne continue de s'agrandir et devient la deuxième plus grande ville du Saint-Empire après Cologne.
En 1273, Rodolphe de Habsbourg devient empereur. Dès 1276, l'empereur tente une action en justice pour chasser Ottokar du pouvoir. Il est soutenu par de nombreux mécontents en Autriche et en Styrie. Le 18 octobre 1276 après une courte bataille près de Vienne, Ottokar abandonne la Styrie. Sur les bords du Danube, l'empereur ne rencontre que peu de résistance. Allié à la Hongrie, il encercle Ottokar qui négocie. Il accepte de rendre les territoires acquis depuis 1252 s'il se voit confirmer son autorité sur ses territoires originels.
Ottokar conserve cependant des partisans à Vienne. Pour les amadouer, l'empereur accorde des privilèges à la ville. En 1278, Ottokar s'appuie sur ses partisans pour tenter un dernier combat. Il meurt à la bataille de Marchegg. L'Autriche est définitivement aux mains des Habsbourg.

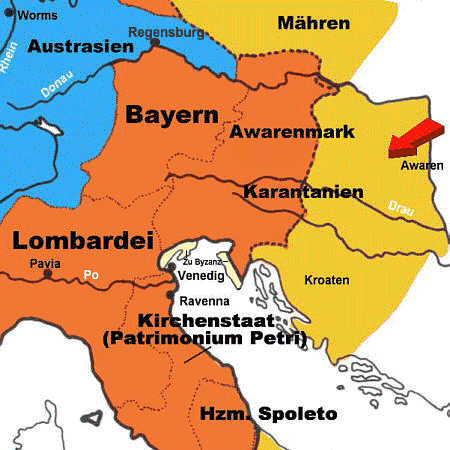
Marche orientale à l'époque de Charlemagne
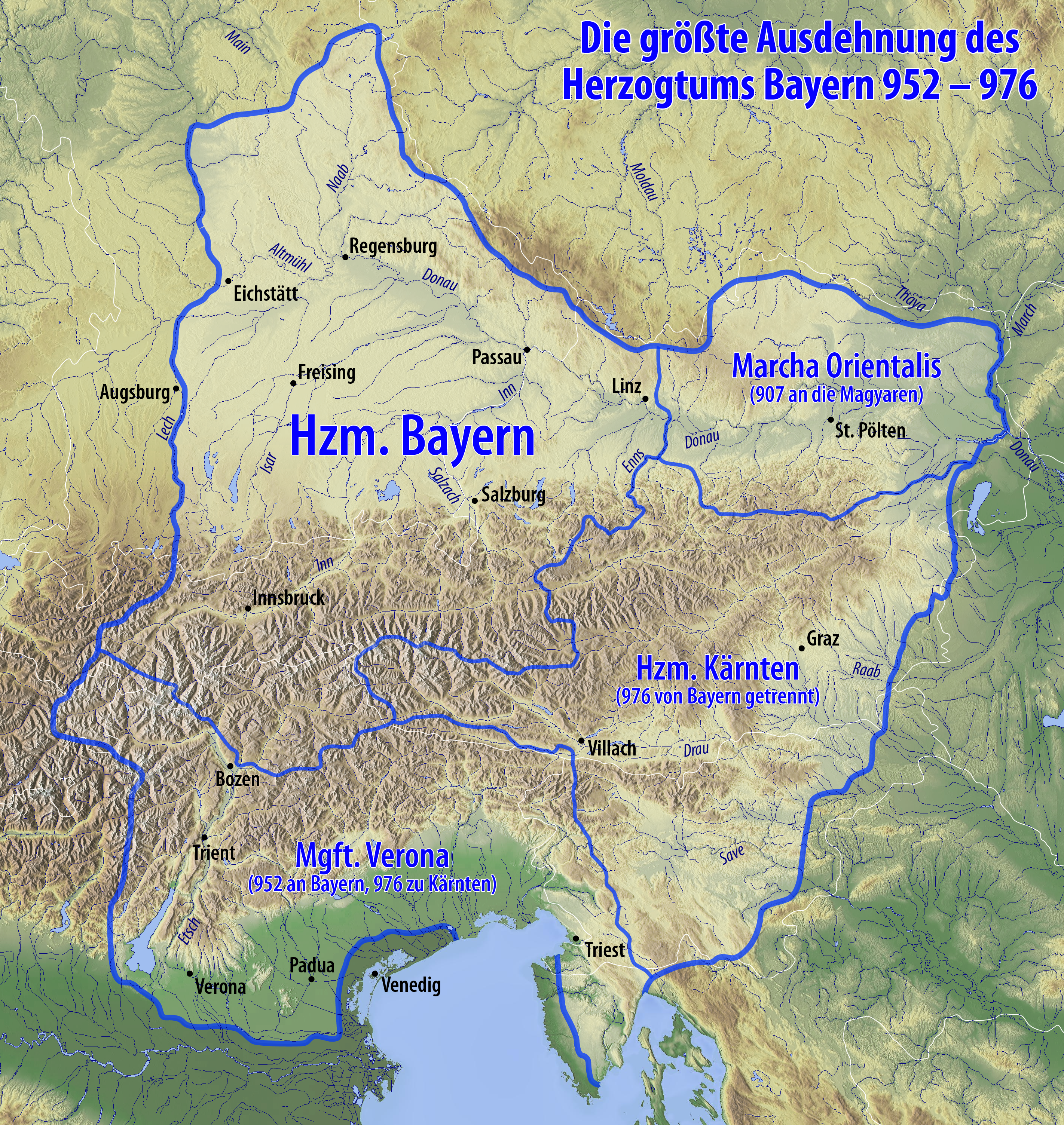
Duché de Bavière en 952-976
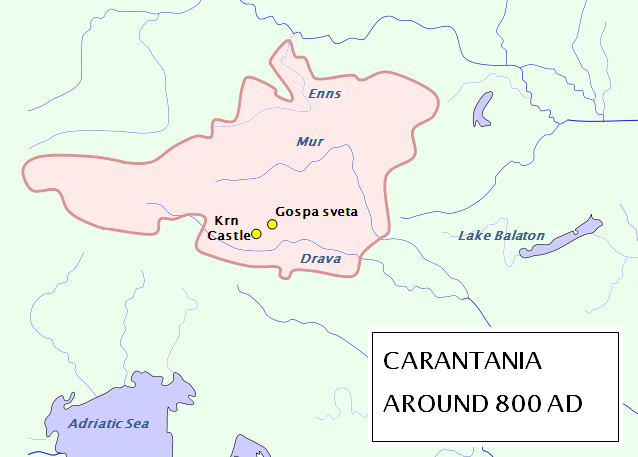
Carantanie vers 800
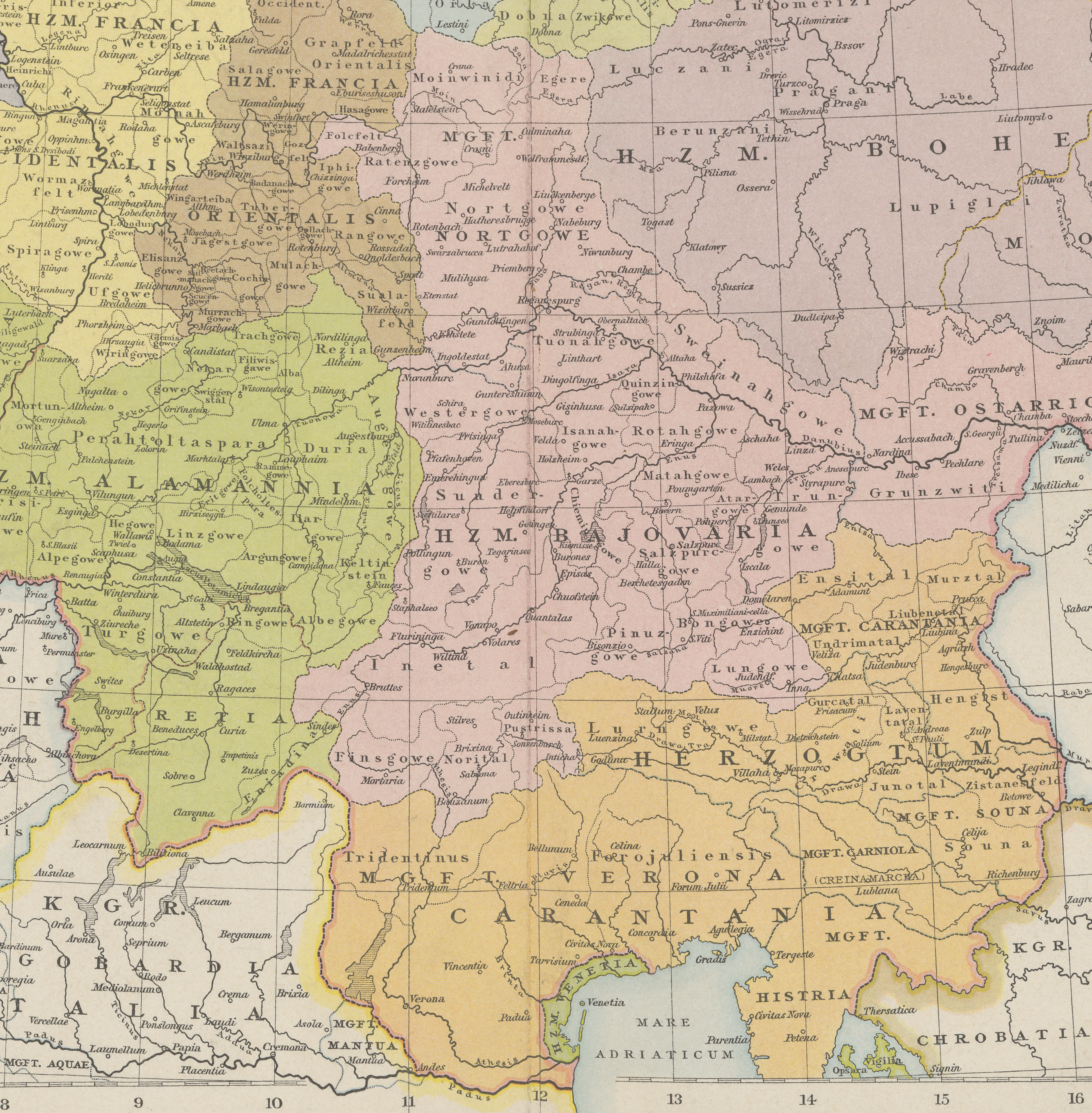
Autriche, Bajovarie et Carantanie, vers 1000

## Les Habsbourg au Moyen Âge (1276-1526)

### Des débuts difficiles (1276-1330)
L'arrivée sur le trône de Rodolphe Ier de Habsbourg constitue une césure dans l'histoire de l'Autriche. C'est la fin du grand empire fondé par Ottokar, ce qui offre à Rodolphe la possibilité de réorganiser son territoire. Voulant respecter les droits de successions d'Ottokar, il cède la Bohême. Il est autorisé par les princes électeurs à garder les autres provinces (Autriche, Styrie, Carinthie, Carniole). En 1282, il cède l'Autriche et la Styrie à ses deux fils, et offre la Carinthie au comte du Tyrol Meinhard von Görz-Tirol en remerciement pour son aide face à Ottokar.
Albert Ier et Rodolphe II doivent donc régner ensemble sur l'Autriche et la Styrie. Par crainte d'une rivalité, ils signent un accord donnant la direction des territoires à Albert seul, tout en assurant à Rodolphe le trône du prochain territoire sans monarque. Albert règne donc seul à partir de 1283 et consolide la puissance des Habsbourg, malgré les difficultés, en accordant des privilèges, notamment à la ville de Vienne. Cependant, les Viennois se rebellent contre Albert en 1287/1288, sans avoir de soutien extérieur. Albert quitte la ville et bloque son approvisionnement en vivres. Les prix augmentent et les pauvres sont les premiers punis. Les artisans se désolidarisent de la noblesse, obligeant celle-ci à capituler. Albert annule les privilèges de la ville qui cesse définitivement d'être une ville d'Empire.
En 1291, Rodolphe Ier de Habsbourg meurt. Les princes électeurs choisissent délibérément un empereur faible pour assurer leur propre pouvoir, Adolphe de Nassau. En 1298, Albert Ier, devenu puissant en Autriche, se décide à lutter contre Adolphe de Nassau pour obtenir le trône. Il n'a cependant pas le soutien des princes électeurs. Il remporte la bataille de Göllheim cette année-là et devient ainsi roi du Saint-Empire. Son règne reste marqué par des tensions fréquentes avec les princes électeurs.

### Consolidation de la puissance (1330-1365)
Albert Ier est assassiné en 1308 par Johann Parricida, fils de Rodolphe II, par vengeance car son père n'avait jamais reçu le trône promis.
Le fils d'Albert, Frédéric le Bel, essayera par deux fois de monter sur le trône du Saint-Empire, sans succès. Henri VII lui est préféré en 1308, et en 1314, il est élu conjointement à Louis IV de Wittelsbach. La maison des Habsbourg subit une défaite cuisante en 1315 à la bataille de Morgarten contre les Suisses de la Confédération des III cantons et Henri doit renoncer à la couronne en 1322 après avoir perdu bataille de Mühldorf contre Louis IV.
À partir de 1330, Albert II règne sur toutes les provinces d'Autriche. Il agrandit le territoire des Habsbourg en obtenant la Carinthie. En effet, la dynastie tyrolienne se trouve sans héritier mâle. Les Wittelsbach de Bavière et les Habsbourg signent un accord : les Wittelsbach obtiennent le Tyrol, et les Habsbourg la Carinthie. Cependant, l'héritière Margarethe Maultasch épouse un membre de la maison de Luxembourg, empêchant les Wittelsbach de s'imposer au Tyrol.
En 1345, Rodolphe IV, fils d'Albert II, épouse la fille de l'empereur Charles IV, normalisant les relations entre les deux familles (Habsbourg et Luxembourg). À la mort de Charles IV en 1378, son fils Venceslas de Luxembourg lui succède sur le trône et soutient les Habsbourg.
Le règne d'Albert II est aussi marqué par une situation économique difficile, aggravée par la Grande Peste qui atteint Vienne au printemps 1349. Les conséquences sont plus dramatiques dans les villes que dans les campagnes.
À la mort d'Albert II en 1358, Rodolphe IV lui succède. Dès 1365, il obtient le Tyrol, créant ainsi un lien entre les possessions habsbourgeoises à l'est et celles de l'ouest. La noblesse tyrolienne s'était rebellée contre le premier mari de Marguerite de Carinthie (Margarete Maultasch), un Luxembourgeois. Celle-ci le répudie et épouse un Wittelsbach, sans l'accord du pape. Albert II intervient et obtient l'annulation du premier mariage. En 1362, le second mari meurt, sans descendance. Rodolphe IV signe un accord avec Margarete, qui règne officiellement sur le Tyrol. Elle est cependant emmenée à Vienne, laissant la province de facto aux mains des Habsbourg.
Un conflit oppose Rodolphe IV et l'empereur Charles IV au sujet du Privilegius maius, un document falsifié par Rodolphe IV qui donne aux Habsbourg le titre de princes électeurs, bien qu'ils n'aient pas été mentionnés dans la bulle d'or qui règle la question. La falsification est découverte, mais le document sera officialisé un siècle plus tard par Frédéric III.
La concurrence entre Rodolphe et Charles s'exprime aussi sur le plan religieux. Charles fait construire la Cathédrale Saint-Guy de Prague qui devient un diocèse. Rodolphe décide alors d'agrandir l'église Saint-Étienne de Vienne qui devient cathédrale. Il demande aussi au pape la création d'un diocèse pour Vienne, dépendante de Passau, demande refusée à cause de la résistance de Passau, bien que Rodolphe ait fait transférer de nombreuses reliques à Vienne, transformant la ville en un grand centre religieux d'Europe centrale.
De même que Charles IV contribue au développement de Prague, Rodolphe IV fait développer Vienne. Les deux inaugurent une université dans leurs villes respectives (1348 à Prague, 1365 à Vienne). L'université de Vienne connaît cependant des débuts financièrement difficiles, car Rodolphe meurt quelques mois après son inauguration et ne peut donc la soutenir financièrement. Ses successeurs ne lui montrent que peu d'intérêt.

### Divisions (1365-1453)
À sa mort à 27 ans en 1365, Rodolphe n'avait pas eu le temps de régler la question de sa succession. Ses deux frères de 14 et 16 ans sont désignés comme ses héritiers et règnent ensemble. Or, dès les années 1370, des tensions apparaissent, si bien que l'on pense à diviser le territoire. En 1379, le traité de Neuberg concrétise cette division : Albert règne sur l'Autriche, et Léopold sur le reste (Styrie, Carniole, Carinthie, Tyrol et Autriche intérieure). Cette division assure aux deux frères des revenus équivalents, mais prive Léopold d'une ville, l'obligeant à tenir une cour itinérante.
Léopold meurt en 1386 et Guillaume, son fils, lui succède. Albert meurt en 1395. Son fils Albert et son neveu Guillaume se disputent la succession. Guillaume est soutenu par les corporations d'artisans viennois, majoritaire en ville. Il s'impose et octroie des privilèges à la ville (un conseil municipal avec un maire élu).
L'Autriche alors unie, devient la deuxième plus grande principauté de l'empire. Or les luttes familiales provoqueront une nouvelle division du territoire en 1411. Trois parties sont distinguées, donnant naissances à trois lignes de Habsbourg : 
- la Haute-Autriche, formée du Tyrol et des possessions plus à l'ouest ;
- l'Autriche intérieure, formée de la Styrie, de la Carinthie et de la Carniole ;
- la Basse-Autriche, formée des provinces danubiennes.

Les tentatives de gouvernement commun échouent. La règle faisant de chacun des monarques le régent d'un territoire si l'héritier est trop jeune provoque de nombreuses frictions. L'unité ne peut être préservée. De plus, la géopolitique influence les actions de chaque ligne. La Haute-Autriche regarde vers l'ouest et le sud et soutient le pape d'Avignon, à l'inverse des autres lignes, soutiens du pape de Rome et intéressés par les politiques bohémienne et hongroise.
À Vienne et en Basse-Autriche règne Albert V à partir de 1411. En 1422, il épouse Elisabeth, la fille du dernier représentant mâle des Luxembourg, Sigismond, empereur du Saint-Empire, roi de Bohême et de Hongrie. À la mort de celui-ci en 1437, Albert hérite donc de la Bohême et de la Hongrie. Il se fait aussi élire roi du Saint-Empire. Il meurt en 1439. Son règne est aussi marqué par la Gesera en 1421, expulsion voire exécution de tous les juifs du territoire, à laquelle il prend activement part.
Les autres branches restent dans l'ombre d'Albert V jusqu'à sa mort. À ce moment, son héritier est trop jeune, de même que celui de la Haute-Autriche, Frédéric III d'Autriche intérieure prend le pouvoir et réunit toute l'Autriche. La noblesse de Vienne lui oppose cependant une résistance massive. Il est élu roi du Saint-Empire en 1440 mais ne peut partir à Rome qu'en 1452 pour se faire couronner empereur.

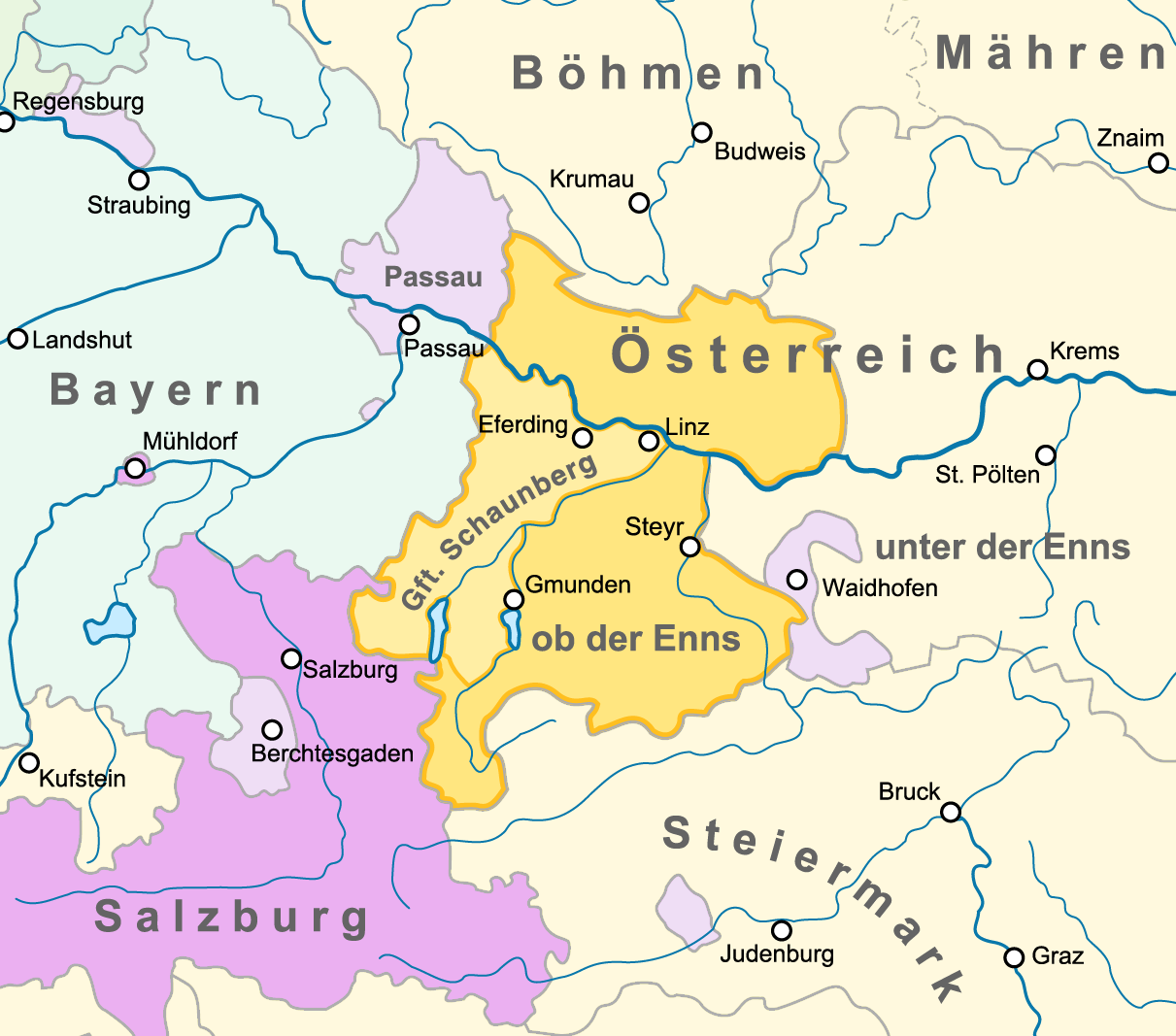
Autriche vers 1385

### Reconquête et agrandissement de l'Autriche
Élisabeth, veuve d'Albert V, avait essayé de préserver à son fils Ladislav le trône de Hongrie. Son fils ne fut cependant pas reconnu, et c'est un noble hongrois Jean Hunyadi qui s'imposa à la tête de la Hongrie. En Bohême, le mouvement hussite reprit de l'ampleur. Georges de Bohême accepta le règne de Ladislav, mais uniquement de manière formelle. Ainsi, l'empereur Frédéric III n'exerçait-il que la régence de Ladislav en Autriche, tandis qu'en Hongrie et en Bohême, des nobles du cru s'étaient emparés du pouvoir. En 1452, Frédéric III emmène Ladislav avec lui à Rome pour son couronnement. Un noble autrichien, Eytzing, profite de cette absence pour fomenter un complot et prendre à Frédéric le rôle de régent. Lors de son retour, Frédéric reste bloqué à Wiener Neustadt et doit céder Ladislav qui est ramené à Vienne par Eytzing. Frédéric III se retrouve sans pouvoir.
Or, en 1457, Ladislav meurt à l'âge de 16 ans. Frédéric essaye de récupérer tous les trônes.
- En Hongrie, les Hunyadi veulent conserver le trône et le fils de Jean (mort en 1456), Matthias Corvin, se fait élire. Frédéric réussit cependant à obtenir les suffrages des nobles de l'ouest de la Hongrie, et se fait couronner à Güssing, car ce sont les Habsbourg qui étaient en possession de la couronne.
- En Bohême, Georges est sans concurrence et devient donc le roi.
- En Autriche, les prétendants au trône sont Frédéric, son frère Albert III et Sigmund de la branche tyrolienne. La lutte se fait essentiellement à Vienne. En 1460/1461, la situation est favorable à Frédéric qui accorde des privilèges à la ville en remerciement, ainsi que le droit d'apposer l'aigle à deux têtes et la couronne impériale sur les armoiries de la ville. Pourtant, dès 1462, les Viennois se retournent contre Frédéric, montent un siège de six semaines devant le palais impérial. Frédéric quitte alors la ville et la laisse à son frère. Celui meurt en 1463, Frédéric hérite finalement de toute l'Autriche.

Frédéric signe un traité de paix avec Matthias de Hongrie : Frédéric garde le titre de roi de Hongrie, mais signe un traité d'héritage : si l'une des familles s'éteint sans héritier, c'est l'autre qui hérite de tous les territoires.

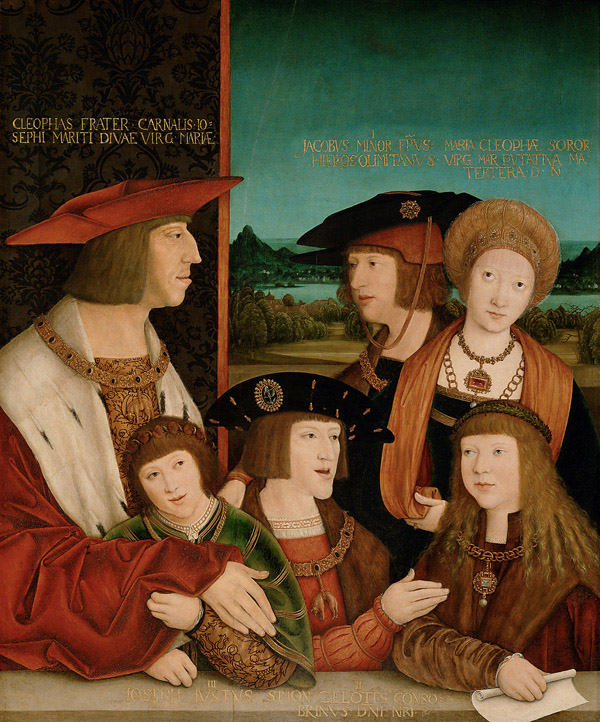
Ce tableau de Bernhard Strigel (c 1520) témoigne de l'habile politique de mariage qui donna aux Habsbourg le contrôle de près de la moitié de l'Europe. Maximilien Ier du Saint-Empire (en haut à gauche) acquis les Pays-Bas et la Franche-Comté en épousant Marie de Bourgogne (en haut à droite). Ferdinand Ier (en bas à gauche), mari d'Anne de Bohême et de Hongrie, hérita de la Bohême en 1526. Philippe Ier (au centre en haut) épousa Jeanne de Castille et d'Aragon en 1496 et obtint l'Espagne ; son fils Charles Quint (en bas au centre), hérita de l'Espagne en 1516.

En 1471, Georges de Bohême s'éteint sans héritier. Frédéric, Matthias et le roi de Pologne se montrent intéressés par l'héritage. Matthias obtient la Moravie et le roi de Pologne la Bohême. La puissance de Matthias croit, et il essaye alors d'annuler le traité signé avec Frédéric. De nombreux incidents les opposent, mais aucun conflit militaire n'a lieu jusque dans les années 1480. Matthias prend des mesures pour conquérir l'Autriche militairement. En 1485, il assiège Vienne et la conquiert. Frédéric fuit et s'établit à Vienne. Deux ans plus tard, c'est Wiener Neustadt qui est conquise. Matthias est en possession de toute la Basse-Autriche. Vienne devient la capitale de la Hongrie. La cour est fastueuse mais coûte beaucoup à la ville de Vienne, car de nombreux nobles et marchands autrichiens quittent la ville. La mort de Matthias en 1490 permit à Frédéric de récupérer Vienne et la Basse-Autriche.
Frédéric III meurt en 1493 après avoir réunifié toute l'Autriche. Son fils Maximilien Ier contribue à agrandir l'Autriche et à en faire une des plus grandes puissances mondiales. Il agit cependant plus par mariages que par guerres. En effet, il épouse en 1477 Marie de Bourgogne, héritière des ducs de Bourgogne. À sa mort accidentelle en 1482, Maximilien (en fait son fils) hérite des Pays-Bas, de la Franche-Comté et de la Bourgogne. La Bourgogne, duché vassal de la France, fut cependant immédiatement occupée par la France.
En 1486, du vivant de son père, il est élu empereur du Saint-Empire.
La même année, lors du conflit qui l'oppose à la France sur l'héritage bourguignon, il est fait prisonnier à Gand. Mais son père lève une armée pour le libérer, stabilisant du même coup la situation dans cette région.
En 1495, face aux tentatives françaises de percer à Milan, Maximilien s'allie avec le pape, le duc de Milan, la république de Venise et Ferdinand II d'Aragon. Il fiance sa fille à Jean d'Aragon, fils de Ferdinand II et héritier d'Aragon et de Castille. L'année suivante, Philippe, fils de Maximilien, épouse Jeanne Ire de Castille, fille de Ferdinand II. Comme l'héritier espagnol meurt, Jeanne devient l'héritière.
La puissance des Habsbourg n'est pas du goût de tous : plusieurs États européens se sentent menacés. Pour pacifier l'atmosphère, Maximilien rencontre le roi de Hongrie et Bohême Vladislas IV de Bohême ainsi que le roi de Pologne Sigismond I à Vienne. Il y arrange le mariage de son petit-fils Ferdinand avec Anna, la fille du roi de Hongrie et Bohême, ainsi que celui de Marie d'Autriche avec Louis II Jagellon, fils du roi de Hongrie et de Bohême.
La devise de l'Autriche sous Maximilien Ier est la suivante : « Bella gerant allii, tu felix Austria nube! » : « Que les guerres soient menées par les autres, toi, heureuse Autriche, marie-toi ! », l'empereur Maximilien Ier menant une politique d'alliances systématiques. C'est ainsi que l'Autriche s'étend de manière importante au XVIe siècle.
Ainsi, à la mort de Ferdinand II d'Aragon en 1516, les Habsbourg héritent de l'Espagne et de ses colonies. En 1526, lorsque Louis, roi de Hongrie et de Bohême meurt, ces deux provinces reviennent aux Habsbourg.

## Les Habsbourg des Temps Modernes (1526-1740)

L'archiduché d'Autriche dans le Saint-Empire romain germanique en 1512

Le mariage de Maximilien avec Marie de Bourgogne (1477) donna à la maison d'Autriche les Pays-Bas et une grande partie de la Bourgogne ; l'avènement de Charles Quint y joignit l'Espagne avec ses immenses possessions dans les deux mondes. La Réforme protestante touche les États autrichiens. Les persécutions que subissent les protestants entraînent divers mouvements de population. Les anabaptistes du Tyrol trouvent refuge en Moravie, avant de partir pour l'Amérique du Nord. La recatholicisation forcée de la Haute-Autriche par l'empereur Ferdinand II déclenche la Guerre des paysans de Haute-Autriche en 1626, révolte dont l'échec favorise finalement le projet impérial. Près de 100 000 luthériens s'enfuient vers les villes d'Allemagne, de Suisse, de Suède et dans les provinces baltes suédoises. En même temps, l'Autriche doit faire face à l'expansion ottomane dans les Balkans et dans tout le sud-est européen. Sa capitale, Vienne, est assiégée par deux fois, en 1529 et 1683. Il faut attendre le traité de Karlowitz (1699) pour que cette menace soit définitivement écartée.
Par le partage de 1521 entre Charles Quint et l'archiduc Ferdinand, son frère, les Pays-Bas et le cercle de Bourgogne échoient à la branche espagnole d'Autriche : Ferdinand conserve l'archiduché d'Autriche et toutes ses dépendances, auxquelles il joint la Bohême et la Hongrie, puis la Moravie, la Silésie et la Lusace. Le traité de Westphalie (1648) enlève cette dernière province, ainsi que l'Alsace, à l'Autriche, qui répare cette perte par l'acquisition de la Transylvanie et de la Croatie.
Par les traités d'Utrecht (1713) et de Rastadt (1714), l'Autriche reçoit comme héritage de Charles II, roi d'Espagne, le cercle de Bourgogne, le duché de Mantoue, le royaume de Naples et de Sardaigne.
En 1714, elle échange avec les États de Savoie le royaume de Sardaigne contre la Sicile.
Après 1735, elle rend les Deux-Siciles à l'infant don Carlos et reçoit en échange Parme, Plaisance et Guastalla.
Au XVIIIe siècle, l'empereur Charles VI cherche à augmenter la population de Hongrie en y établissant des Allemands.
Après l'occupation du Banat en 1718, des marchands et des artisans allemands et quelque quinze mille paysans de Rhénanie, de Souabe et de Franconie forment un nouveau noyau germanique.

## Les Habsbourg-Lorraine
En 1740, la branche masculine de la maison d'Autriche s'étant éteinte ses États héréditaires échurent à Marie-Thérèse, fille de l'empereur Charles VI, dont le mari, François III de Lorraine, fut, après de longs démêlés, reconnu empereur en 1745, sous le nom de François Ier, et devint le chef de la nouvelle maison d'Autriche-Lorraine. L'impératrice Marie-Thérèse, soucieuse de progrès agricoles, installe sur les domaines royaux quarante-cinq mille colons, des Bavarois entre autres. Le Banat et la région voisine de la Batschka sont totalement de culture allemande. Cent à deux cent mille colons Allemands s'établissent en Autriche entre 1740 et 1780, à la recherche de terres plus productives. Joseph II confirme les privilèges des treize mille colons allemands établis en Galicie et en Bucovine.
L’Autriche eut depuis à soutenir contre la Prusse la guerre de Sept Ans, qui lui fit perdre la Silésie (1756-63) ; elle se dédommagea, lors des premier et troisième partages de la Pologne (1772 et 1795), en se faisant adjuger la Galicie et la Lodomirie, auxquelles elle a joint depuis le territoire de Cracovie. En 1791, elle entra, par le traité de Pillnitz, dans la coalition contre la France, ce qui attira sur elle les plus grandes calamités : après avoir vu sa capitale occupée par les Français, l'empereur François Ier fut contraint de renoncer au titre d'empereur du Saint-Empire en 1806, et de se borner à ses États héréditaires, avec le titre d'empereur d'Autriche, qu'il s'était octroyé en 1804.
Jusqu'à cette date, le Saint-Empire romain germanique est le régime en place en Autriche. La devise des Habsbourg est désignée par AEIOU:
- AEIOU en latin : « Austriae Est Imperare Orbi Universo » : « Il revient à l'Autriche de commander au monde entier. »
- AEIOU en allemand : « Alles Erdreich ist Österreich untertan » : « Tout ce qui est terrestre est soumis à l'Autriche. »

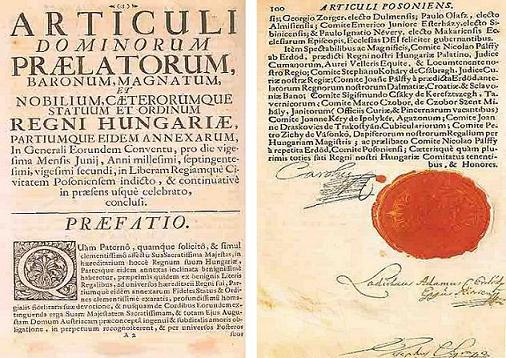
La Pragmatique Sanction est un édit de l'empereur Charles VI pour s'assurer que le trône d'Autriche et du territoire des Habsbourg puisse être hérité par une femme.
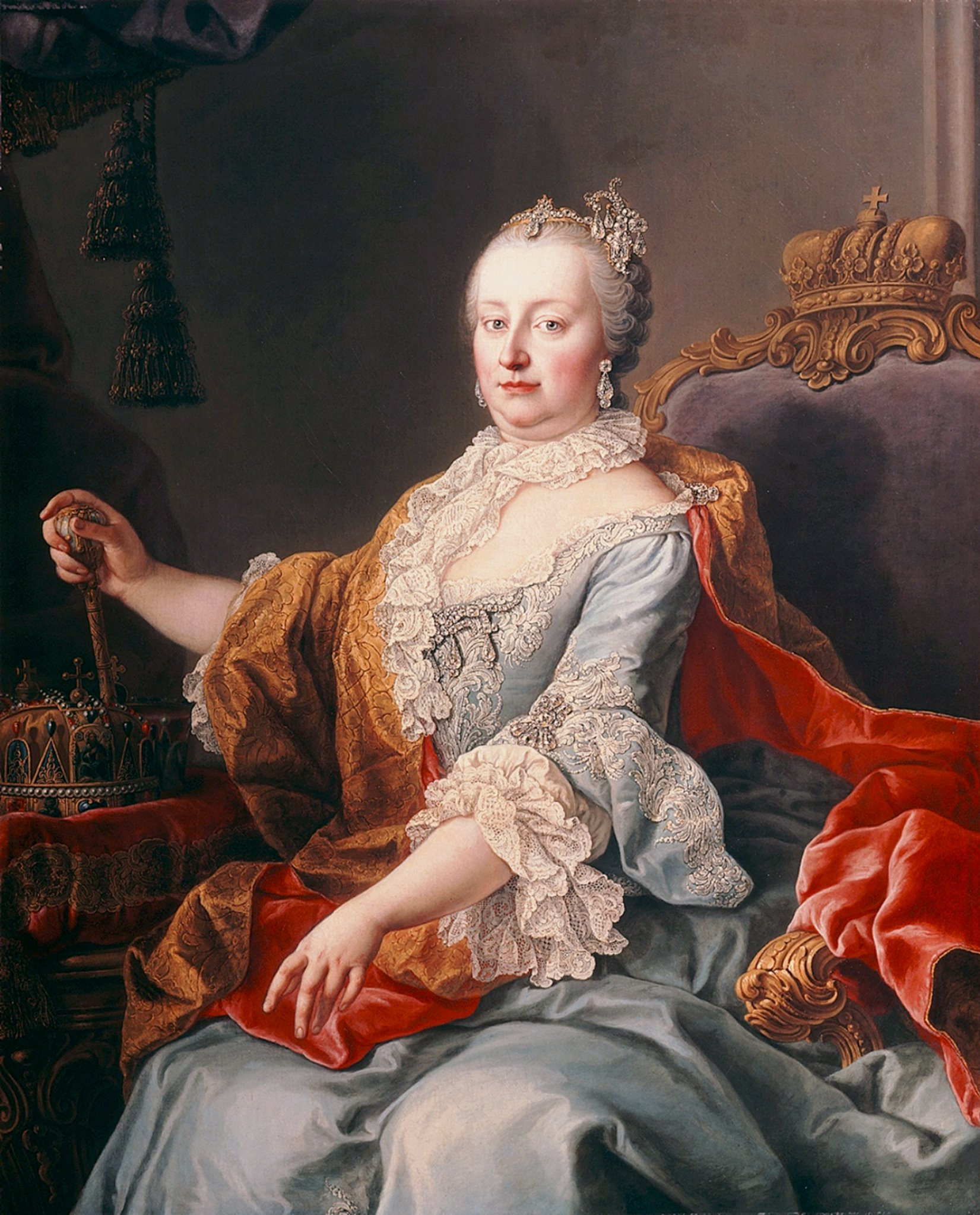
Marie-Thérèse d'Autriche, dernier souverain de la Maison de Habsbourg, devient impératrice du Saint-Empire romain germanique en 1745
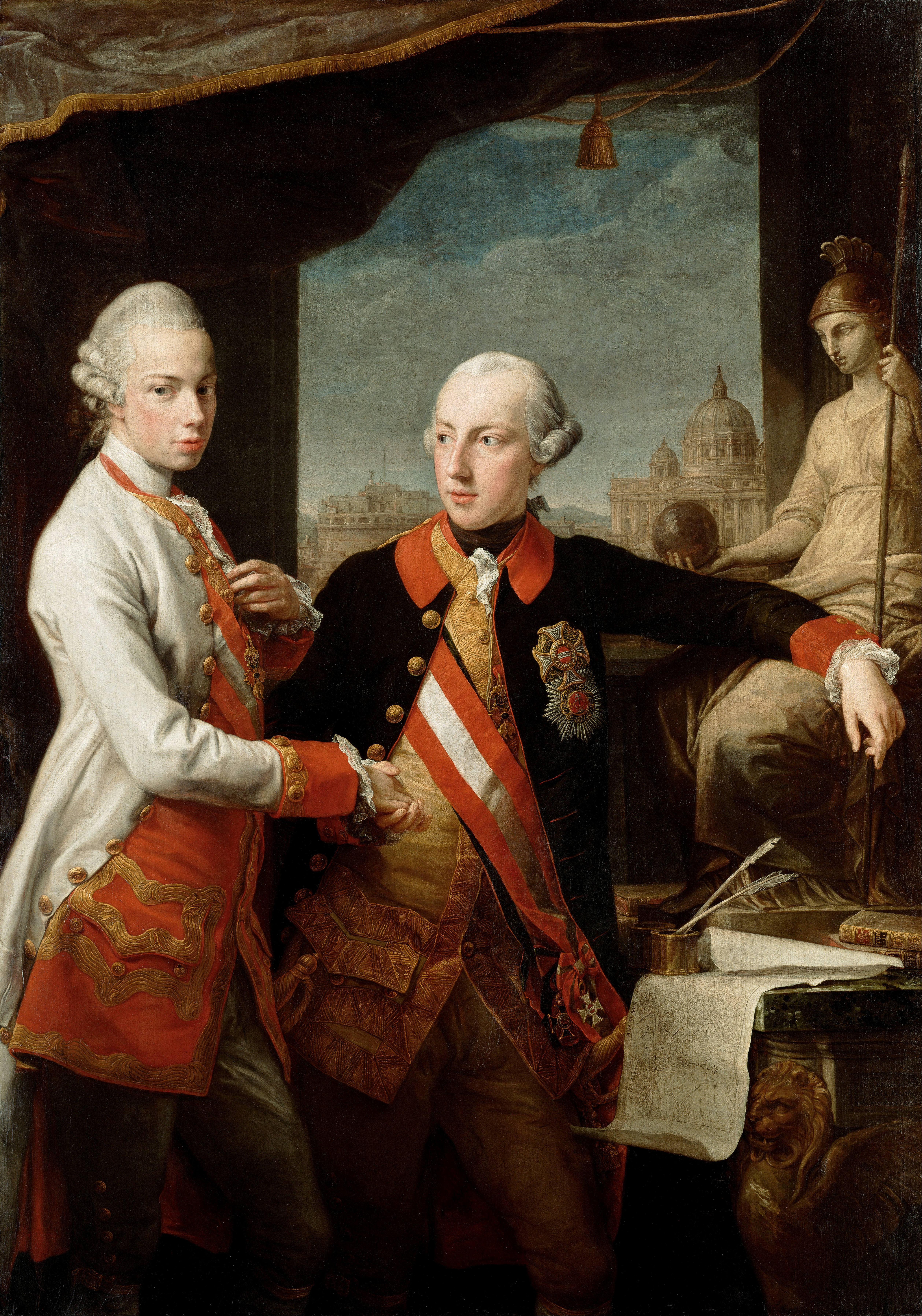
Joseph II (à droite) est le fils du fondateur de la maison Habsbourg-Lorraine. Son frère, Léopold II (à gauche) lui succède en 1790
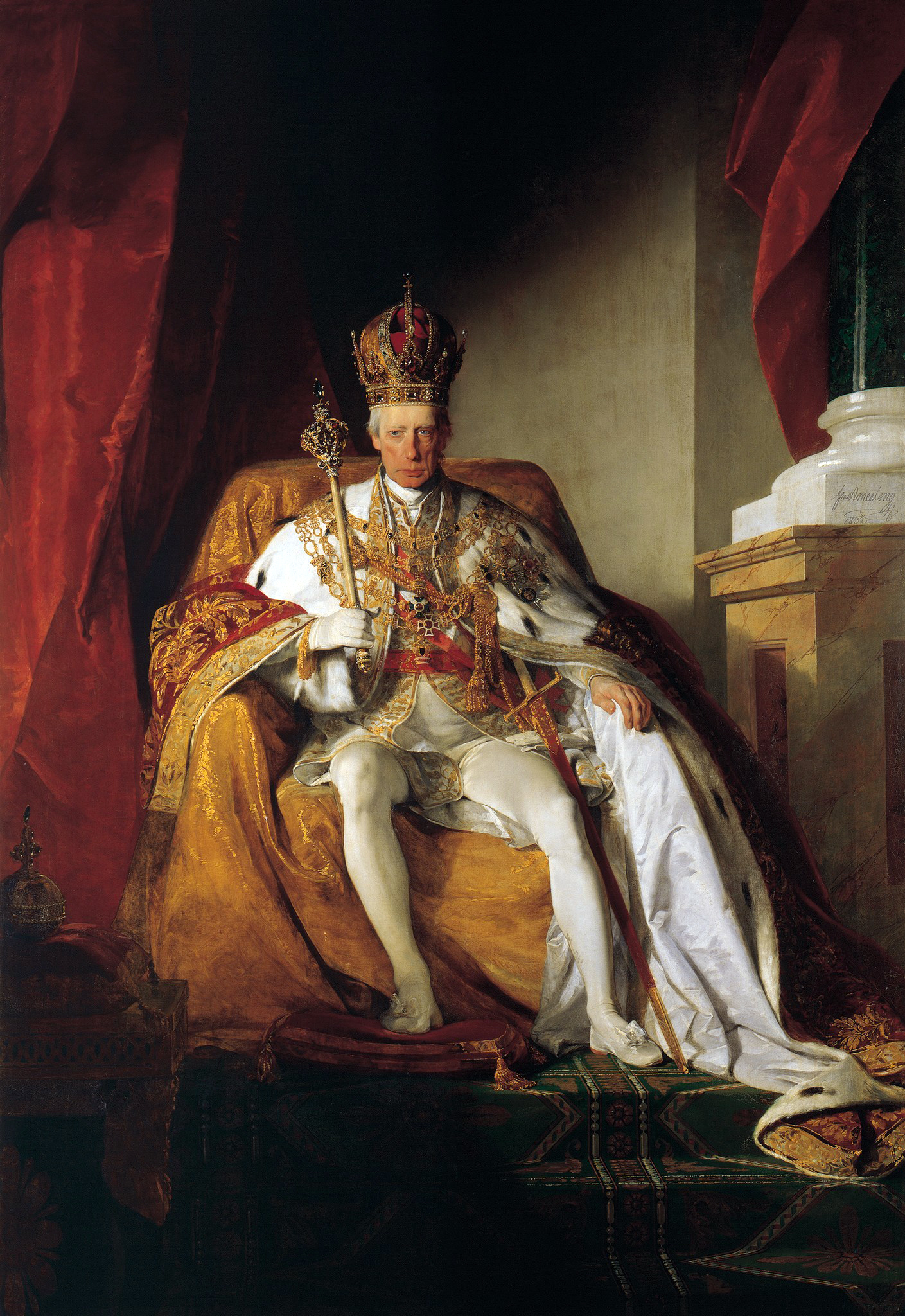
François Ier d'Autriche fut empereur d'Autriche de 1804 à 1835 après transformation de l'archiduché en empire

## L'empire d'Autriche (1804-1867)

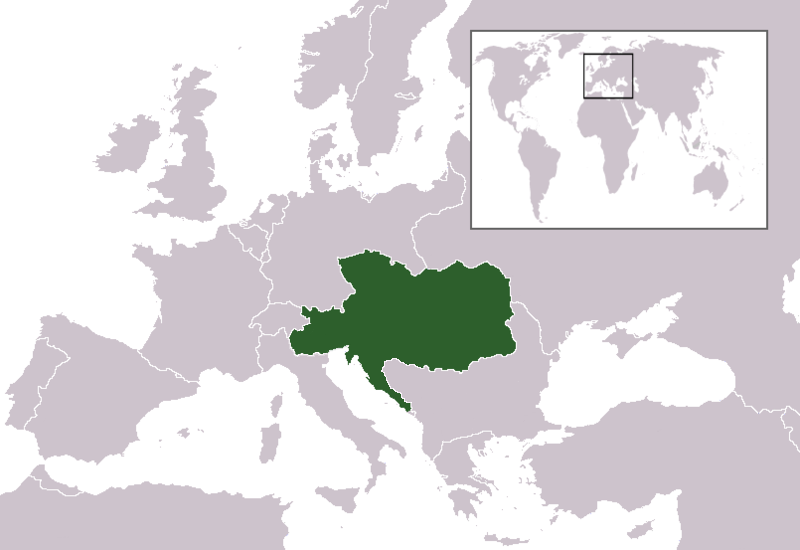
L'empire d'Autriche (1804-1867)

### Ère Metternich

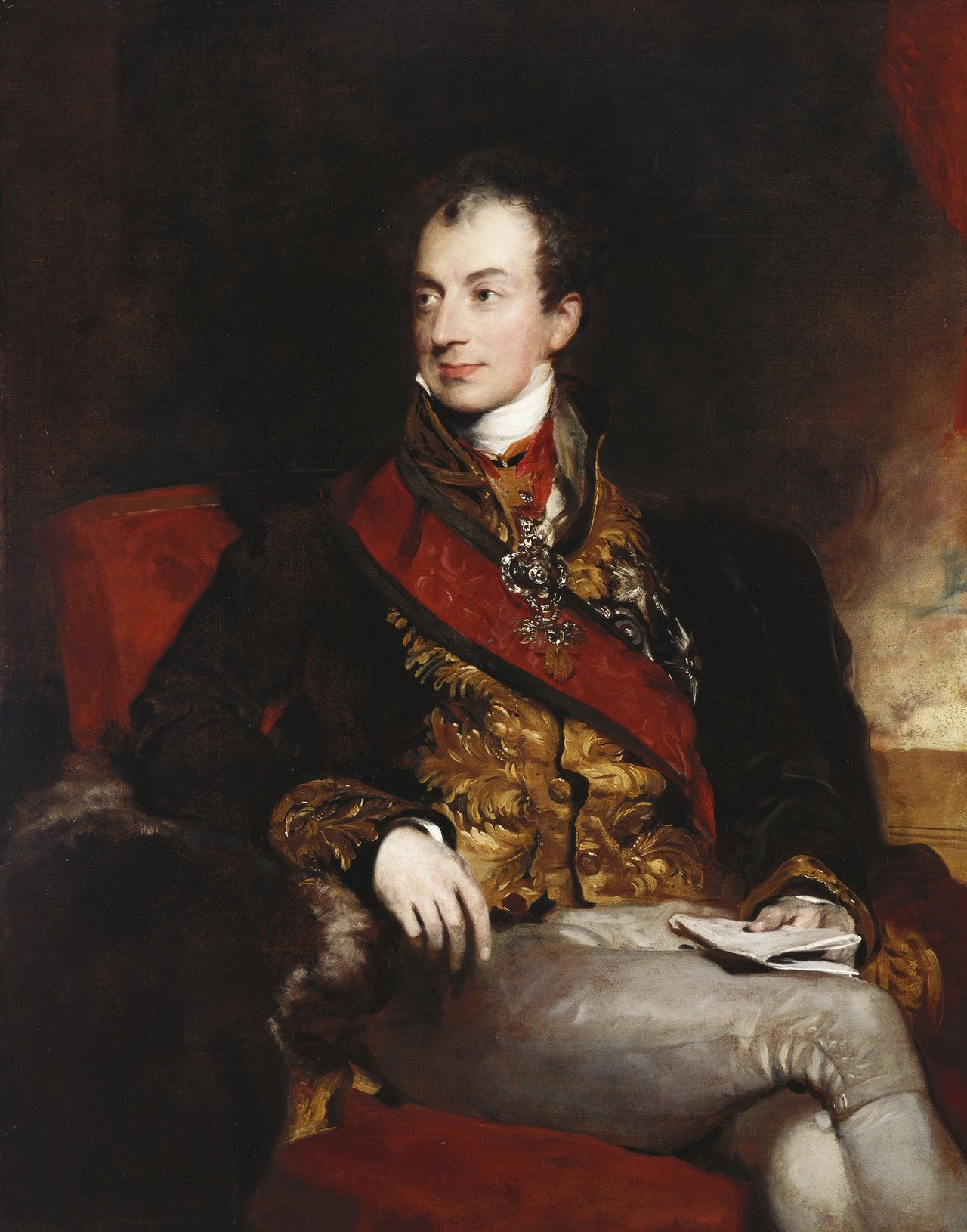
Le chancelier Clément-Wenceslas de Metternich

Les guerres de la Révolution française et de l'Empire ont enlevé à l'Autriche une grande partie de ses possessions en Allemagne et toute l'Italie ; mais le congrès de Vienne de 1814/1815 les lui rend, à l'exception du cercle de Bourgogne, dont la perte est compensée par les provinces de Lombardie et de Vénétie en Italie. De 1815 à 1848, la vie politique autrichienne est dominée par la personnalité du chancelier Metternich qui devient à partir de 1817 le principal ministre de François Ier.
En septembre 1815, Metternich accepte de participer à la Sainte-Alliance proposée aux puissances conservatrices par l'empereur Alexandre Ier : les souverains de Russie, d'Autriche et de Prusse, en vertu du principe du christianisme, affirment leur solidarité et se promettent aide et secours mutuel. Metternich demeurait sceptique vis-à-vis de cette alliance et voyait dans le renouvellement du pacte de Chaumont de 1814, en novembre 1815, un moyen plus sûr de maintenir l'ordre établi par le congrès de Vienne. Les grandes puissances promettent de se réunir ponctuellement sous forme de conférence et se donnent le droit d'intervenir dans d'autres pays pour maintenir l'ordre. Au congrès de Troppau en décembre 1820, l'Autriche reçoit le mandat d'intervenir contre la révolution napolitaine qui menace les intérêts de l'Autriche. L'armée autrichienne rétablit à Naples le pouvoir absolu du roi Ferdinand Ier de Bourbon et en avril intervient dans le Piémont à la demande du roi de Sardaigne Victor-Emmanuel Ier de Sardaigne.
Lors de l'insurrection des Grecs, Metternich refuse d'intervenir au profit des insurgés chrétiens car il désire maintenir le statu quo dans les Balkans. Toute modification dans les Balkans, selon lui, profiterait à la Russie. Il s'inquiète lorsque la Russie intervient officiellement auprès des insurgés en 1828 mais le traité d'Andrinople maintient le principe de l'intégrité de l'Empire ottoman et contient la poussée russe dans les Balkans.

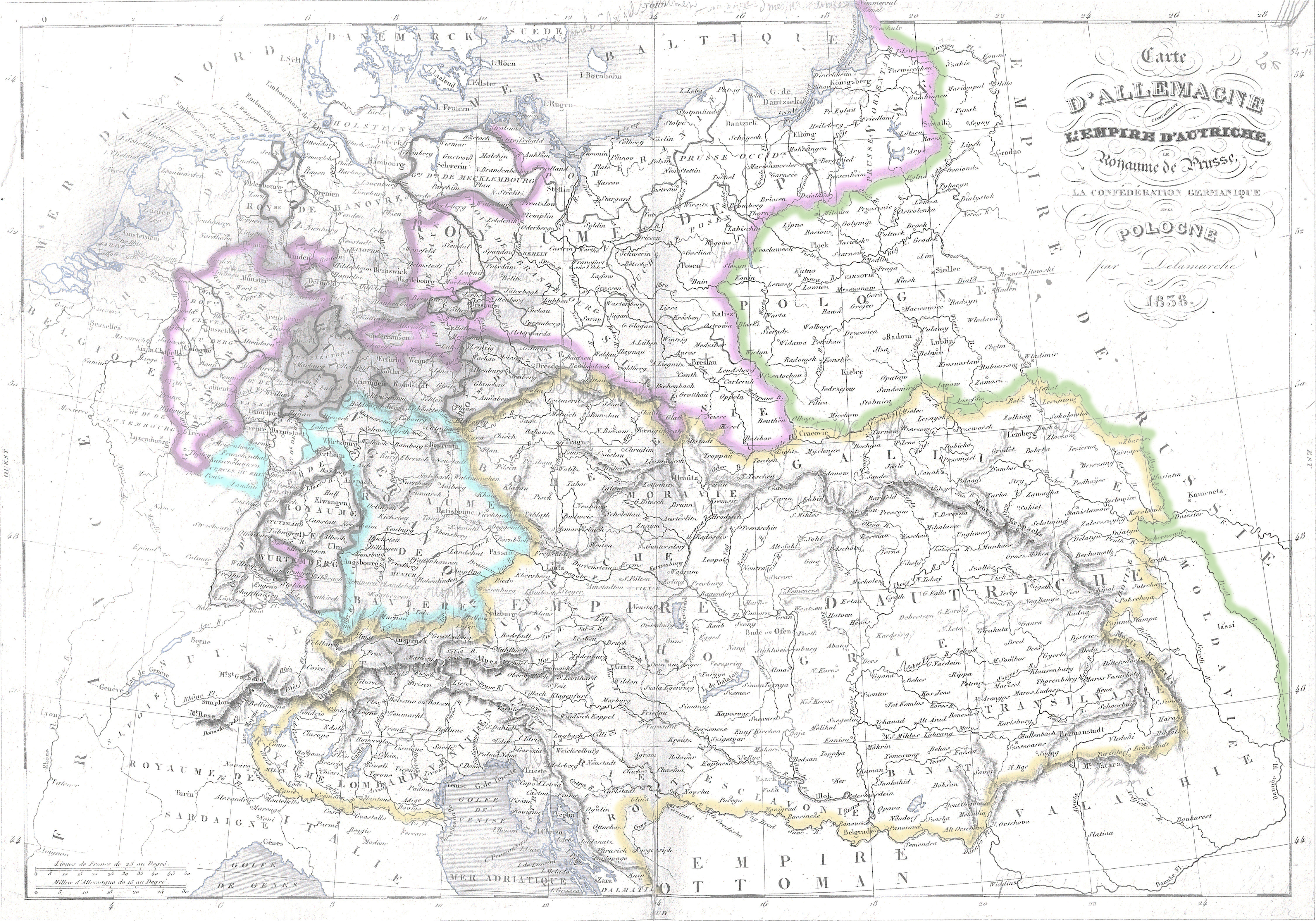
L'Autriche et l'Europe centrale en 1838

La révolution de 1830 met à mal le système imposé par les puissances conservatrices. Partie de France, elle se propage dans le reste de l'Europe sans que l'Autriche puisse toujours faire quelque chose. Metternich n'intervient pas dans la crise belge dans la mesure où il estime que la Belgique est trop loin et qu'il s'inquiète de l'Italie. Il aurait voulu une intervention des autres puissances mais ces dernières ne veulent pas intervenir sans l'Autriche. Par contre, Metternich envoie l'armée autrichienne lorsque la Romagne se soulève contre le Saint-Siège. L'occupation de la Romagne provoque l'intervention de la France qui menace d'une intervention armée si l'Autriche ne retire pas ses troupes une fois l'ordre rétabli. Metternich respecte sa promesse mais les Romagnols se soulèvent six mois plus tard si bien qu'il fait occuper Bologne. Casimir Perier fait alors occuper Ancône tant que les troupes autrichiennes n'auront pas évacué Bologne. La présence française en Italie est propice aux insurrections libérales mais ces dernières sont matées par les souverains soucieux de leurs prérogatives. Paris refuse de soutenir les insurgés.
Le mouvement libéral et national s'étend dans la Confédération germanique ce qui inquiète Metternich qui obtient aisément le soutien du roi de Prusse Frédéric-Guillaume III. Metternich parvient à restaurer une politique autoritaire dans les États de la Confédération. Ayant eu besoin de l'appui de la Prusse pour mater les libéraux, Metternich ne peut plus réagir contre l'union douanière - le Zollverein - que la Prusse organise en Allemagne du Nord. Metternich comprend que les États allemands vont désormais former un bloc compact dirigé par la Prusse.
Dans les années 1840, le système international mis en place par Metternich s'effrite du fait de la concurrence des grandes puissances. Autriche et Prusse s'affrontent au sujet de l'unité allemande. Autriche et Russie s'affrontent au sujet des Balkans, Metternich souhaitant un statu quo et le tsar souhaitant le démembrement de l'Empire ottoman. À la suite du retour des libéraux en Grande-Bretagne, les rapports entre les deux puissances se dégradent. C'est pourquoi, Metternich entame un rapprochement avec la France de Guizot, lequel appliquait une politique très conservatrice.
En politique intérieure, Metternich n'est pas le seul maître et doit composer avec l'empereur François jusqu'au décès de ce dernier en 1835. Son successeur Ferdinand, simple d'esprit, laisse la réalité du pouvoir au duo Metternich-Kollowrath. Soucieux de lutter contre les idées révolutionnaires, le gouvernement autrichien est un peu plus favorable à l'Église. Le clergé retrouve son droit d'inspection sur les écoles primaires et les collèges. Le clergé est assimilé à un corps de fonctionnaires, dispensateurs de sacrements. Si la plupart des membres du clergé sont satisfaits de leur situation, certains, les catholiques romantiques tentent de redonner une dimension mystique dans la vie de l'Église. En 1840, le service militaire est ramené de dix ans à huit ans, sauf en Hongrie et de nombreuses exemptions continuent d'être accordées aux nobles, fonctionnaires, médecins, étudiants, gros cultivateurs et soutiens de famille.

### Révolution de 1848

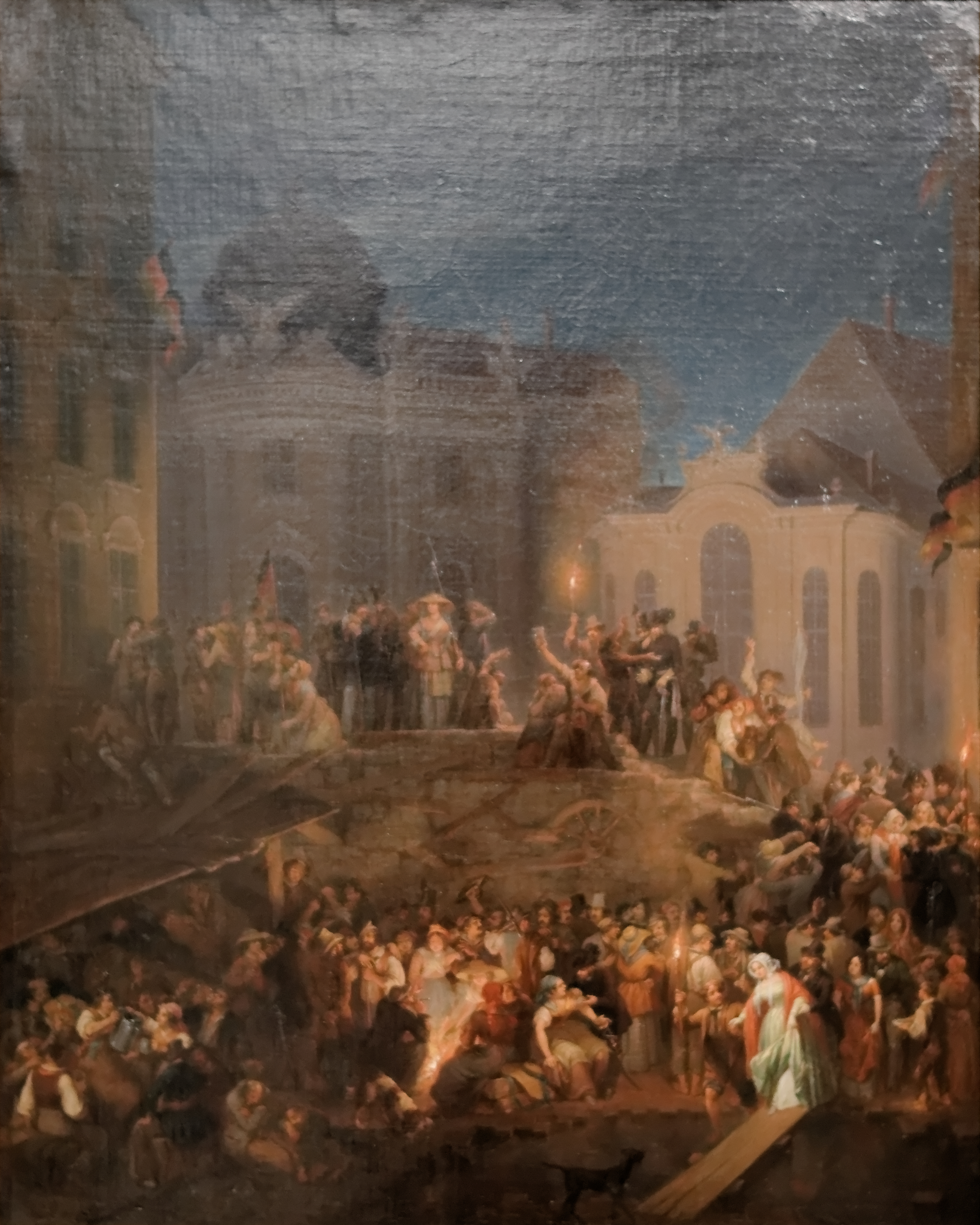
La barricade sur la Michaelerplatz dans la nuit du 26 au 27 mai 1848 – Anton Ziegler, 1848

En 1848, une violente insurrection éclate à Vienne ; en même temps la Hongrie et les provinces italiennes s'insurgent, mais l'Italie est soumise, malgré l'appui du roi de Piémont, qui perd la bataille décisive de Novare (23 mars 1849), et la Hongrie est après une longue résistance réduite avec l'aide de l'Empire russe (1849) : une Constitution lui est octroyée en 1861, puis une nouvelle en 1865, qui établit une diète et un ministère hongrois, et calme les esprits.

### Période néo-absolutiste
En 1859, l'empereur, menacé dans ses possessions italiennes par les États sardes, les envahit ; repoussé par les Piémontais et les Français, notamment à la Bataille de Magenta et à celle de Solférino, il signe le traité de Zurich, et cède la Lombardie.

### Vers le Compromis austro-hongrois
Des oppositions croissantes avec la moderne Prusse conduisent à la guerre de 1866. Les Prussiens s'allient à l'Italie afin d'encercler l'Empire. Les Italiens sont défaits à la bataille de Custoza (24 juin), mais l'Empire est vaincu par la Prusse à la bataille de Sadowa le 3 juillet 1866, et est contraint de céder la Vénétie. Par le traité de Prague (23 août), l'Autriche abandonne la Confédération germanique, qui est reconstituée plus tard comme Empire allemand sans sa participation.

## Autriche-Hongrie (1867-1918)

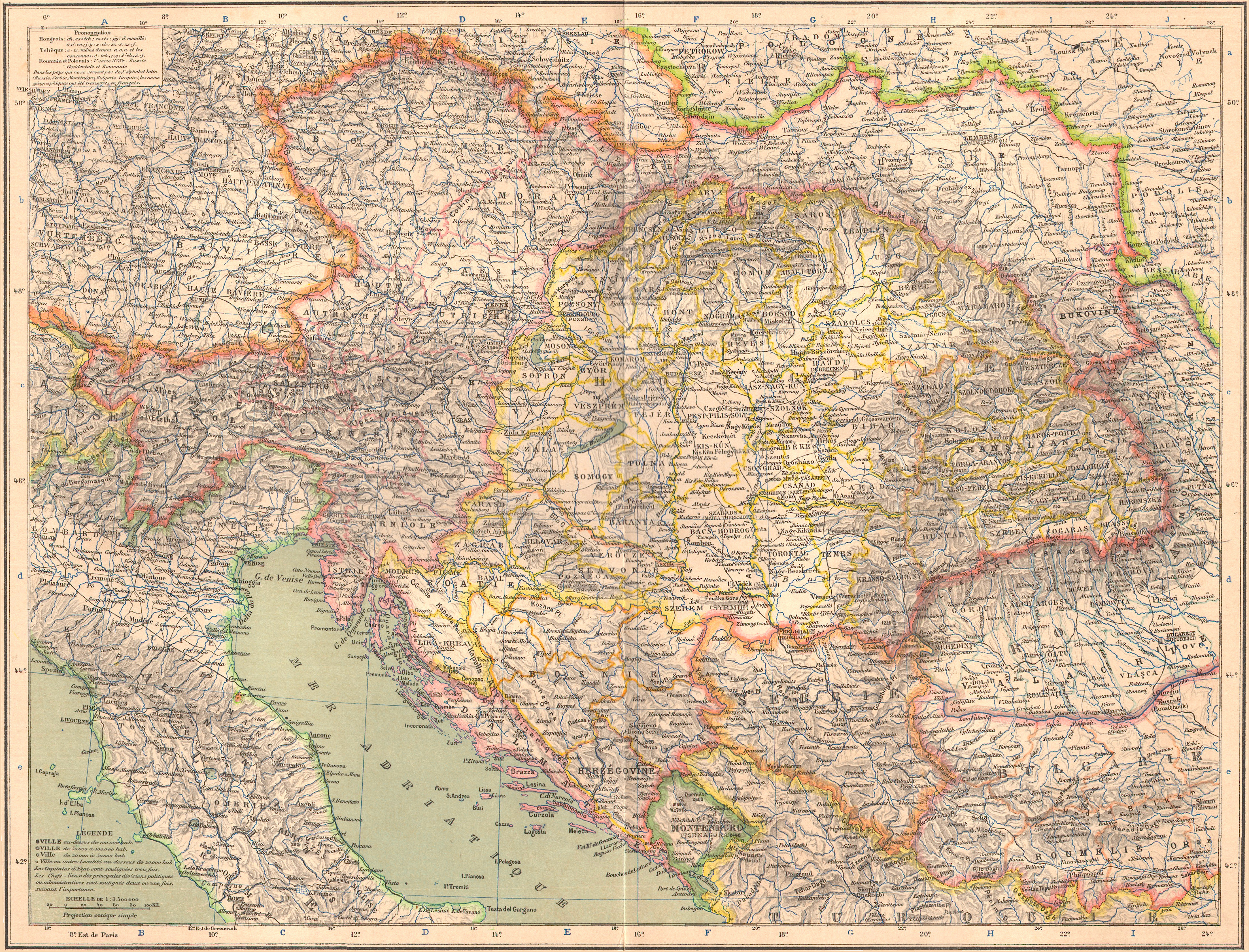
Autriche-Hongrie en 1887 : Autriche en rose, Hongrie en jaune, Bosnie en orange.
Autriche-Hongrie (1910).

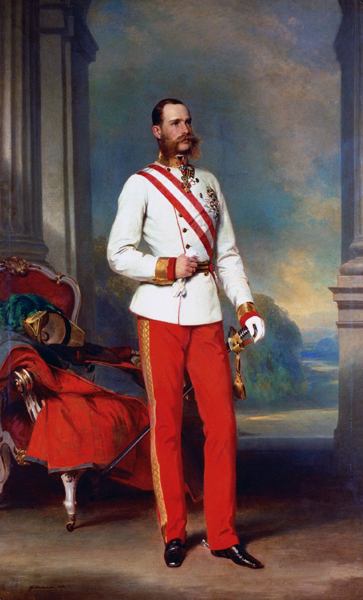
François-Joseph Ier.

Pour répondre au souhait d’autonomie de l’aristocratie magyare, l’empire d'Autriche devient en 1867 par le « compromis austro-hongrois » une « double monarchie » (impériale et royale), en se séparant en deux entités égales et autonomes réunies sous le sceptre des Habsbourg-Lorraine : l’Autriche et la Hongrie, auxquelles s’ajoute en 1908 la Bosnie-Herzégovine.
Les souhaits fédéralistes des autres peuples de l’empire ne sont guère pris en compte et les tensions nationalistes s’accroissent jusqu’en 1918 lorsque l’empire se disloque. Il a inclus les actuelles Autriche et Hongrie au centre, la République tchèque et la Slovaquie au nord, les Slovénie, Croatie et Bosnie-Herzégovine au sud, ainsi qu’une partie des territoires de l’Italie, de la Pologne, de la Roumanie, de la Serbie et de l'Ukraine.

## Première Guerre mondiale
Le 28 juin 1914, l'héritier au trône impérial, l'archiduc François-Ferdinand et sa femme sont assassinés à Sarajevo par Gavrilo Princip, un nationaliste serbe.
Après avoir envoyé un pseudo-ultimatum à la Serbie et s'être assurée du soutien total de l'Empire allemand, le vieil (83 ans) empereur François-Joseph Ier déclare la guerre à la Serbie le 28 juillet. En moins d'une semaine, le conflit se transforme en une guerre mondiale.
L'Autriche-Hongrie s'engage dans cette guerre avec morosité, n'éprouvant aucunement le même enthousiasme que connaissent l'Allemagne ou la France au début du conflit. En effet, le pays connaît de nombreux troubles nationalistes et ethniques, ainsi qu'une aspiration républicaine qui se fait de plus en plus importante. Les Hongrois refusent également dans un premier temps de se mobiliser pour l'effort de guerre.
De plus, les fragiles finances de l'empire empêchent d'entretenir l'effort de guerre, même avec une aide allemande considérable.
Si l'armée austro-hongroise est considérée comme l'une des principales puissances militaires et si le peuple compte sur une victoire rapide, en réalité l'armée ne dispose que de 1 800 000 hommes pour 52 000 000 d'habitants ! De plus, celle-ci est assez mal équipée et surtout très peu motivée pour un conflit de cette envergure. Son budget militaire, nettement inférieur à celui de la France, de l'Allemagne ou du Royaume-Uni, va vite se révéler responsable des capacités limitées de l'armée.
En 1914, le théâtre d'opération peut se résumer à la Russie et à la Serbie. Le début de la guerre est catastrophique pour l'Autriche-Hongrie. La première grande offensive est russe, avec la prise de la province autrichienne de Galicie. L'Armée impériale et la Landwehr autrichienne ne brillent pas dans les rudes combats des premières semaines, et l'artillerie autrichienne, qui se révèle toutefois supérieure à celle de l'Entente et fait parler sa puissance de feu, ne suffit pas à rétablir la situation. Les forces austro-allemandes arrivent toutefois à défaire les Russes à Tannenberg le 29 août.

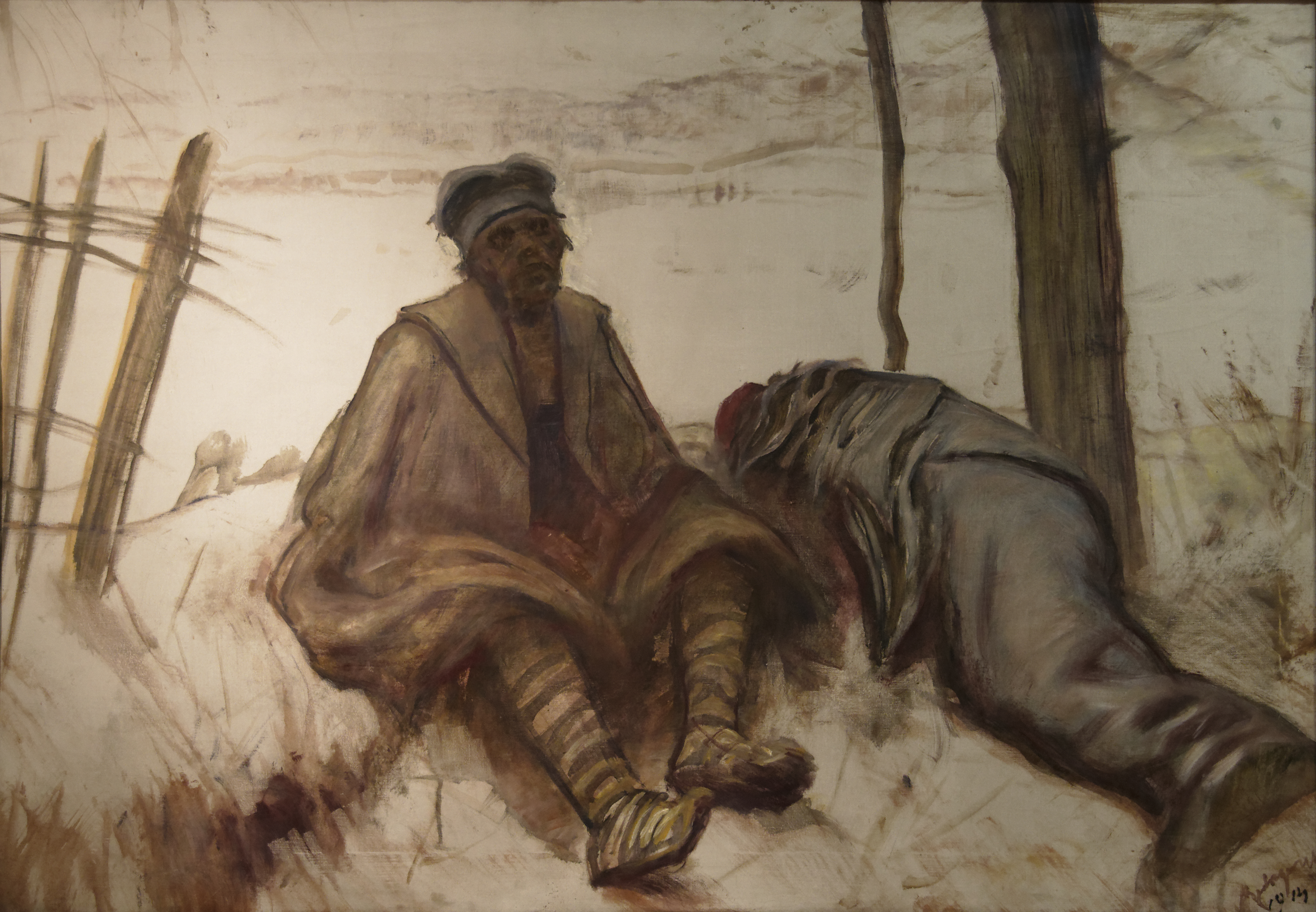
En Serbie, 1914. László Mednyánszky (1852-1919)

Mais si les Allemands peuvent contenir les Russes, il n'en est pas de même pour les Autrichiens, qui sont à nouveau écrasés lors de la bataille de Lemberg le 11 septembre. Les Russes sont finalement stoppés en novembre, après avoir totalement envahi la Galicie, les Carpates et la Bucovine. Les Autrichiens misent alors tout sur les Balkans : ils veulent en finir rapidement avec la Serbie et le Monténégro pour pouvoir reprendre l'offensive à l'est l'année suivante. Le 24 août, les Autrichiens lancent une offensive à Cer, mais sont ridiculisés une première fois. Une nouvelle offensive le 6 novembre leur permet de prendre la ville de Belgrade, qui sera perdue le 13 décembre après les défaites de Rudnik et des monts Putnik. Le bilan pour l'année 1914 est alarmant : l'armée autrichienne se révèle incapable de venir à bout de la modeste mais courageuse armée serbe et ne peut rien contre les Russes sans l'aide allemande. La situation va finalement évoluer grâce à l'intervention de troupes allemandes en Serbie et surtout grâce aux chefs politiques hongrois qui décident de soutenir l’effort de guerre autrichien principalement parce qu’ils craignent qu’une victoire russe n’entraîne la sécession des minorités slaves de Hongrie. Les Hongrois mobilisent alors près de 4 000 000 d'hommes qui s'incorporent dans la Honved hongroise.
Début 1915, l'Autriche-Hongrie progresse à nouveau face aux troupes russes qui remportent toutefois quelques batailles, mais ne parviennent pas à stopper l'avancée des troupes de la Triple Alliance.
Mais en mai 1915, l'Italie, qui s'était déclarée neutre en 1914, quitte la Triple Alliance et entre en guerre du côté des Alliés. L'armée austro-hongroise, prise à revers, essuie de nombreuses défaites. Le 23 juin, les Italiens lancent une offensive sur l'Isonzo. Mais l'Armée autrichienne se reprend et stoppe l'offensive le 5 juillet. À l'est, celle-ci s'empare également avec l'Allemagne du territoire polonais le 31 août, et bouscule l'armée Russe en Ukraine.
Dans les Balkans, les Serbes sont à bout de souffle : Belgrade tombe le 9 octobre. Le Monténégro est également à genoux et les Italiens voient de leur côté toutes leurs offensives mises en déroute. Les généraux et le peuple reprennent espoir devant l'évolution du conflit.
Début 1916, les Autrichiens repoussent une nouvelle offensive italienne et acceptent la capitulation du Monténégro le 13 janvier. Les Russes sont également incapables de défendre l'immense front de l'Est, ce qui profite évidemment aux forces de la Triple-Alliance.
Mais le 19 avril, les Autrichiens perdent le contrôle du col de Di Lana au profit des Italiens.
Une contre-offensive est lancée le 15 mai dans le Sud-Tyrol, mais elle aboutit à un échec. Les Russes en profitent pour lancer à leur tour une large offensive le 5 juin, qui s'avère être là aussi un désastre total.

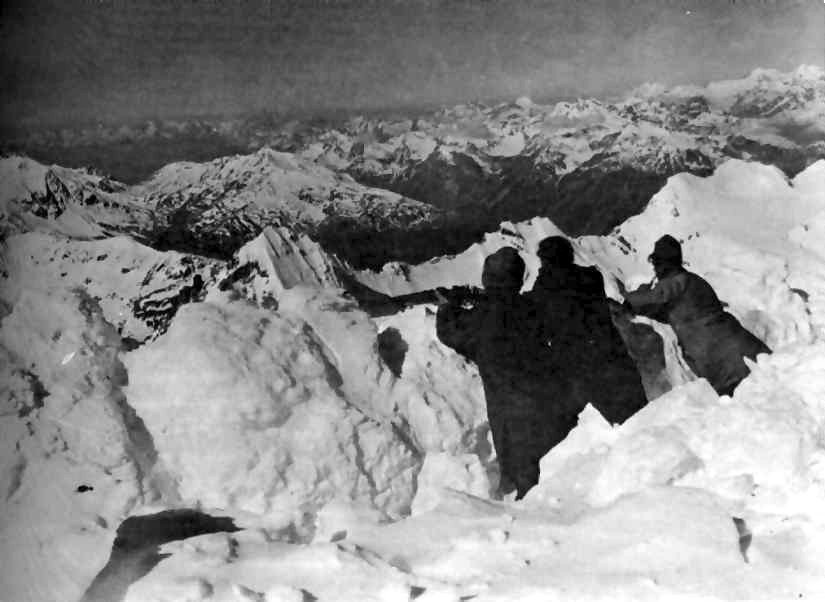
Tranchée austro-hongroise dans le massif de l'Ortles, 1917

Une nouvelle offensive italienne le 6 août met à mal les forces autrichiennes et le 17 août, c'est la prise de Gorizia par les Italiens. Ceux-ci continuent à harceler les troupes austro-hongroises, débarquent en Macédoine le 20 août et attaquent Salonique le 22 août.
Pire, la Roumanie rejoint l'Entente et attaque l'Autriche-Hongrie le 27 août.
Les mois qui suivent sont éprouvants pour la double monarchie, subissant trois nouvelles offensives italiennes ainsi qu'un assaut britannique dans les Balkans le 5 octobre.
En 1917, les revendications nationalistes, provoquées par la mort de François-Joseph Ier en 1916, se font toujours plus pressantes notamment au sein même de l'armée austro-hongroise. Les Italiens lancent une dixième offensive sur l'Isonzo le 12 mai et les Russes tentent d'affaiblir les Autrichiens à l'est le 1er juillet. Le 17 août, onzième offensive des Italiens sur l'Isonzo qui ne sera stoppée que le 12 septembre. Malgré une certaine démoralisation des Italiens à cause des incessantes offensives et la perspective d'une paix proche avec la Russie, le nouvel empereur Charles Ier constate que son pays est dans un état critique et tente de conclure une paix séparée avec les membres de l'Entente, ce qui déplaît fortement aux Allemands.
Cet aveu de faiblesse conduit les représentants des nations opprimées tchèques, polonaise et yougoslaves à tenter de se faire reconnaître par les pays alliés en tant que nations souveraines.
Au printemps 1918, les armées austro-hongroise sont au bord de la rupture. En manque de ravitaillement et en proie au climat séparatiste, elles reculent sur la plupart des fronts et connaissent de graves mutineries.
À l'intérieur du pays, l'agitation nationaliste conduit à la formation de conseils nationaux indépendants qui ébranlent la double monarchie. De plus, le pays connaît des grèves générales à Budapest et Prague à partir du 15 janvier, qui l'empêchent de poursuivre son effort de guerre.
Les traités de paix avec la Russie puis avec la Roumanie le 7 mai ne changent rien, les minorités réclament toujours plus d'autonomie et le manifestent violemment. En ultime recours, l'empereur reconnaît les droits des peuples autrichiens à l'autodétermination le 4 octobre 1918 et tente de transformer la monarchie en fédération le 17 octobre, mais cela n'empêche pas les Slaves du sud d'approuver le 7 octobre 1918 l'union avec la Serbie, rejoints par les Tchèques qui proclament leur indépendance le 28 octobre.
L'armistice intervient finalement le 3 novembre 1918, en même temps que le gouvernement hongrois annonce sa séparation avec l'Autriche. Charles Ier quitte le pouvoir et le pays le 12 novembre permettant aux deux pays de devenir officiellement des républiques.
Le traité de Saint-Germain-en-Laye entre en vigueur le 16 juillet 1920, sans aucune consultation de la part de l'Autriche, abolissant définitivement l'empire des Habsbourg et affaiblissant le pays de manière considérable par de lourdes sanctions économiques, militaire et géographique.

## 1918-1945

### Partis politiques
Les partis politiques de la République ont été fondés sous la monarchie. Ils sont trois à jouer un rôle de premier plan après la Première Guerre mondiale et l’effondrement de la monarchie :
- Le SDAP (Sozialistische Demokratische Arbeiter Partei - Parti social démocrate des travailleurs), créé en 1889 qui demande plus de parlementarisme ainsi que la protection des travailleurs. Viktor Adler en est un représentant.
- Le CS (Christlich Sozial - Chrétiens sociaux), créé en 1892, catholique, de Leopold Kumschak ou Karl Lueger. Ils demandent des réformes sociales sur fond de catholicisme et une relation étroite entre l’Église et l’État.
- Le DNV (Deutschnational Verband - Association nationale allemande, ou großdeutsche - Grand allemand). Ce n’est pas un parti de masse, il défend les Allemands face aux autres minorités de l’Empire.

Ces trois partis veulent fonder une République et forment des camps politiques qui font perdre le pouvoir à la monarchie. D’autres groupes se tournent aussi contre la monarchie (notamment les Tchèques). Le nationalisme est un obstacle à la création d’un État-nation. Le « pseudo-parlementarisme » est aussi une faiblesse de la monarchie. Les partis sont donc des réserves de pouvoir pour la période qui suivra la chute de la monarchie, causée aussi, évidemment, par la défaite militaire en 1918.
Les représentants des partis de la monarchie seront les premiers représentant de la République. Le parti majoritaire est le DV, puis le CS et enfin le SDAP. Si le DV et le CS tiennent à la monarchie, le SDAP arrive à les convaincre qu’elle est anachronique et responsable de la défaite militaire. Une république serait plus forte, d’autant plus qu’elle serait rattachée à l’Allemagne. La République proclamée le 12 novembre 1918, comble pour le moment un vide politique.

### Mise en place de la république
Les députés se réunissent en assemblée nationale et élisent un gouvernement dirigé par Karl Renner (SDAP).
L’assemblée doit aussi rédiger une constitution pour la république, mais comme elle est issue de la monarchie, de nouvelles élections doivent être organisées. Elles le sont au printemps 1919, les femmes prennent part au vote. S’ensuit un renversement des forces politiques : le SDAP devient le premier parti, suivi du CS et du DV. Cela aura des conséquences sur la forme de la constitution. Karl Renner (SDAP) devient chancelier, Fink (CS) vice-chancelier et Schumpeter (sans parti) ministre des finances. Malgré le vote à la proportionnelle, les trois partis obtiennent presque la totalité des voix. Même si les communistes ont joué un rôle dans les grèves de 1918, ils sont fortement concurrencés par le SDAP, très orienté à gauche. Les relations entre SDAP et CS sont tendues malgré la coalition.
La classe dirigeante autrichienne accepte la présidence sociale-démocrate du gouvernement de coalition en raison de l'agitation sociale que vit le pays. D'énergiques conseils d'ouvriers et de soldats étaient alors organisés et la présence d'un gouvernement réformiste constituait la meilleure façon de désamorcer une hypothétique révolution. Comme le dirigeant social-démocrate Adolf Strumthal devait l'écrire ultérieurement : « Les partis de la classe moyenne autrichienne étaient quasiment impuissants, et la tache de défendre la démocratie en Autriche échut aux sociaux-démocrates. » Une fois le soulèvement retombé, les sociaux-démocrates quittèrent le gouvernement et se concentrèrent sur le conseil municipal de Vienne, qu'ils contrôlaient, pour améliorer les conditions d'existence des travailleurs.
Un débat entre les partis sur la forme de la constitution a lieu après l’élection de la coalition. Ce débat est tendu, et mènera à la fin de la coalition. La constitution entre en vigueur en novembre 1920. Elle est un compromis entre les volontés des différents partis. Le CS souhaitait une république fédérale avec un chef d’État puissant, le SDAP une république centralisée sans chef d’État (seulement le chancelier). La république adoptée est fédérale mais ses régions n’ont que peu d’autonomie, le chef d’État a des compétences limitées.
Les armes de l’Autriche sont un aigle avec une faucille, un marteau et une couronne. Ils symbolisent les trois classes de la société autrichienne : les paysans, les ouvriers et les bourgeois. Les couleurs rappellent la volonté de rattachement à l’Allemagne : noir, rouge et jaune.
Il existe une autre assemblée, le Bundesrat, qui représente les länders, ainsi qu’un président qui n’est pas élu au suffrage universel direct. Le premier est Michael Hainisch, un économiste représentant du libéralisme mais prônant des réformes sociales.
La rupture de la coalition survient en juillet 1920. Les premières élections législatives sont organisées pour former un nouveau gouvernement. Le CS devient le premier parti du pays et forme une coalition avec le DV, elle est appelée Bürgerblock et durera jusqu’à la fin de la république. Néanmoins, aucun gouvernement ne restera plus de quinze mois en place. Les partis éprouvent des difficultés à s’entendre, et la situation économique ne leur est pas favorable.

### Questions territoriales

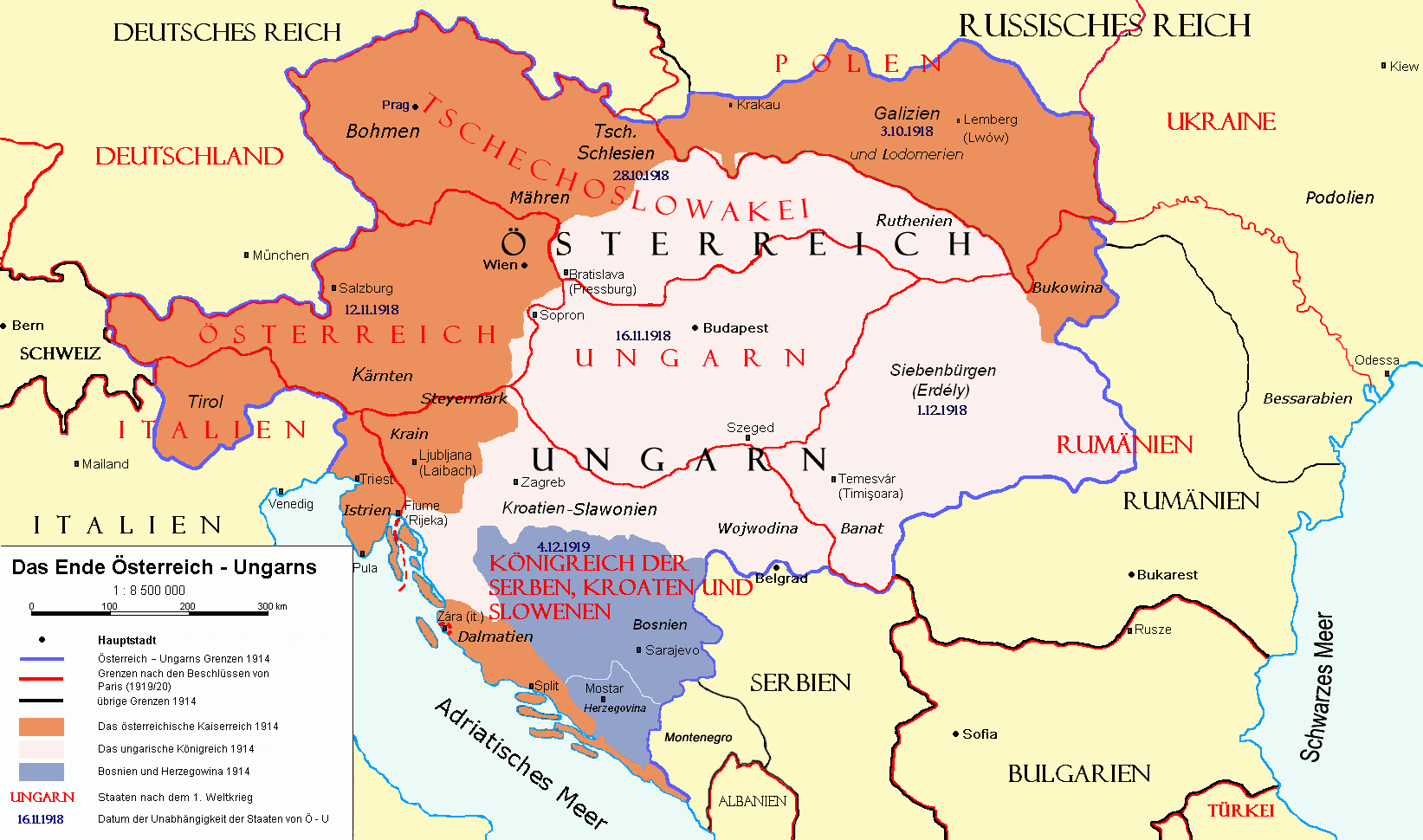
Fin de l'Autriche-Hongrie
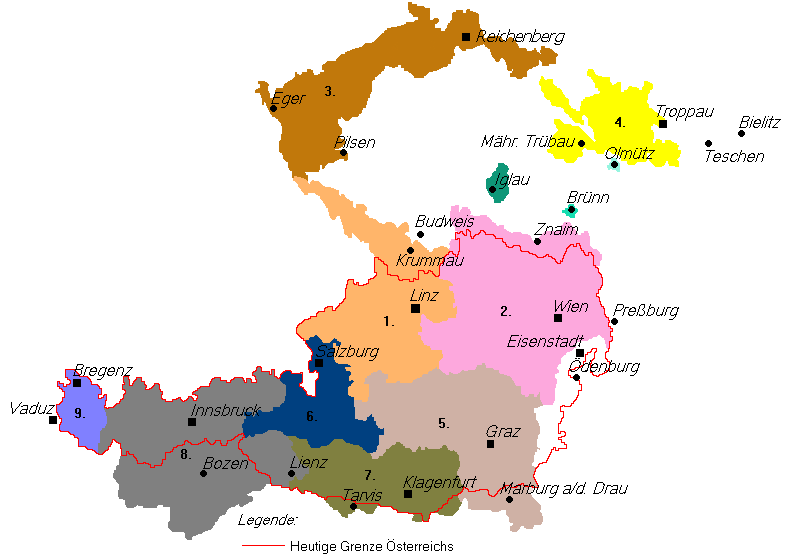
Deutschösterreich 1918-1919
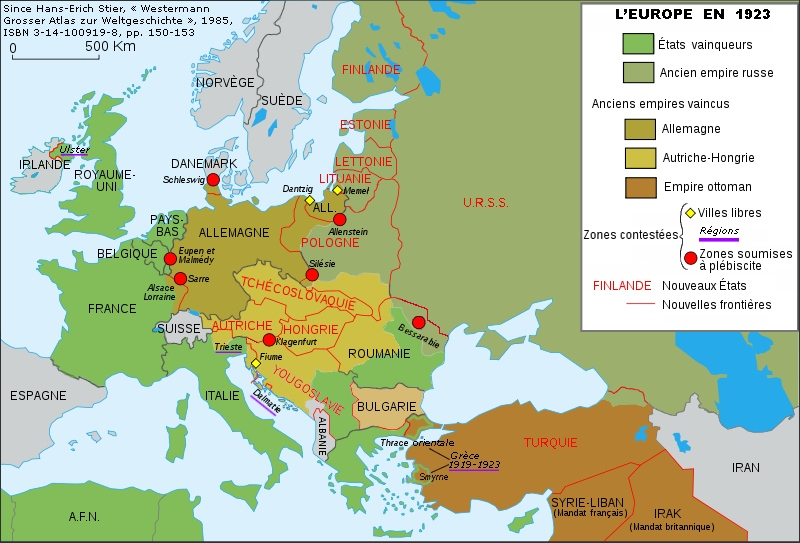
Autriche dans l'Europe après le traité de Saint-Germain

Après la chute de la monarchie, les « non-Allemands » obtiennent l’indépendance et sont rattachés aux différents pays frontaliers tels que la Pologne, et les « Allemands » fondent leur propre État, l'Autriche. La République autrichienne est proclamée le 12 novembre 1918. Le régime de l’État a été changé à cause des problèmes sociaux : la faim et les mauvaises conditions de vie provoquent de grandes grèves dès janvier 1918.
Le rattachement à l’Allemagne est proposé, justifié par le programme du président américain Wilson, dans lequel il exige l’autodétermination des peuples, permettant ainsi aux germanophones d’Allemagne et d’Autriche de se considérer comme un seul et même peuple. La république « austro-allemande » (Deutschösterreich) naît, le rattachement à l’Allemagne étant prévu pour plus tard : parallèlement au choix de la République, les députés se prononcent aussi pour le rattachement à l’Allemagne.
Dans le Vorarlberg, 80 % de la population souhaitent être intégrés à la Suisse, mais celle-ci refuse pour ne pas compromettre l’équilibre des confessions sur son territoire. De plus, 98,5 % des Tyroliens et 99,2 % des habitants du Land de Salzbourg souhaitent un rattachement de leur région à l’Allemagne. Les alliés se prononcent contre, et l’Allemagne aussi, pour raisons diplomatiques. L’Autriche souhaitait ce rattachement car elle était devenue trop petite et ne possédait plus assez d’industrie. De plus, l’Allemagne était aussi dirigée par les sociaux-démocrates.
L’Autriche est un pays vaincu, les négociations de paix se font donc avec les pays vainqueurs. Selon le principe de l’autodétermination des peuples, on aurait pu penser à un rattachement de l’Autriche à l’Allemagne, or, le traité de Saint-Germain-en-Laye (1919) l’interdit formellement pour ne pas renforcer l’Allemagne. De plus, l’Autriche-Hongrie représentait pour Clemenceau le cléricalisme, il n’était donc pas question de le favoriser. Ce traité redéfinit les frontières de l’Autriche. Elle cède le Tyrol du Sud, le Sud de la Styrie et une partie de Burgenland.

### Politique économique

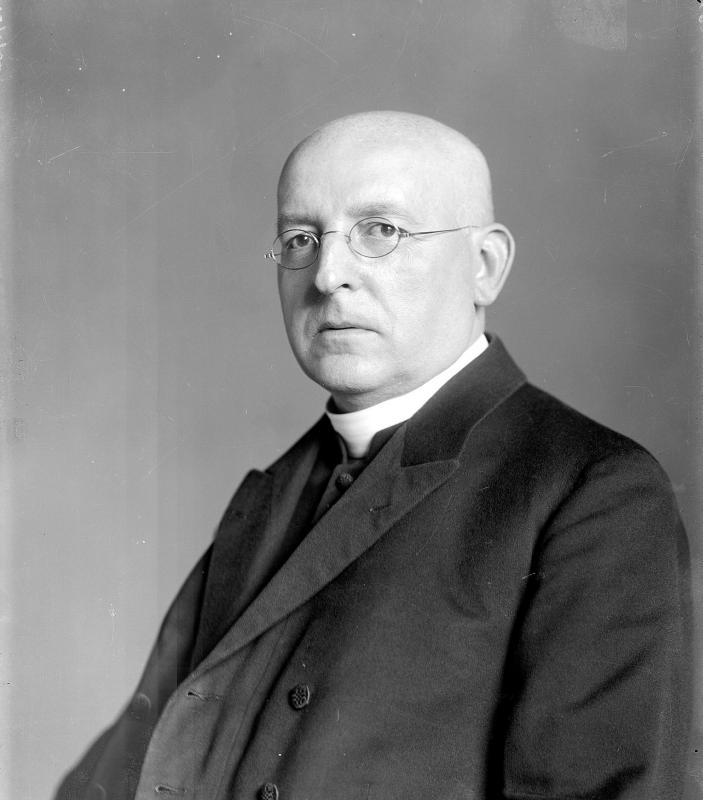
Ignaz Seipel fut élu deux fois chancelier d'Autriche. Prêtre catholique, anti-libéral et antisémite, il combat la corruption dans l'administration autrichienne

Durant l’hiver 1919-1920, l’Autriche connaît une période de difficultés économiques, notamment d’inflation, qui entraînent grèves et manifestations. Le gouvernement cherche à emprunter de l’argent à d’autres États. Cette politique est prise en charge par le chancelier Ignaz Seipel, très actif diplomatiquement.
Il signe le protocole de Genève le 4 octobre 1922, un accord avec la France, le Royaume-Uni, l’Italie et la Tchécoslovaquie permettant le sauvetage économique de l'Autriche par la Société des Nations qui garantit des prêts à l’Autriche en échange desquels cette dernière promet de garder son indépendance, même si peu y croient vraiment. Un vide politique pour raisons économiques serait dangereux pour l’équilibre de l’Europe centrale.
Les finances sont assainies : le nombre de fonctionnaires baisse, l’État dépense moins. Malgré la montée du chômage, la politique économique de Seipel est approuvée et conduit à un succès électoral de son parti en 1923.
Une nouvelle monnaie est mise en place en janvier 1925 : le schilling autrichien.

### Radicalisation de la vie politique

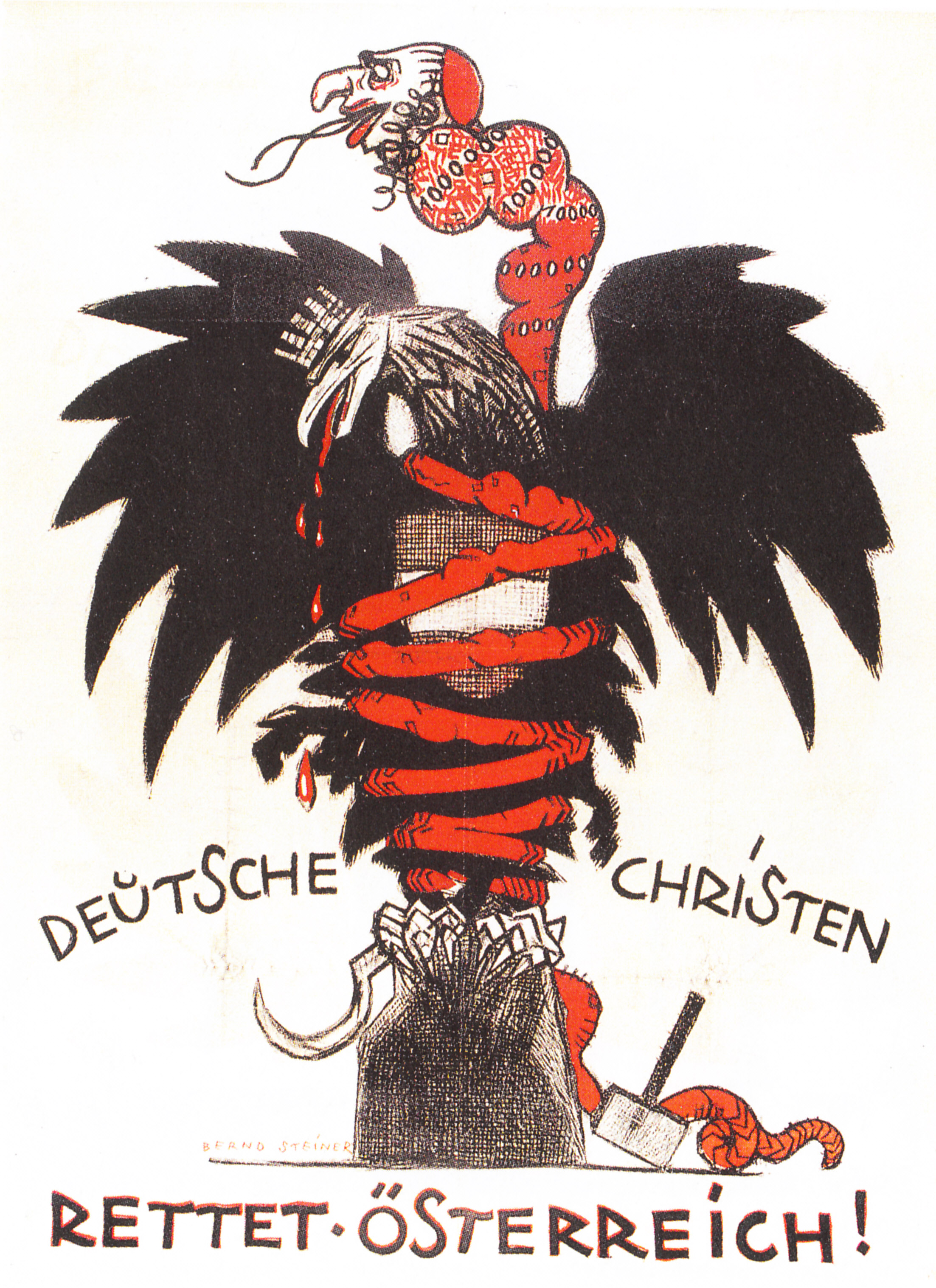
Caricature antisémite sur une affiche électorale du parti chrétien-social à Vienne, 1920

Seipel est victime d’un attentat et démissionne en 1924. Il reprend ses fonctions en 1926. Cet attentat est une illustration de la violence de plus en plus vive dans la vie politique, surtout depuis la fin de la coalition en 1920. Les deux principaux partis s’affrontent de plus en plus, et sont soutenus par des organisations paramilitaires : 
- Les Heimwehren pour le CS (Chrétiens sociaux) et le DNV. Petits groupes d’autodéfense, ils apparaissent à la fin de la Première Guerre mondiale. Ils n’ont pas de but politique au départ, mais se rapprochent vite du CS et du DNV. Ils se radicalisent et rédigent leur propre programme politique en 1930, le programme de Korneubourg, dans lequel ils rejettent la démocratie et le système parlementaire et se prononcent pour le Führerprinzip et un État corporatiste.
- Le Republikanischer Schutzbund pour le SDAP. Centralisé et organisé militairement, il compte 80 000 membres.

De nombreux anciens soldats retrouvent une place dans ces organisations, notamment ceux frappés par la montée du chômage.
Lors des élections d’avril 1927, le CS n’a plus qu’un siège d'avance sur le SDAP à l’assemblée. La vie politique se radicalise encore. Le SDAP avait inscrit dans son programme de 1926 (programme de Linz) la dictature du prolétariat, qui fut interprété par le CS comme un défi.
En janvier 1927 à Schattendorf ont lieu des combats de rue entre les Heimwehren et le republikanische Schutzbund qui font deux morts du côté des Heimwehren. Le procès se tient en juillet, et les prévenus sont acquittés le 15 juillet 1927. Des manifestations spontanées en résultent et le palais de justice, symbole de l’État injuste, est incendié (révolte de Juillet). Schober, le chef de la police, fait tirer sur les manifestants, provoquant 90 morts dont 4 policiers. Cette répression policière signe la séparation définitive du CS et du SDAP. La population s’éloigne du gouvernement. Les manifestants sont condamnés et le chancelier Seipel (prêtre par ailleurs) refuse de les amnistier. 30 000 Autrichiens se retirent de l’Église catholique.
Pour sortir de cette crise, on décide de renforcer le pouvoir exécutif. Une modification de la constitution est décidée en 1929 : le président est désormais élu directement par le peuple et ses pouvoirs sont élargis. C’est l’expression des tendances autoritaires et antiparlementaires européennes. À cause de problèmes internes aux partis politiques, le prochain président n’est pas élu directement par le peuple, mais reçoit tout de même plus de pouvoir.

### Crises
La crise économique mondiale n’épargne pas l’Autriche. Le mécontentement croît et le gouvernement est tenu pour responsable. Ainsi, aux élections de 1930, le SDAP devient le premier parti. De plus, une nouvelle force politique fait son entrée : les Heimwehren se sont en effet constitués en parti. Ils sont plus nationalistes et tiennent moins aux principes démocratiques que le CS et prennent des voix à ce dernier. Malgré cela, la coalition CS/DNV continue de fonctionner. Le résultat des élections de 1930 a choqué le CS qui réfléchit à un moyen d’éviter les prochaines élections, pensant que le résultat serait bien pire.
Deux autres crises viennent renforcer la crise économique : 
- La France, l’Italie et la Tchécoslovaquie interdisent une union douanière entre l’Autriche et l’Allemagne, car elles y voient la préparation d'un rattachement. Cette union douanière aurait permis à l’Autriche de sortir de la crise économique, et les partis la souhaitaient car ils souhaitaient toujours le rattachement pur et simple de l’Autriche à son voisin (même le CS qui en 1919 n’y était pas favorable pour des raisons religieuses et parce qu’il tenait à la monarchie).
- Le DNV se retire de la coalition en 1932 car ne souhaite pas être tenu pour responsable de la situation. Elle voit par ailleurs progressivement son électorat fuir vers les Heimwehren et le parti nazi, qui connaît ses premiers succès aux élections régionales.

En septembre 1931 Pfrimer, chef des Heimwehren tente un coup d’État qui échoue rapidement.

### Changements politiques
À droite, le parti nazi, et à gauche, le SDAP, deviennent de plus en plus forts. Le CS décide d’empêcher les prochaines élections. Le régime présidentiel d’Hindenburg en Allemagne montre qu’il est possible de gouverner un pays sans parlement.
Le 4 mars 1933, le parlement s’autodissout : le président du parlement, qui n’a pas le droit de prendre part aux votes, démissionne pour pouvoir apporter sa voix à son camp ; le premier vice-président fait de même, ainsi que le deuxième. Pour le chancelier Dollfuß, le parlement a montré qu’il n’était pas capable de fonctionner et déclare le 7 mars qu’il gouvernera sans lui. Le 15, une session du parlement est organisée par quelques députés, mais empêchée par le gouvernement.
Plusieurs mesures annoncent un changement idéologique, le passage d’un État démocratique à un État autoritaire : le republikanische Schutzbund est dissous et les Heimwehren s’organisent en milices. Le SDAP réagit en créant un mouvement à l’intérieur du parti, les socialistes révolutionnaires. Ils prônent la résistance armée en cas de dissolution des partis, d’interdiction des syndicats, d’attaques contre Vienne la rouge (dirigée par le SDAP) et de constitution fasciste.

### Relations avec l'Allemagne
Des difficultés apparaissent entre l’Autriche et l’Allemagne, même s'ils sont des États autoritaires et idéologiquement proches. Pour Hitler, Dollfuß ne va pas assez loin, n’est pas assez radical. Il souhaite prendre le pouvoir en Autriche.
Des attentats sont perpétrés en Autriche par les nazis, et le parti est interdit en juin 1933. Hitler menace d’annexion, et l’Autriche cherche du soutien chez ses voisins hongrois et italiens. En août 1933, Mussolini exige une fascisation plus importante de l’Autriche en échange de son soutien. Le gouvernement autrichien crée alors un parti unique fasciste : le Front patriotique.

### Austrofascisme

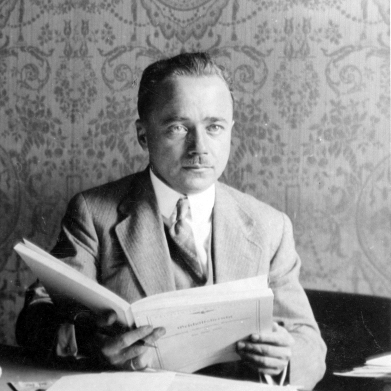
Engelbert Dollfuss, c. 1930

L’austrofascisme est un fascisme dont le catholicisme est une composante essentielle. Sur les armes de l’Autriche est ajoutée une auréole. Cette référence à la religion différencie la dictature autrichienne des autres formes de dictatures européennes qui voient la religion comme concurrente. L’État est fasciste, mais sans lois raciales. Il y a un parti unique, mais pas de contrôle total de la vie politique. Ce n’est pas un nouveau parti qui arrive au pouvoir, mais un ancien qui s’est transformé.
L’état corporatiste autrichien est hiérarchisé et a pour modèle le Moyen Âge avec une composante catholique. Le programme est établi en septembre 1933 (mois du 250e anniversaire de la libération de Vienne des Turcs). Il est présenté comme une libération nationale des ennemis de l’intérieur. « Nous voulons un État autrichien chrétien et allemand sur une base corporatiste et avec un dirigeant autoritaire ». Les ennemis sont le marxisme, le capitalisme, le parti nazi et la domination des partis sur l’État.
Dollfuß reste chancelier, créant donc une continuité entre la démocratie et le fascisme. Il utilise les moyens constitutionnels pour créer ce nouveau régime, mais n’arrive pas au pouvoir à la suite d’élections, puisqu’il y est déjà. Il en profite pour empêcher de nouvelles élections. L’austrofascisme n’est pas une nouvelle idéologie mais la transformation d’un ancien parti démocratique.
Le corps de défense socialiste est dissous, la ville de Vienne, administrée par les sociaux-démocrates, se voit privée d'une partie considérable de ses revenus, les salariés socialistes reçoivent l'ordre, sous peine de perdre leur emploi, d’adhérer au nouveau parti de Dolfuss, le Front patriotique.
Une nouvelle constitution est rédigée : la « constitution de mai » entre en vigueur le 1er mai 1934 et est permise grâce à la loi des pleins pouvoirs qui donne au gouvernement le pouvoir législatif. La date de cette nouvelle constitution a été choisie pour essayer de rallier les travailleurs en leur montrant que le nouveau régime ne les oublie pas. Le préambule déclare : « Au nom de Dieu tout puissant, duquel tous les droits émanent, le peuple autrichien adopte cette constitution pour son état fédéral, allemand et chrétien. » Les anciennes valeurs du fédéralisme et du catholicisme sont réaffirmées. L’accentuation du caractère allemand de l’Autriche est, elle, nouvelle.

### Difficultés intérieures
La situation traîna pendant des mois, Dolfuss se livrant à des attaques, mineures mais systématiques, et les sociaux-démocrates continuant à conseiller la patience à leurs militants. Ils espéraient convaincre Dolfuss, devant la menace nazie, de cesser ses attaques contre le mouvement ouvrier. Lors d'un rassemblement ayant réuni un millier de délégués syndicaux à Vienne, un dirigeant social-démocrate rejeta les appels à l'action immédiate, affirmant : « Aussi longtemps qu'il y a la moindre chance d'éviter les horreurs de la guerre civile, nous sommes tenus par l'honneur et la conscience de la saisir.»
Dolfuss disposait donc d'une assez large marge de manœuvre et se décida à passer à l'action de façon décisive contre les socialistes. C'est ce qu'il fit le 12 février 1934, après que son suppléant eut déclaré : « Nous allons commencer à nettoyer l'Autriche. Nous allons faire le travail à fond ». Une guerre civile éclate. Le gouvernement ordonne des perquisitions pour trouver des armes chez les anciens membres du republikanischer Schutzbund. Ceux-ci se défendent, provoquant des combats de rues avec la police et l’armée, ainsi que les Heimwehren. On dénombre environ 1500 morts et blessés. Certains représentants du SDAP sont exécutés et le parti est interdit. Les autres fuient à l’étranger. Le régime en place en sort renforcé car son principal opposant est éliminé. Malgré la défaite, le fait que le mouvement socialiste autrichien ait finalement combattu le fascisme, plutôt que de capituler, comme en Allemagne, fut une source d'inspiration pour les antifascistes d'autres pays. « Plutôt Vienne que Berlin » devint un slogan autour duquel une nouvelle aile gauche s'organisa dans plusieurs partis sociaux-démocrates européens.

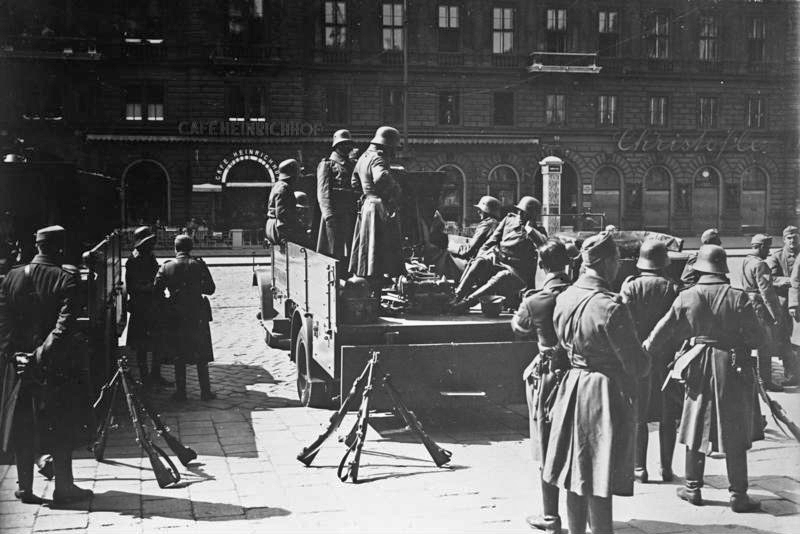
Soldats de la Bundesheer à Vienne, 12 février 1934

En juillet 1934, les nazis autrichiens tentent un coup d’État. Il échoue et fait environ 270 morts. 13 personnes sont exécutées et 4 se suicident avant. Le chancelier Dollfuß est assassiné, Kurt Schuschnigg lui succède et reste à la chancellerie jusqu’en mars 1938. Pendant ce coup d’État, l’Allemagne reste neutre car n’est pas encore assez forte militairement pour intervenir. Mussolini envoie des soldats à la frontière autrichienne pour protéger l’indépendance de l’Autriche si elle venait à être menacée.

### Influence grandissante du nazisme
La population allemande souhaite de plus en plus le rattachement de l’Autriche à l’Allemagne, parce qu’elle est dans le programme du parti nazi et parce qu’elle serait un moyen de s’opposer au traité de Versailles. Mais la population autrichienne y est de moins en moins favorable. La situation économique s’améliore, et les élites ne souhaitent pas perdre leurs positions.
Le contexte international évolue en 1935 en faveur des nazis. L’Allemagne est remilitarisée, un référendum est organisé en Sarre lors duquel la population locale se prononce pour l’intégration à l’Allemagne. Ce référendum est reconnu internationalement et l’Allemagne peut en souhaiter un similaire en Autriche.
L’Italie se lance dans une politique de colonisation en Afrique et s’intéresse donc moins à l’Autriche, laissant plus de marge de manœuvre à l’Allemagne pour lui permettre d’étendre son influence.
En juillet 1936 est signé « l’accord de Juillet » entre l’Allemagne et l’Autriche : l’Autriche se définit comme État allemand, renonce à sa politique étrangère et amnistie les nazis autrichiens condamnés.
Le parti unique est de plus en plus contrôlé par les nazis qui y adhèrent pour s’en emparer. Le rattachement (Anschluss) se prépare. De nombreux nazis occupent déjà de hautes fonctions dans l’État autrichien.

### Anschluss

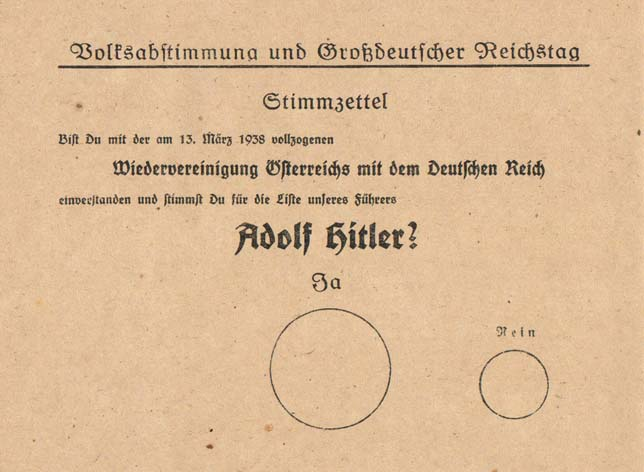
Bulletin de vote du 10 avril 1938 : il est écrit : « Es-tu d'accord avec la réunification de l'Autriche avec l'Empire germanique qui fut décrétée le 13 mars 1938, et votes-tu pour le parti de notre chef Adolf Hitler ? ». Le grand cercle est marqué Oui, le plus petit Non.

En février 1938, Hitler et Schuschnigg se rencontrent et Hitler exige qu'Arthur Seyss-Inquart (nazi) soit nommé ministre de l’intérieur et que l’Autriche unifie son système économique avec celui d’Allemagne. Un ultimatum est lancé pour le 15 mars.
Schuschnigg s’entretient avec les différents chefs de partis. Otto von Habsburg, chef du parti monarchiste, propose une réconciliation avec les partis de gauche, qui sont aussi d’accord. Schuschnigg refuse.[réf. nécessaire]
Il organise alors un référendum contre Hitler, annoncé le 9 mars et organisé pour le 13. Il lance la devise « rot-weiß-rot bis in dem Tod » (« rouge-blanc-rouge jusqu’à la mort »). La question demande si le peuple veut « une Autriche libre et allemande, indépendante et sociale, chrétienne et unie. »
Hitler exige la démission de Schuschnigg, qui obéit sous la pression.
Le 12 mars, les troupes allemandes entrent en Autriche sous les cris de joie de la foule. Ceux qui étaient contre ne souhaitant évidemment pas se manifester. La population voyait dans l’Anschluss un moyen d’améliorer la situation économique du pays.
Lors du référendum du 10 avril 1938 sur l’Anschluss, 99,73 % de la population se prononce pour, selon les résultats officiels. On parle alors de « réunification ».
- Ce rattachement s’est fait sans violence, car sans résistance de l’armée autrichienne.
- Le président Wilhelm Miklas n’a pas signé la loi sur l’Anschluss
- L’enthousiasme de la population s'est traduit en une foule importante qui a acclamé le discours d’Hitler sur la place des Héros à Vienne le 15 mars 1938.
- La communauté internationale ne réagit pas. Seul le Mexique proteste officiellement, en mettant un veto à la SDN.

### L'Autriche dans le Troisième Reich
L’histoire de l’Autriche se confond avec celle de l’Allemagne de 1938 à 1945 dans le cadre d'une nouvelle entité politique le Grand Reich. Intégrée dès lors au Reich depuis l'Anschluss, ses anciennes institutions sont dissoutes le 17 mars 1938. Le premier convoi vers Dachau part dès le 1er avril, et en mai est construit le camp de concentration de Mauthausen.
L’Allemagne profite des ressources naturelles de l’Autriche, elle s’empare de la banque nationale et des industries. Une guerre se prépare et elle ne sera un succès que si l’économie fonctionne bien et permet un bon armement. L’Autriche produit beaucoup d’énergie grâce à son eau et son pétrole en Basse-Autriche. Elle possède aussi des industries lourdes à Linz. Le chômage baisse, mais de nombreux Autrichiens ont déjà quitté leur pays.
L’administration est occupée par les Allemands, mais les Autrichiens occupent aussi des postes importants et ne sont pas que victimes. Le 30 mai 1938, l’Autriche est divisée en 7 Gaue, appelés « Ostmark » en 1939 puis « Gaue des Alpes et du Danube » en 1942.
La persécution des Juifs ne rencontre pas de vive opposition en Autriche, l’antisémitisme montant en Europe Centrale, surtout à Vienne. Ils subissent le même sort que les Juifs allemands. Environ 130 000 fuient, la plupart au Royaume-Uni. 70 000 meurent en camps de concentration.

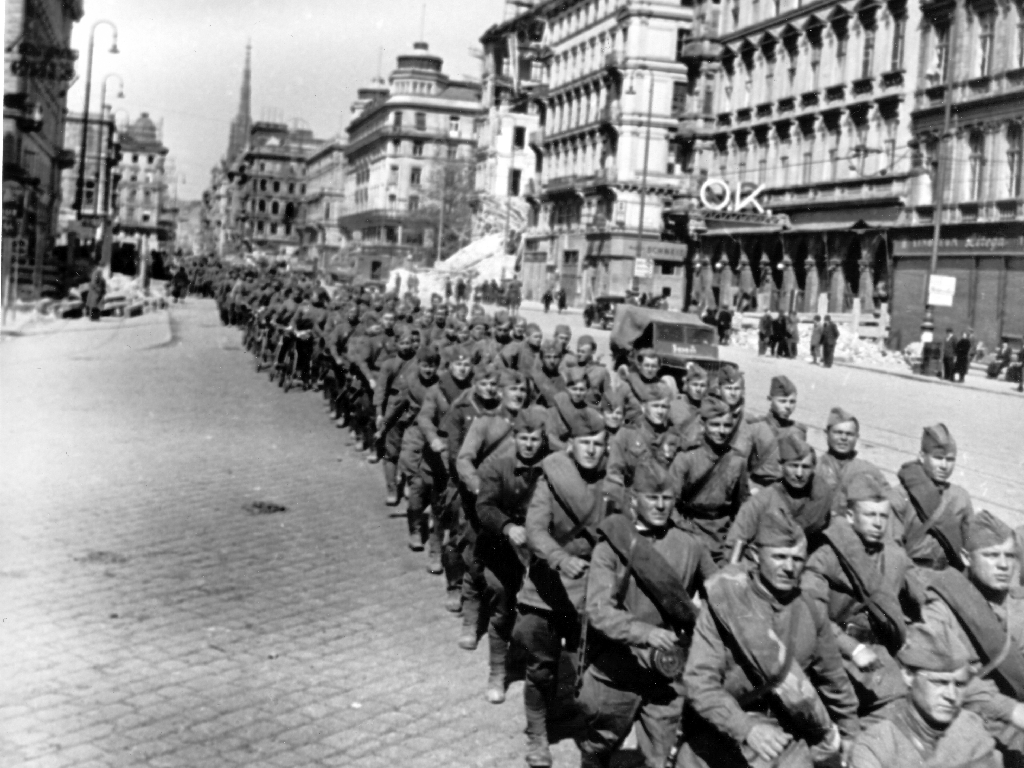
Soldats soviétiques à Vienne, 1945

Si la population autrichienne ne représente que 8 % de la population de la Grande Allemagne, les Autrichiens constituent 14 % des membres de la SS et 40 % du personnel lié à la mise en œuvre de l'assassinat des malades mentaux et de la Shoah. Parmi les Autrichiens ayant occupé de hauts postes au sein du Troisième Reich, on peut citer Franz Böhme, Lothar Rendulic, Julius Ringel et Alexander Löhr, généraux dans la Wehrmacht et la Luftwaffe, Adolf Eichmann, l'un des principaux organisateurs de la Shoah, Odilo Globocnik, lui aussi impliqué dans la Shoah, Amon Göth, commandant du camp de concentration de Plaszow, Franz Stangl, commandant des camps d'extermination de Sobibor et Treblinka, Ernst Kaltenbrunner, successeur de Reinhard Heydrich à la tête du RSHA, ou Otto Skorzeny, qui organisa notamment l'évasion de Benito Mussolini du Gran Sasso. Quant à Arthur Seyss-Inquart, après avoir été l'adjoint de Hans Frank en Pologne, il fut commissaire du Reich aux Pays-Bas. Enfin, Adolf Hitler lui-même était natif de Haute-Autriche et y avait été élevé.
Ne s'en posant pas moins après la guerre en « première victime du nazisme », l'Autriche refusera durablement toute responsabilité et toute indemnisation des victimes juives.
L’Autriche est plus longtemps épargnée par les combats que l’Allemagne. Elle ne devient champ de bataille qu’à partir d’avril 1945.
245 000 soldats autrichiens meurent ou sont portés disparus. 20 000 civils meurent sous les bombardements. 1,5 million d’Autrichiens ont pris part à la guerre.
La résistance (Österreichische Freiheitsfront) est présente mais n’obtient que peu de succès. Elle est souvent intellectuelle, elle diffuse des tracts contre la propagande par exemple. Elle ne s’arme qu’à la fin de la guerre et libère même la ville d’Innsbruck avant l’arrivée des troupes alliées.

## Depuis 1945

### Reconstruction de la vie politique

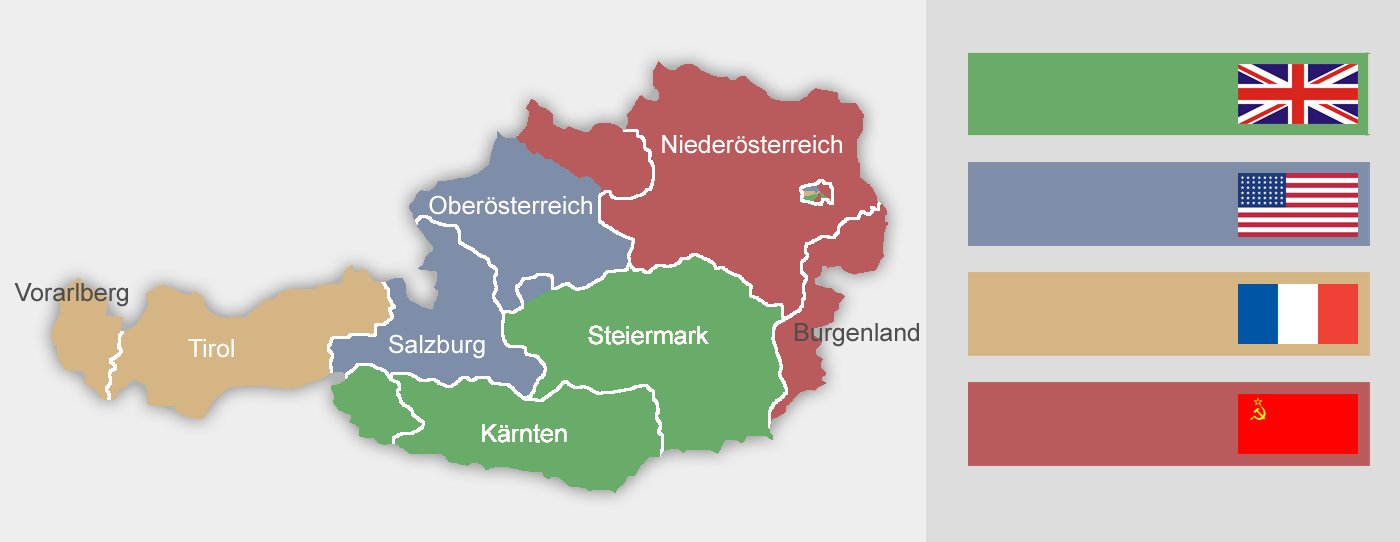
L’Autriche divisée en quatre zones par les Alliés (1945-1955)

La prison ou les camps de concentration ont eu pour effet de rapprocher les différents partis autrichiens pendant la Seconde Guerre mondiale. C'est ainsi que les sociaux-démocrates et les chrétiens-sociaux commencent à travailler ensemble dès la fin de la guerre.
En avril 1945, l’ancien chancelier social-démocrate Karl Renner est déjà en contact avec les autorités soviétiques, qui le soutiennent dans la formation d’un gouvernement provisoire. Il pouvait permettre à l’Union soviétique d’étendre son influence en Autriche. Renner accepte ce soutien, mais il n’est reconnu que par la seule URSS. Le 27 avril, un gouvernement est formé. Il est composé de trois partis : le parti social démocrate (SPÖ), le parti communiste (KPÖ) et le parti populaire autrichien (ÖVP, anciens chrétiens-sociaux).
Le 27 avril est signée la déclaration d’indépendance, vis-à-vis du Troisième Reich, par le gouvernement provisoire autrichien constitué par Karl Renner; lequel instaure la Deuxième République autrichienne. La nouvelle république devait être fondée dans l’esprit de la Constitution de 1920, mais sous la pression des Alliés, c’est sur la Constitution de 1929 (donnant plus de pouvoir au président) que la IIe République s’appuiera, car elle est la dernière à avoir été en vigueur en Autriche.
Les pays occidentaux furent méfiants vis-à-vis de l’Autriche, car celle-ci faisait partie intégrante du Reich et elle est maintenant soutenue par l’URSS. Ils reconnurent finalement le gouvernement autrichien, notamment après que les conservateurs eurent perdu le pouvoir au Royaume-Uni.
L’Autriche est divisée en quatre zones, comme l’Allemagne, et Vienne en quatre secteurs, comme Berlin, coordinés par la commission alliée pour l'Autriche. Cependant, l’Autriche étant considérée comme la première victime de la guerre, les Alliés lui laissent un gouvernement.

### Après-guerre

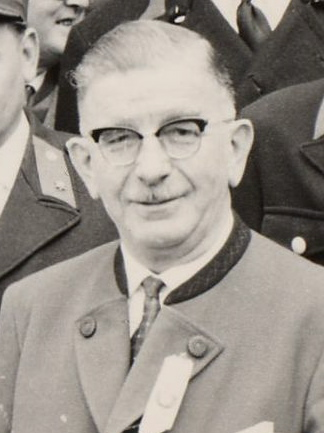
Leopold Figl, alors chef du gouvernement du Land de Basse Autriche vers 1962

Les premières élections ont lieu le 25 novembre 1945. Il y a 3,5 millions d’électeurs et 64 % sont des femmes. L’ÖVP (anciens chrétiens-sociaux) obtiennent 49,8 % des voix, le SPÖ 44,8 % et le parti communiste 5,4 % (la propagande nazie anticommuniste avait laissé des traces, et l'Armée rouge avait une mauvaise image dans la population, notamment à cause des violences qu’elle a causé à Vienne)
Leopold Figl devient chancelier, Adolf Schärf vice-chancelier. Bien que le ÖVP eut la majorité absolue en sièges, une coalition est formée par ces trois partis (le parti communiste ne disposant cependant que d’un ministère) car c’était encore le temps de la reconstruction du pays.
De nombreux anciens résistants ou opposants au nazisme se retrouvent au pouvoir, mais leur pouvoir reste limité à cause du conseil de contrôle allié : comme en Allemagne, les Alliés gardent un œil sur la politique autrichienne. Ce conseil est modifié dès le 28 juin 1946 : les Alliés n’ont plus qu’un droit de veto en ce qui concerne les changements constitutionnels. De plus, les désaccords entre Américains et Soviétiques laissent plus de marge de manœuvre au gouvernement autrichien, tout en étant un obstacle à une décision quant au futur de l’Autriche. Il n’y a pas de traité de paix, l’Autriche reste occupée jusqu’en 1955, l'Est et l'Ouest ayant peur qu’une Autriche définitivement libre se rapproche du camp adverse.
Les anciens problèmes frontaliers ne sont pas réglés par la Seconde Guerre mondiale. Si la déclaration de Moscou règle enfin ceux avec l’Allemagne, l’Italie et la Tchécoslovaquie posent encore problème. Il existe une minorité germanophone au Tyrol du Sud (italien depuis 1918). Le 5 septembre 1946 est signé l’accord De Gasperi-Gruber qui prévoit que cette région soit évoquée dans le traité de paix. L’Europe occidentale cherche à favoriser l’Italie et surtout à éviter une situation qui mènerait à la création d’un parti révolutionnaire qui s’opposerait à toute concession quant à cette région (en 1948, 35 % des Italiens votaient pour le Parti communiste). Les relations italo-autrichiennes resteront mauvaises jusqu’en 1969. L’Italie empêchera même l’entrée de l’Autriche dans l’Union européenne.
En Carinthie du Sud (Autriche), c’est la minorité yougoslave qui pose problème. Cette région aurait dû être rattachée à la Yougoslavie car elle fait partie des vainqueurs de la guerre, mais comme ses relations avec l’URSS sont exécrables, la Carinthie du Sud reste autrichienne.
La dénazification de l’Autriche se fait dans chaque zone d’occupation différemment. Elle est prise en charge par les autorités autrichiennes à partir de 1946. 134 000 personnes passent devant la justice, 17 % d’entre eux sont condamnés dont 34 à mort. 100 000 personnes perdent leur place dans le service public. Mais cette dénazification se termine vite, car en temps de reconstruction, chacun est utile, et peu importe son passé politique. En 1948, 480 000 personnes reconnues coupables de faits mineurs sont amnistiées. Elles ont à nouveau le droit de vote. Un nouveau parti se crée en 1949, visant à démocratiser les anciens nazis : le VdU (Union des Indépendants, centre, devient FPÖ en 1955). Il est soutenu par le SPÖ car il peut faire perdre des voix a l’ÖVP.
Aux élections de 1949, l’ÖVP recueille 44 % des voix, le SPÖ 38,7 %, le VdU 11,7 et le KPÖ 05,1. La grande coalition fonctionne toujours (jusqu’en 1966) mais sans les communistes qui ont quitté le gouvernement en 1947 lorsque l’Autriche a accepté le plan Marshall. Ils espèrent continuer à avoir une influence dans la rue. Ils ont une certaine importance lors de la crise économique de 1949/1950 consécutive à la guerre de Corée, qui a entraîné une hausse des prix, un appauvrissement de la population et une détérioration de la situation sociale, mais les grandes grèves de 1950 sont un échec, et le KPÖ reste marginal.

### Les années 1950, un nouveau départ
Les années 1949-50 marquent la fin de l’après-guerre. Un nouveau parti de droite est créé, un ancien parti de gauche perd de son importance, de nouvelles institutions sont mises en place, les anciens nazis sont libérés. Le chancelier Renner meurt en 1950, une nouvelle génération d’hommes politiques entre en scène, dont le président Theodor Körner (SPÖ), élu pour six ans. Un nouveau gouvernement est formé en 1953 après de nouvelles élections. Julius Raab remplace Figl à la chancellerie.
Une question reste cependant en suspens : l’occupation. Le 15 mai 1955 est signé le Traité d’État entre les quatre puissances alliées et l’Autriche. C’est un traité de paix dans lequel l’Autriche proclame sa « neutralité permanente », suivant le modèle suisse et belge. En échange, les Alliés quittent l’Autriche. Les troupes étrangères se retirent le 25 octobre et le lendemain, le parlement adopte officiellement ce traité, faisant du 26 octobre la fête nationale autrichienne. De plus, en décembre de cette même année, l’Autriche entre à l’ONU.
La situation économique s’améliore grâce au plan Marshall qui accélère la reconstruction. La prospérité s’installe, donnant confiance aux Autrichiens en la République. Les deux partis gouvernants seront reconduits au gouvernement jusqu’en 1966. Aucun remous intérieur ne vient troubler la paisible Autriche… Seule la crise de Hongrie en 1956, révolte réprimée par l’Armée Rouge, provoque l’arrivée massive de 150 000 réfugiés en Autriche.

### Les années 1960-70, la modernisation
En 1966, l’ÖVP obtient la majorité des sièges à l’Assemblée et décide de gouverner seul. Au début des années 1960, ses relations avec le SPÖ se tendent, notamment lorsque Otto von Habsburg souhaite rentrer en Autriche, l’ÖVP était pour, tandis que le SPÖ s'y oppose.
Josef Klaus devient chancelier, une femme est ministre pour la première fois.

En 1969, la question du Tyrol du Sud est réglée, c’est un succès pour Klaus, mais la récession économique lui fait perdre les élections de 1970.
Le SPÖ arrive au pouvoir, et gouverne seul (il y restera, seul ou en coalition, jusqu’en 2000). Bruno Kreisky est chancelier. Le FPÖ soutient le gouvernement sans y participer, car de nombreux sociaux-démocrates sont contre une coalition. En échange, le gouvernement augmente le nombre de députés à l’Assemblée, mesure favorable aux petits partis. De nouvelles élections sont donc organisées en 1971. Le SPÖ obtient la majorité absolue.
De nombreuses réformes sont adoptées : droit à l’avortement en 1975, protection juridique des enfants nés hors-mariage, droits des minorités (panneaux bilingues en Carinthie en 1972), etc. Le SPÖ remporte les élections de 1975 malgré le choc pétrolier.
Un mouvement de gauche fait lentement son apparition à la fin des années 1960/début des années 1970 : les Verts. Ils sont à l’origine contre la construction de la centrale nucléaire de Zwentendorf et provoquent un référendum en 1978. La majorité des Autrichiens est contre la mise en service de cette centrale.

### Galerie de présidents fédéraux

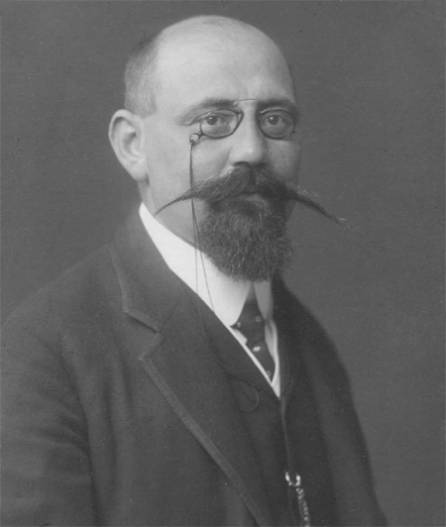
Karl Renner 1945-1950
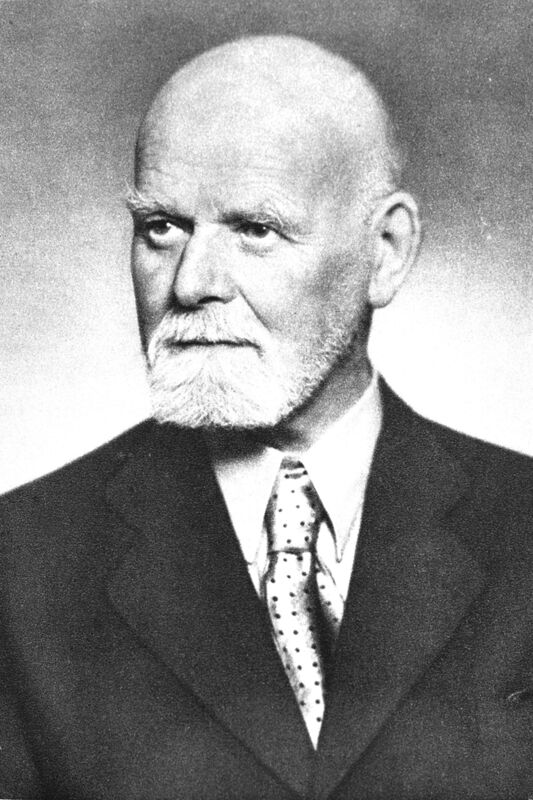
Theodor Körner 1951-1957
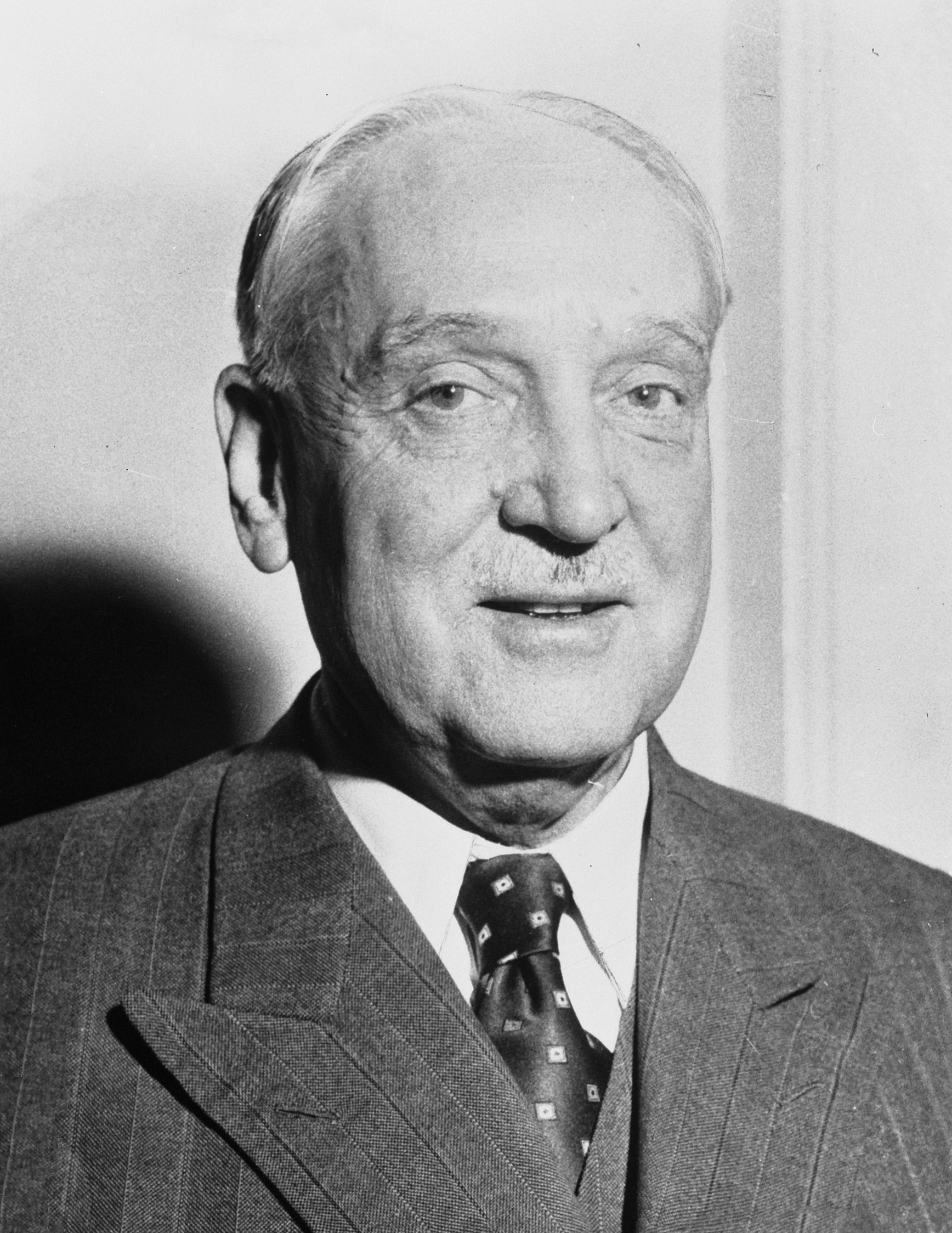
Adolf Schärf 1957-1965
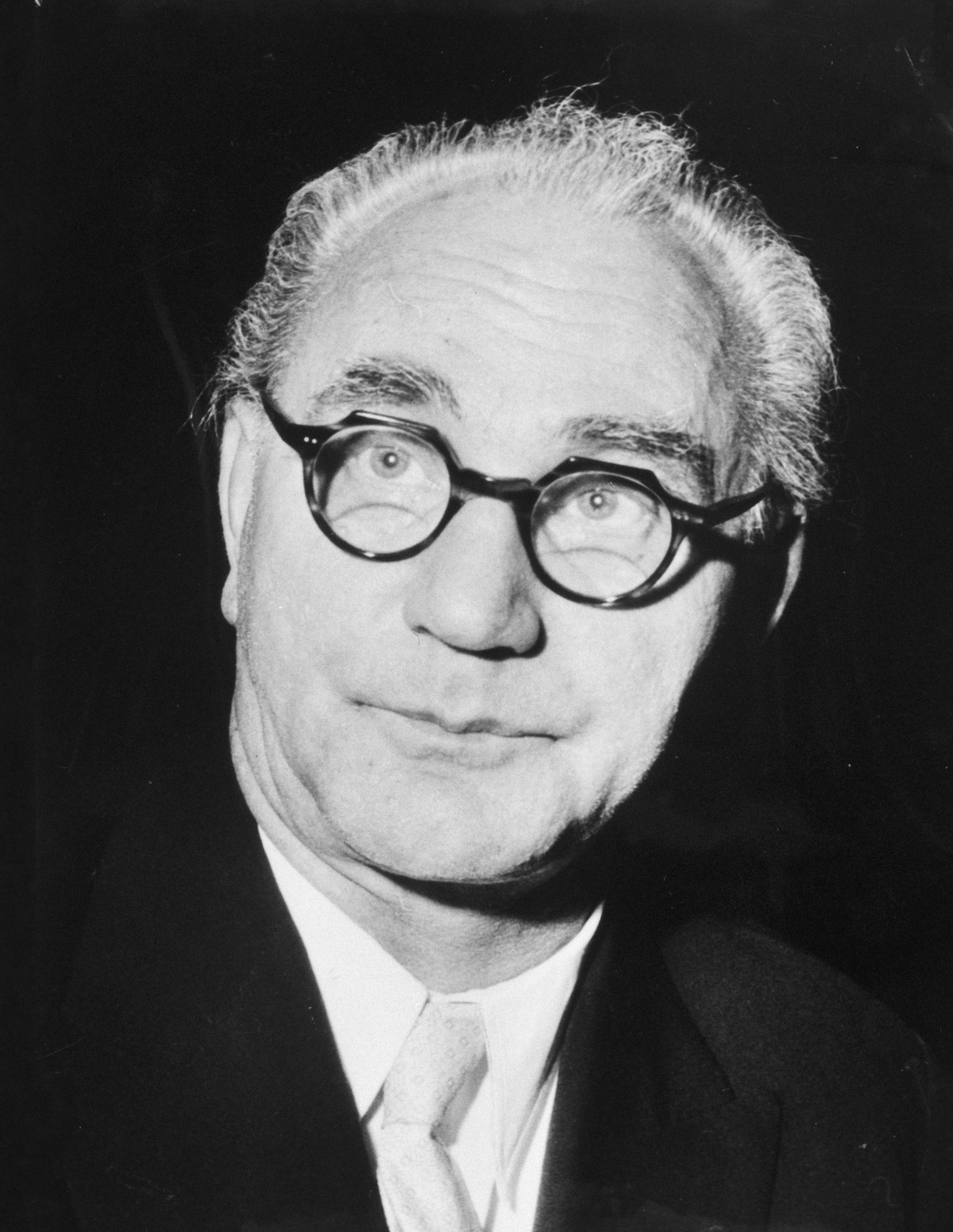
Franz Jonas 1965-1974
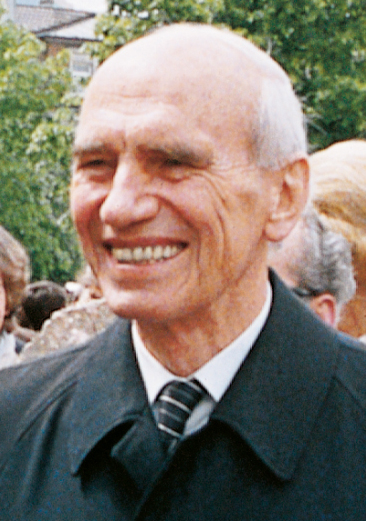
Rudolf Kirchschläger 1974-1986
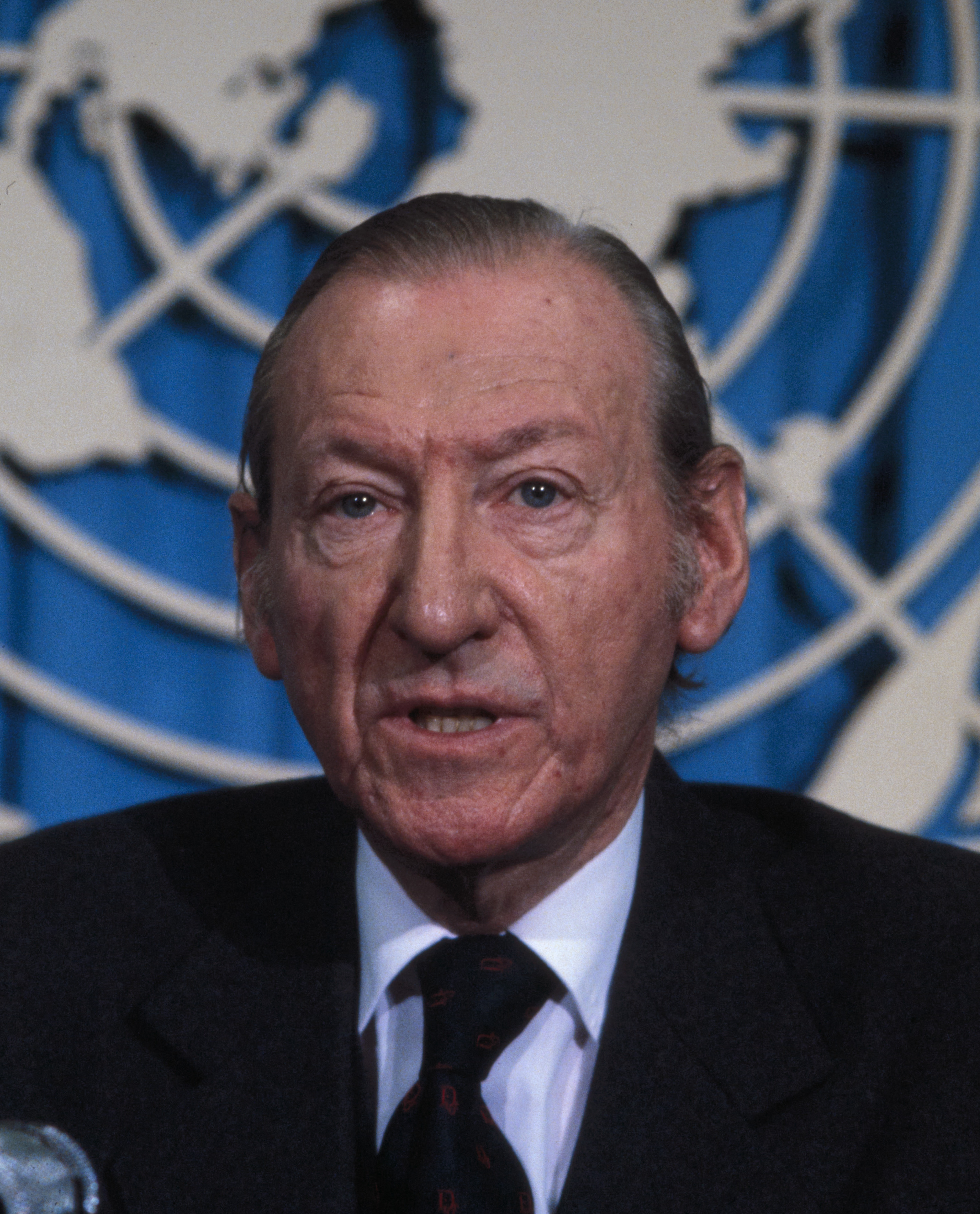
Kurt Waldheim 1986-1992

### Les années 1980-90

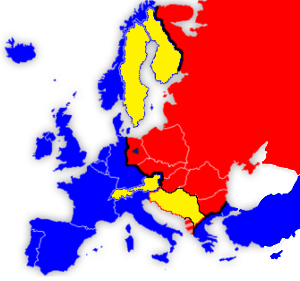
L'Autriche neutre et le Rideau de fer

Adhésion à l'UE en 1995

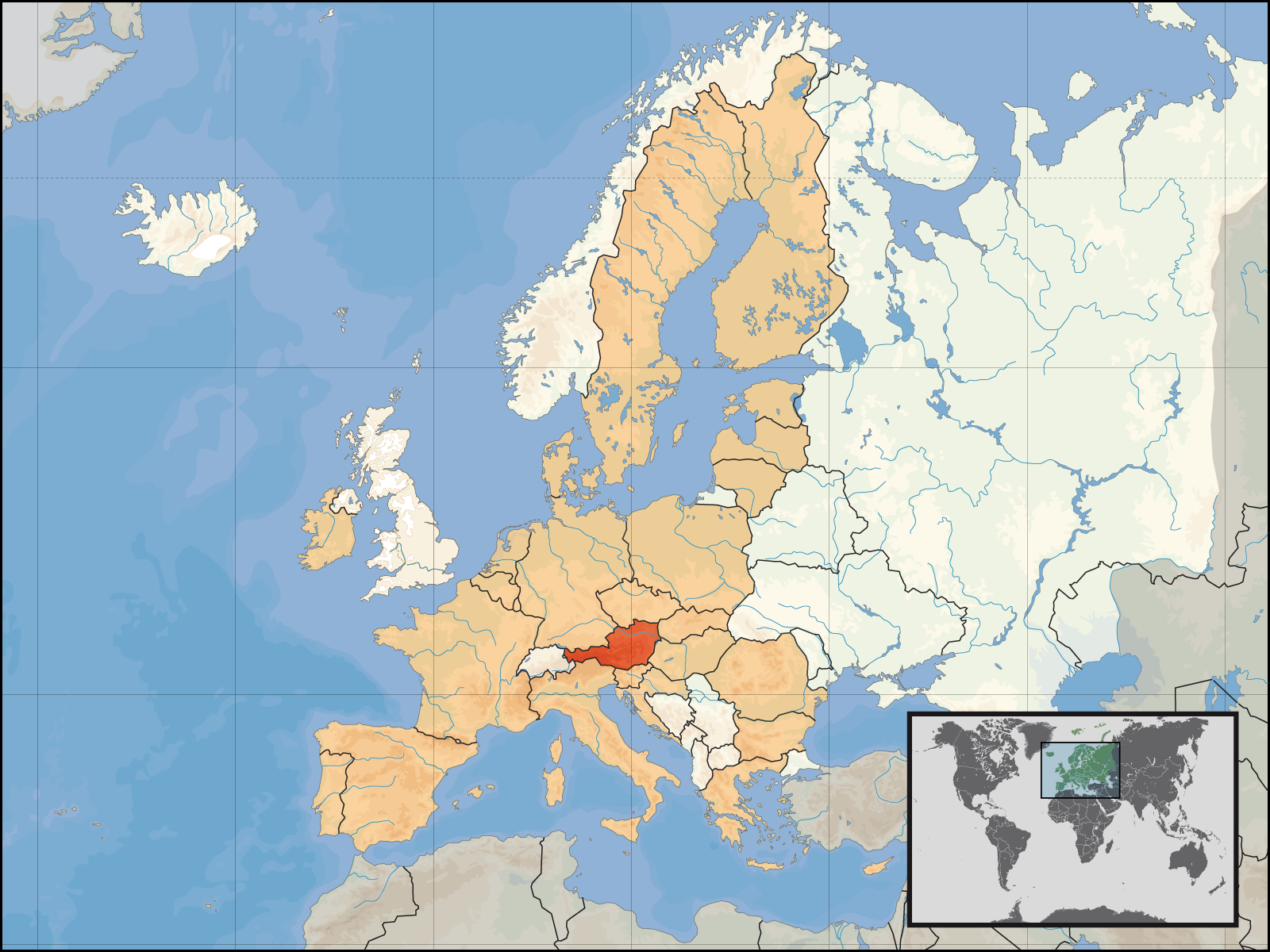
L'Autriche dans l'UE

Le SPÖ perd la majorité absolue en 1983 à cause de la progression du chômage et des scandales financiers. Kreisky démissionne et est remplacé par Fred Sinowatz dans une coalition avec le FPÖ, qui obtient trois ministères (justice, commerce, et défense) et le poste de vice-chancelier.
De nouvelles forces politiques s’installent progressivement en Autriche : les Verts entrent pour la première fois dans un parlement régional en 1982 et au parlement national en 1986 ; Jörg Haider devient chef du FPÖ, il est bien plus nationaliste que son prédécesseur et fait de son parti un parti d’extrême-droite, ce qui conduit à la fin de la coalition gouvernementale. Une nouvelle grande coalition se forme en 1987 entre SPÖ et ÖVP.
Les élections présidentielles de 1986 provoquent un grand débat sur le passé autrichien. On apprend en effet que le candidat de la droite, Kurt Waldheim, ancien secrétaire général des Nations unies de 1972 à 1981, a été officier dans la Wehrmacht dans les Balkans et a peut-être été impliqué dans des crimes de guerre. Il est néanmoins élu avec 53,91 % des voix. Ce débat montre à quel point la question de la responsabilité du peuple autrichien a été éludée. Au terme de son mandat en 1992, Waldheim ne cherche pas à se représenter, car l’Autriche se trouve isolée sur la scène internationale. Peu de chefs d'État acceptèrent de recevoir Waldheim.
La nouvelle grande coalition se donne pour objectif de résoudre la crise économique, faire des réformes et des économies. Elle commence à travailler avec l’Union européenne, et on prévoit son adhésion dès 1989, ce qui remet en cause sa neutralité. Le chômage baisse mais le problème du financement de l’État-providence demeure, notamment celui des retraites.
En 1989, le bloc de l'Est se dissout, provocant l’arrivée de nombreux réfugiés, pain bénit pour Haider dont le parti progresse aux élections de 1990. La guerre en Yougoslavie, pays voisin de l’Autriche, inquiète la population autrichienne.

La population autrichienne est au départ hostile à une adhésion à l'Union européenne, tout comme le SPÖ, car cela remet en cause la neutralité, composante essentielle de l'identité autrichienne. Une perte de liberté et de droits fondamentaux est crainte. Mais cela constitue aussi une protection contre les dommages collatéraux d'éventuelles guerres en Europe de l'Est. En 1994, la population autrichienne se prononce clairement pour l’adhésion qui se fera l'année suivante.
Malgré sa défaite au référendum sur l'UE, le FPÖ reste populaire aux élections nationales. Il mène une politique d'opposition agressive. L'aile libérale du parti se sépare pour créer le Forum libéral en 1993.
Les années 1990 sont aussi une période de changement dans la vie politique autrichienne. La coalition est de plus en plus remise en question. Le FPÖ devient le deuxième parti du pays. C’est avec l'adhésion à l'Europe un autre signe de normalisation de l'Autriche. En effet, l'importance des partis d'extrême-droite se retrouve dans de nombreux pays comme l’Italie, le Nord de la Belgique (Flandre), les Pays-Bas, le Danemark, etc. En 1994, les deux grands partis ne réunissent plus pour la première fois la majorité des deux tiers, nécessaire à une modification de la Constitution.
En 1999, l'ÖVP devient le troisième parti du pays. Les négociations en vue d'une coalition durent des mois, et échouent entre l'ÖVP et le SPÖ. L'ÖVP décide donc de gouverner avec le FPÖ. Wolfgang Schüssel devient chancelier. L'ÖVP avait en tête que la montée du FPÖ était due à la grande coalition. Si celle-ci avait continué, le FPÖ serait peut-être devenu premier parti autrichien aux prochaines élections. De plus, à cause de ses réformes radicales, le FPÖ ne pourrait jamais obtenir de bons résultats en l'espace d’une législature (quatre ans). En 2002, le FPÖ perd en effet des voix aux élections, mais la coalition continue. Cette coalition est une rupture dans l’histoire récente autrichienne car le SPÖ n'y participe pas. De plus, c’est la première coalition « traditionnelle » (vue de l’étranger) à être reconduite.
Enfin, deux autres résultats montrent des changements : une femme pasteur protestante est candidate aux élections présidentielles de 1998 et recueille 13,5 % des voix ; aux élections européennes de 2004, un ancien membre du SPÖ fait campagne sur des thèmes populistes et obtient 14 %. Les électeurs autrichiens se montrent prêts à voter pour de nouvelles personnes.

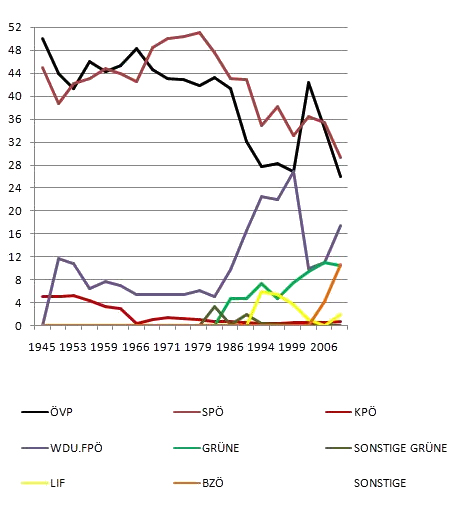
Élections au Nationalrat sous la IIe République

### Les années 2000
À la suite de l'entrée au gouvernement Schüssel I du Parti de la liberté d'Autriche (FPÖ), les quatorze autres États membres de l'Union européenne cessent toute rencontre bilatérale avec le gouvernement autrichien pendant sept mois, imposent des limitations à ses ambassadeurs et ôtent tout soutien à des candidats autrichiens à des postes dans les organisations internationales,.

### Galerie de responsables politiques récents
Présidence fédérale

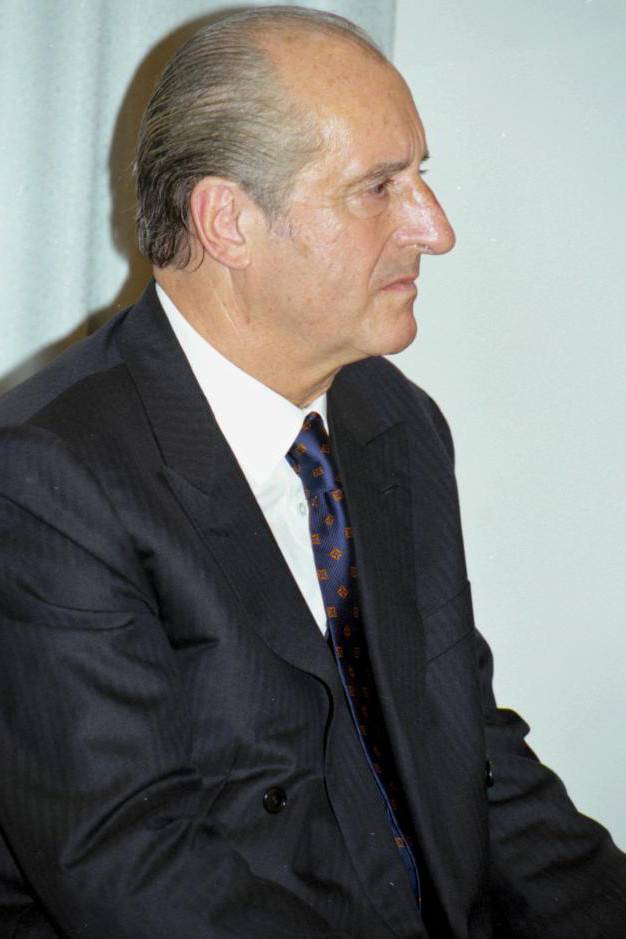
Thomas Klestil 1992-2004
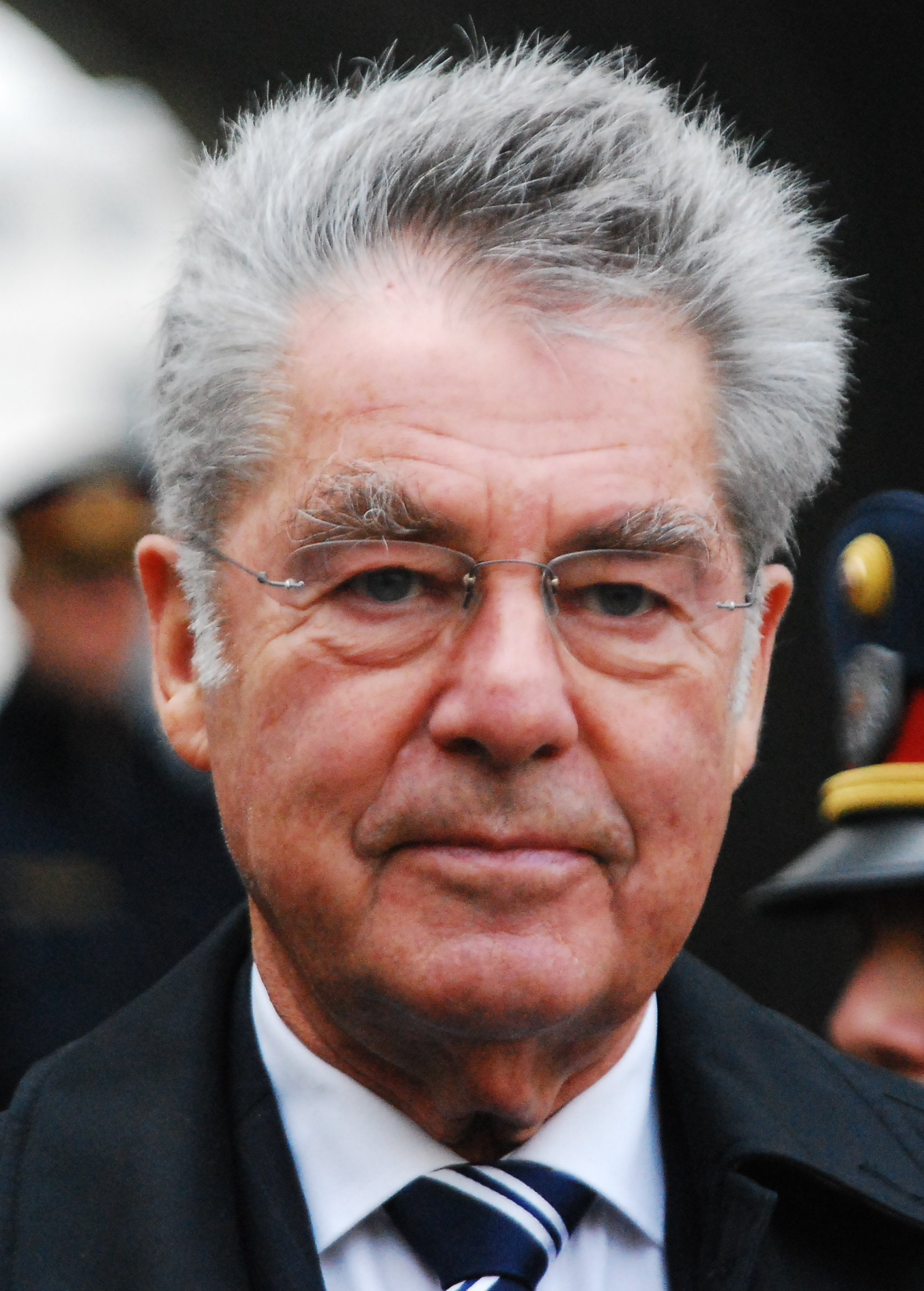
Heinz Fischer 2004-2016
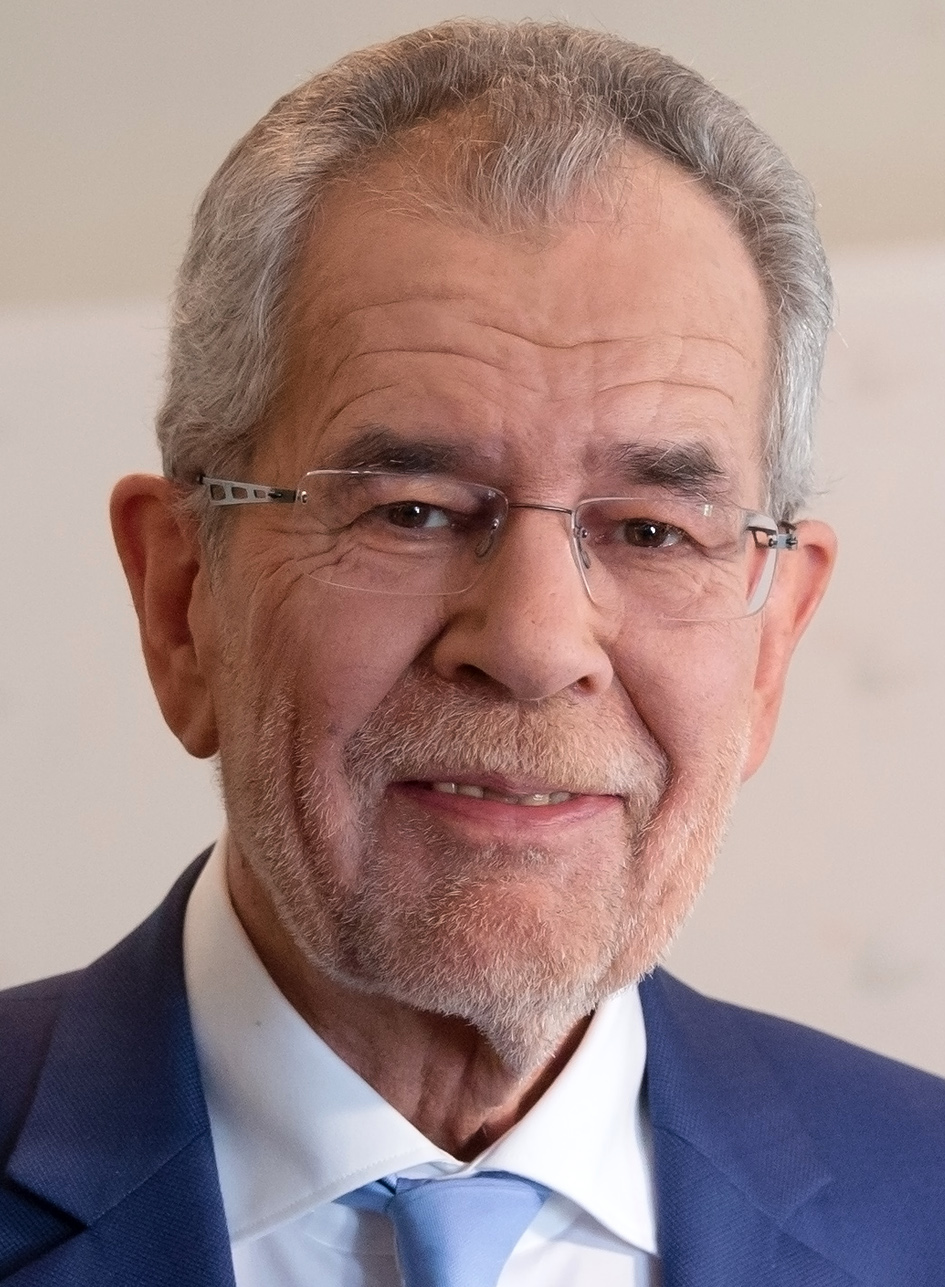
Alexander Van der Bellen 2017-présent

Chancellerie fédérale

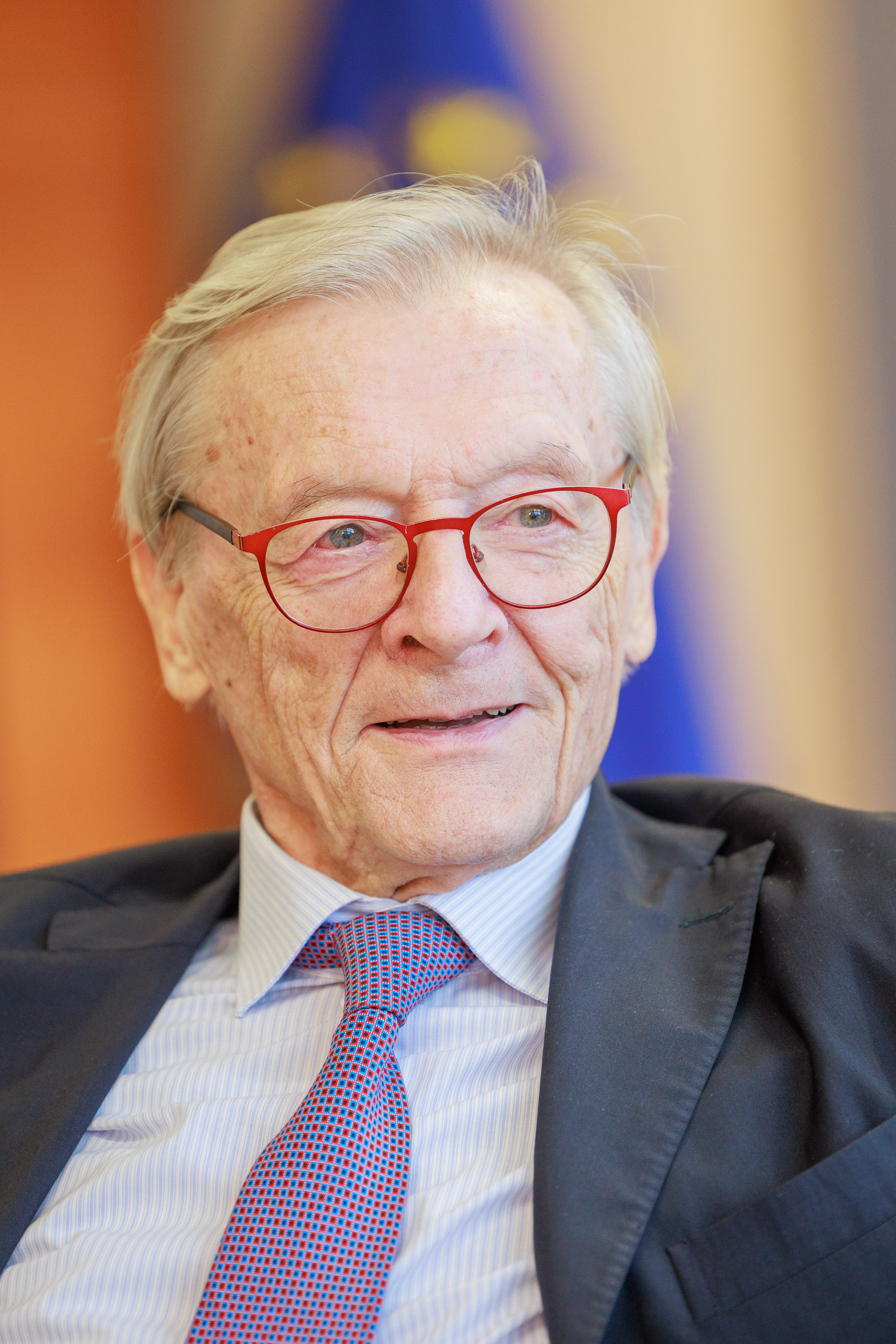
Wolfgang Schüssel 2000-2007
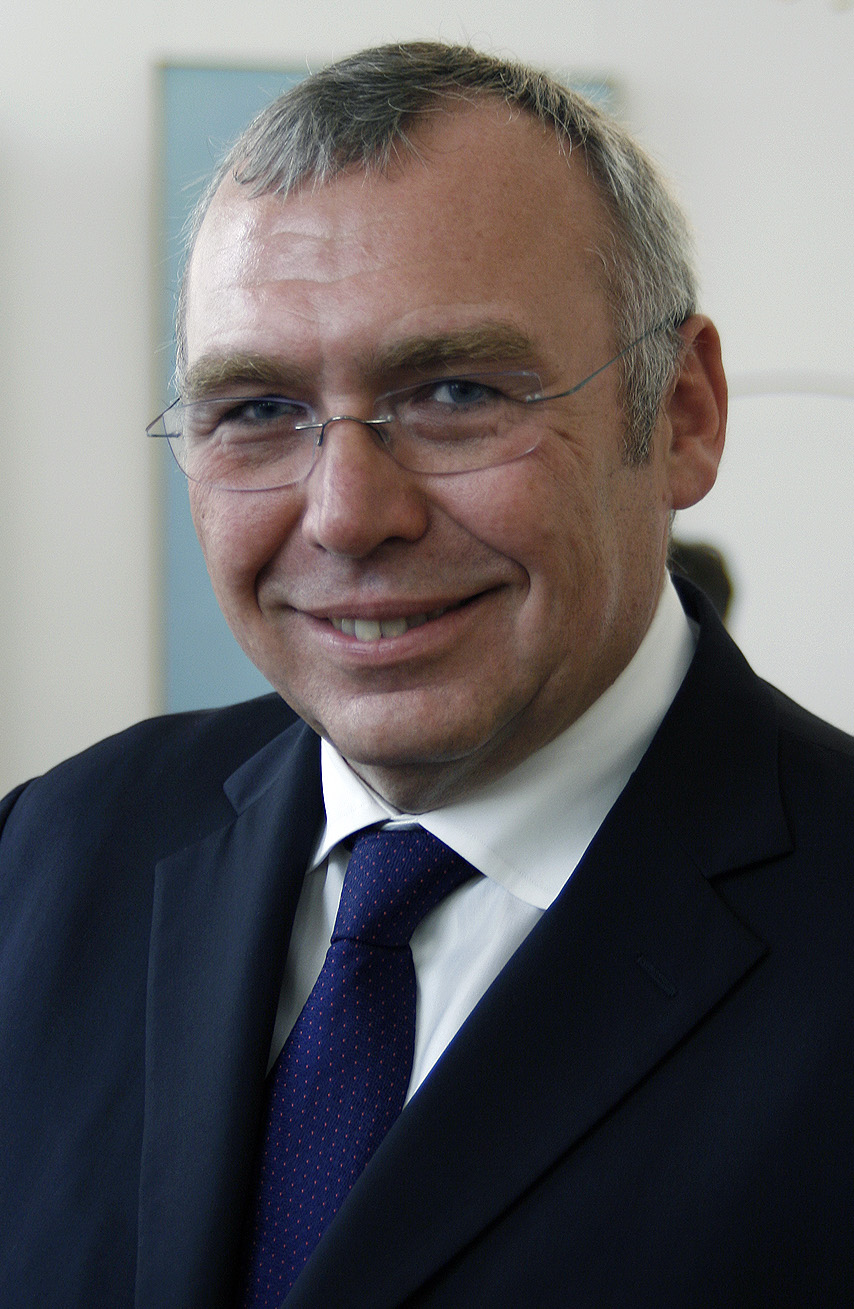
Alfred Gusenbauer 2007-2008
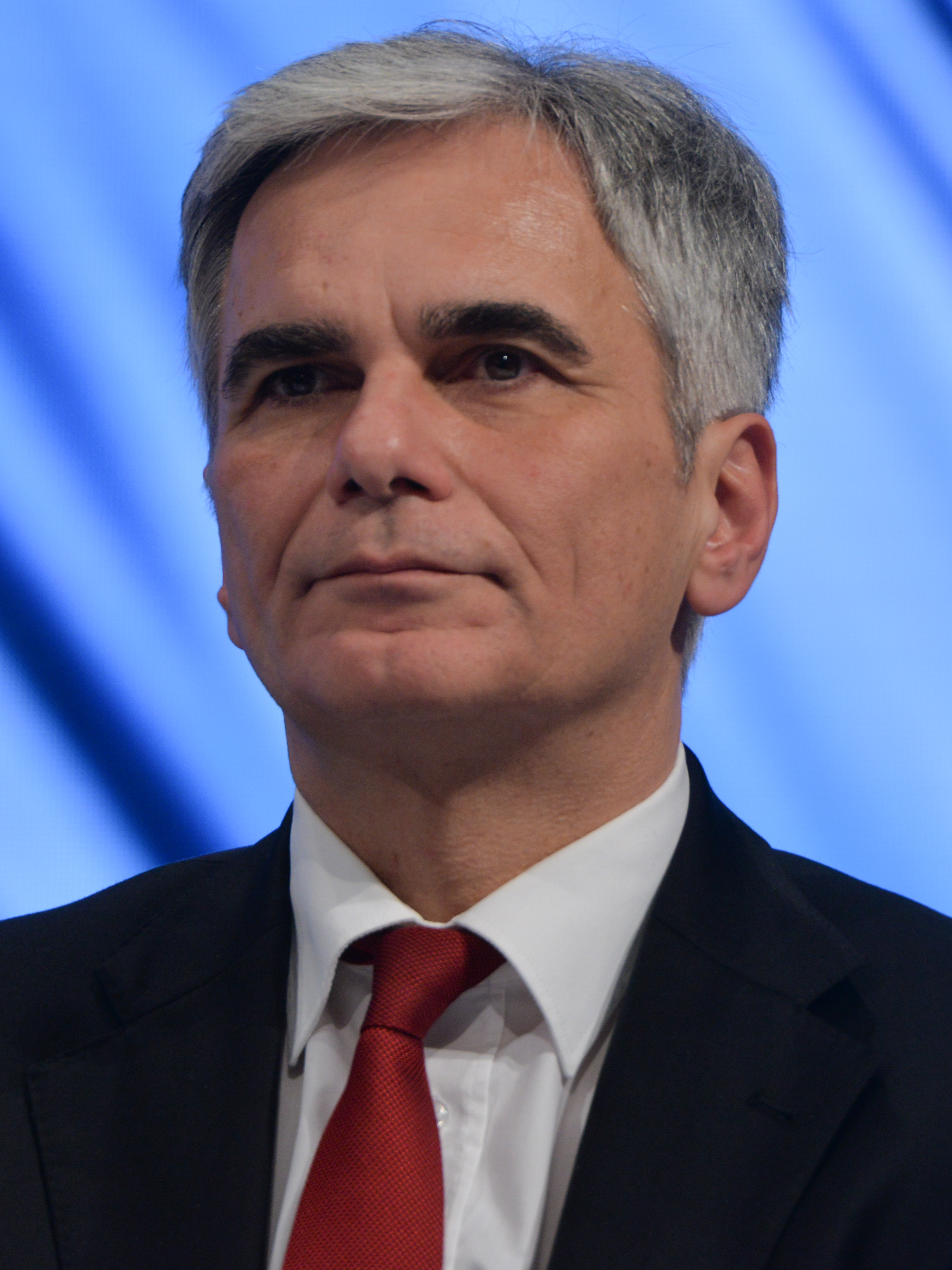
Werner Faymann 2008-2016
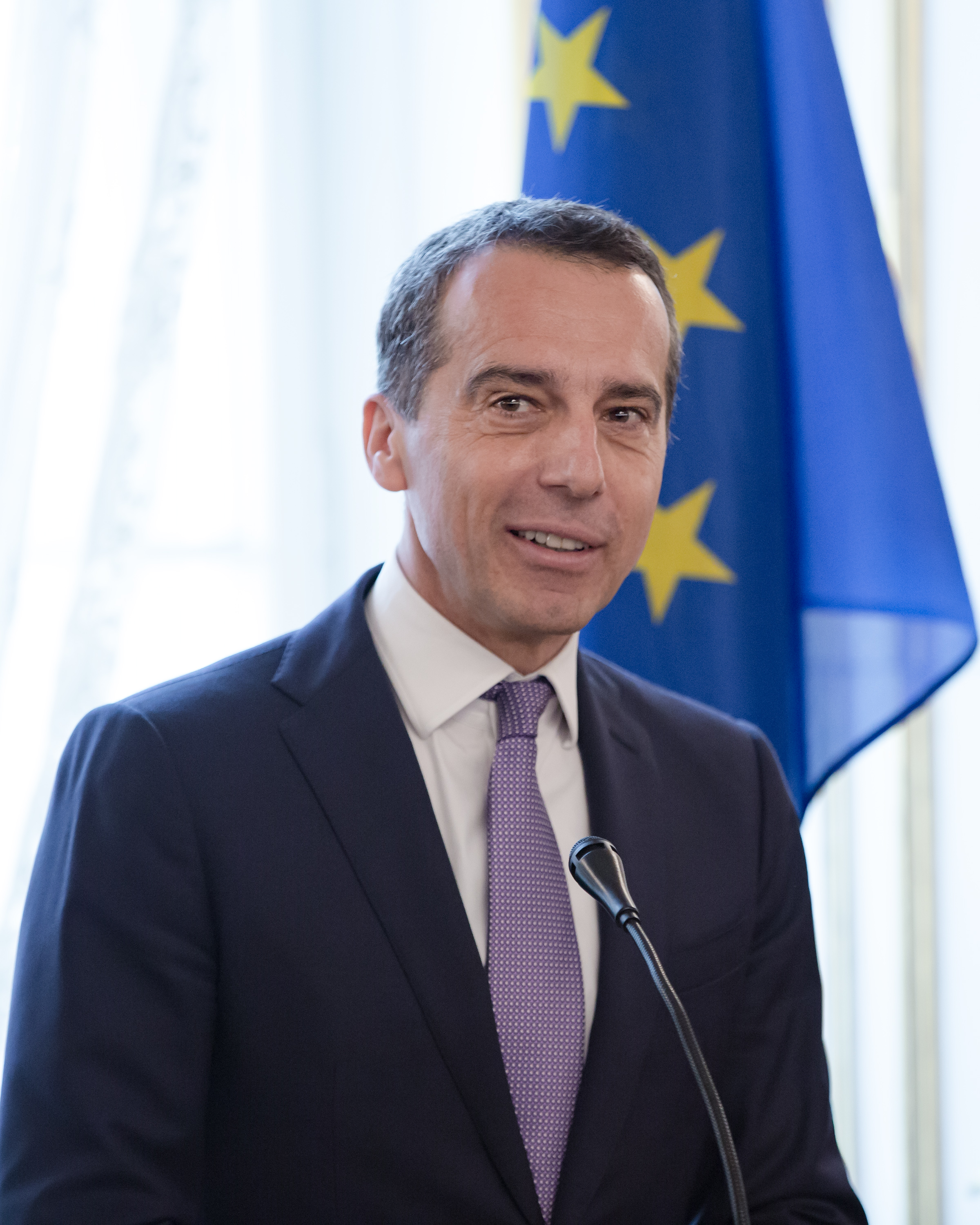
Christian Kern 2016-2017
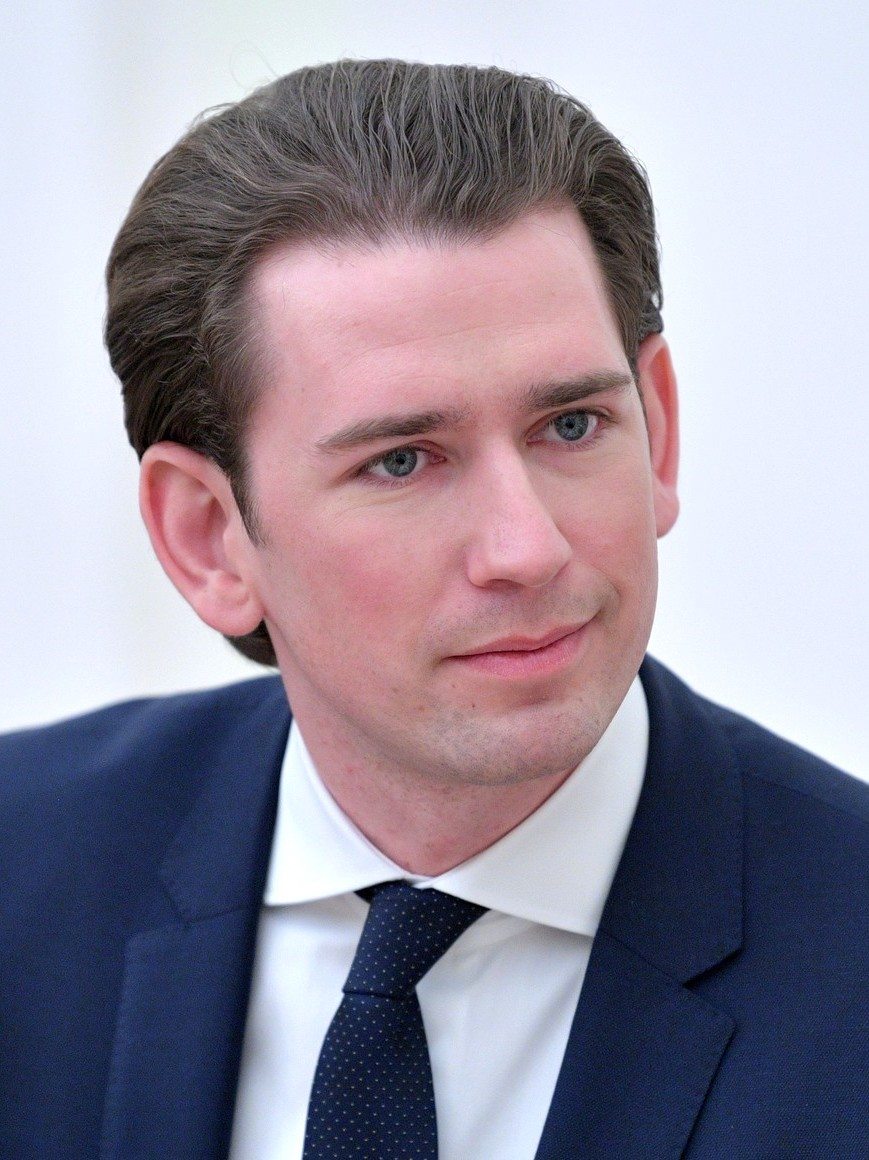
Sebastian Kurz 2017-2019 2020-2021
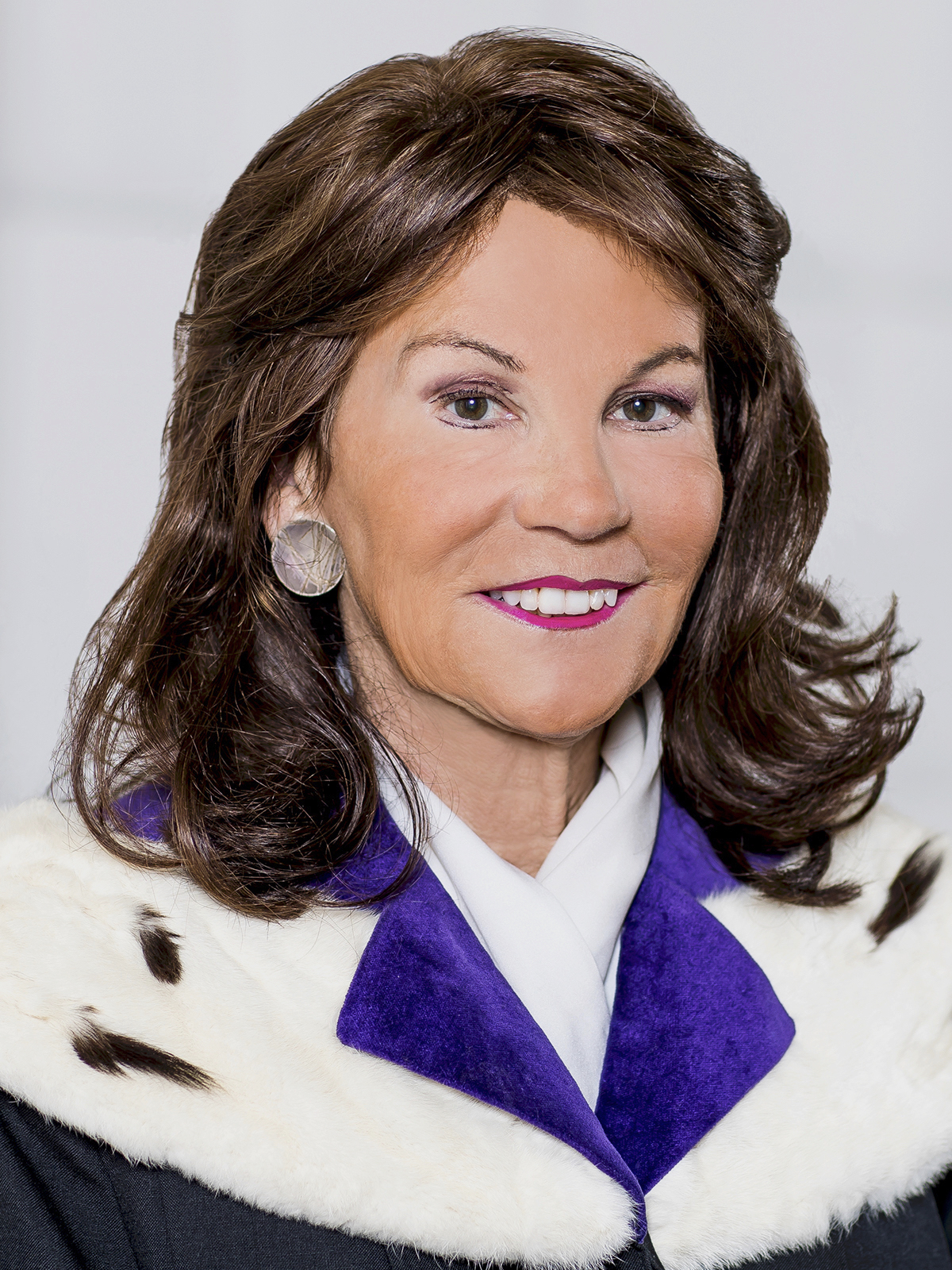
Brigitte Bierlein 2019-2020
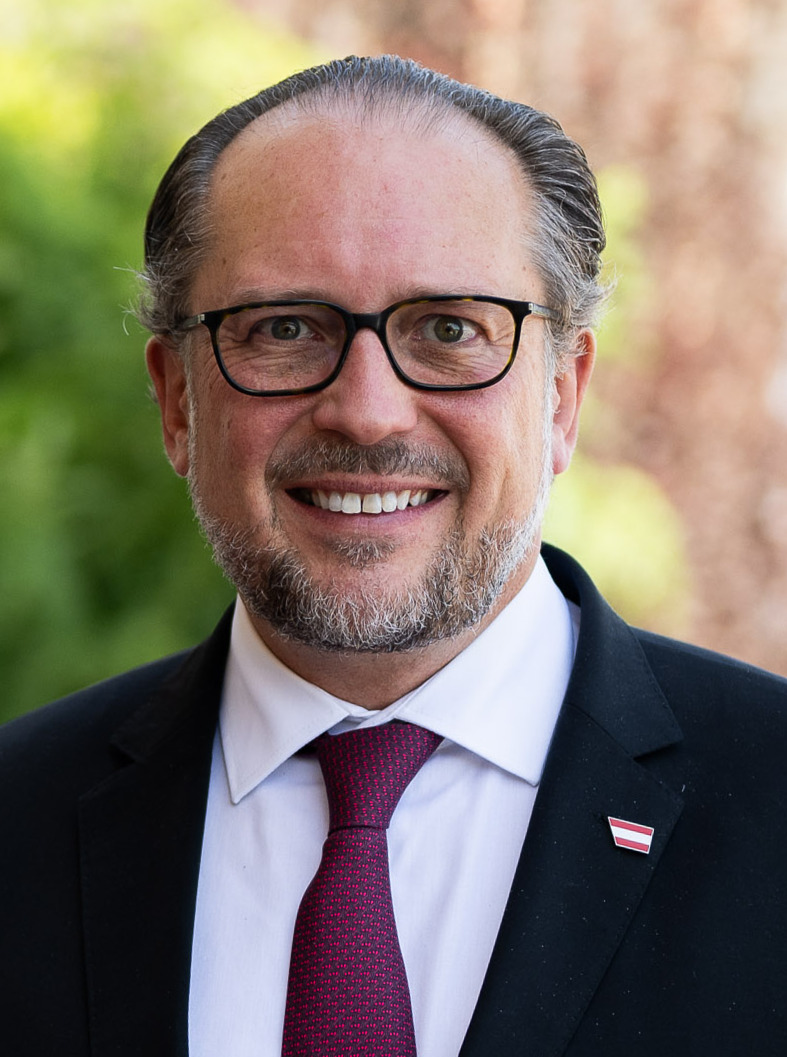
Alexander Schallenberg 2021
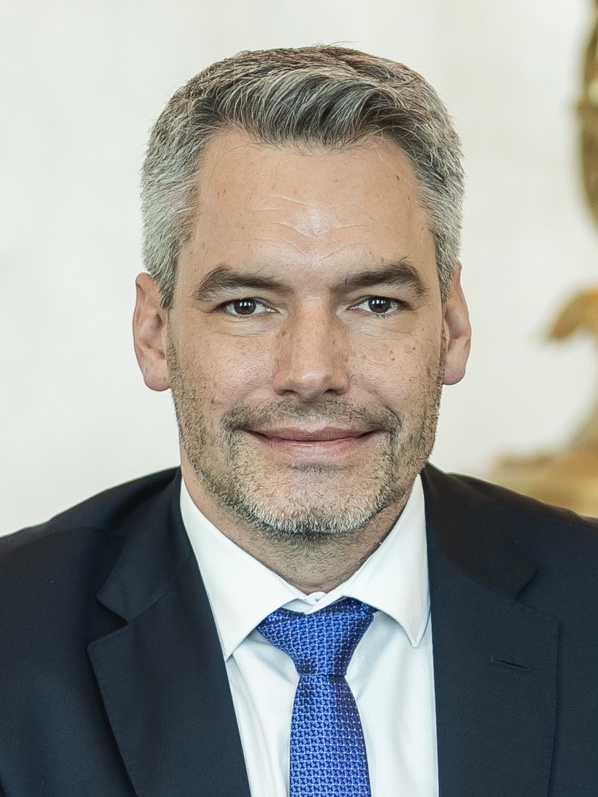
Karl Nehammer 2021-présent